# Pleyben
Pleyben [plɛbɛ̃] est une commune du département du Finistère, dans la région Bretagne, en France.

## Géographie

### Localisation et communes limitrophes
| Lopérec                 | Brasparts, Monts d'Arrée | Le Cloître-Pleyben |
| Saint-Ségal, Châteaulin | Pleyben                  | Plonévez-du-Faou   |
| Lothey                  | Gouézec, Aulne           | Lennon             |

Entre monts d'Arrée et montagnes Noires, Pleyben est limité au nord par la Douffine qui la sépare de Lopérec et au sud par l'Aulne au cours très sinueux en raison de méandres accentués qui sépare Pleyben de Gouézec et Lothey, le pédoncule de Kerluhan (en Châteaulin) étant le plus accentué, mais celui de Tréziguidy, qui sépare Pleyben de Lothey l'est également. Pleyben bénéficie d'un cadre vallonné (entre 176 m et 14 m d'altitude, le bourg se trouvant vers 115 mètres) et verdoyant ; la commune fait partie du parc naturel régional d'Armorique. La commune est située à 27 km au nord-est de Quimper.

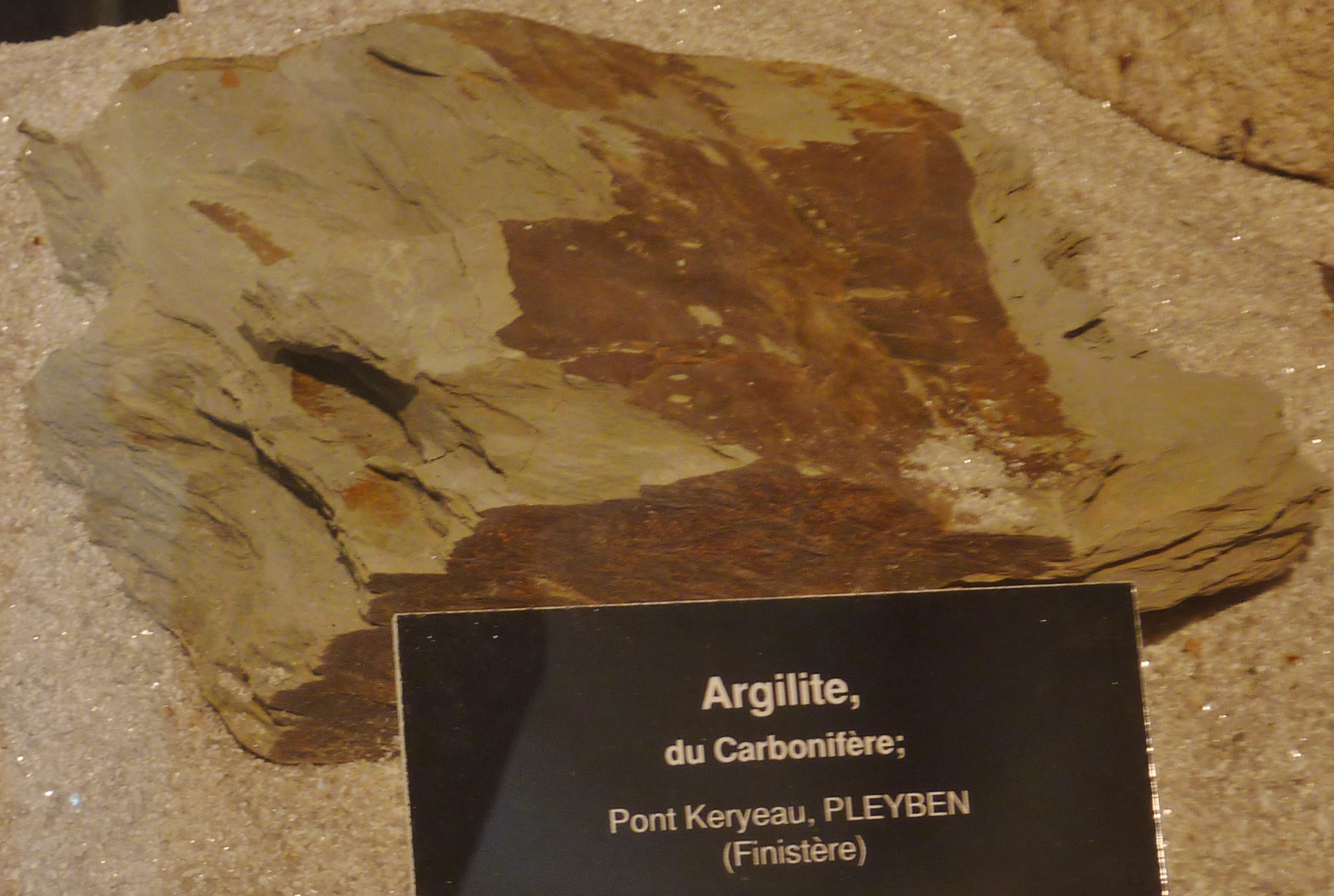
Argilite du carbonifère trouvée à Pont-Keryau en Pleyben.

Pleyben est au carrefour de la RN 164, aménagée en voie express, qui est l'axe du centre-Bretagne Rennes - Châteaulin via Loudéac et Carhaix et de la route départementale 785, ancienne route nationale 785, allant de Morlaix à Quimper.

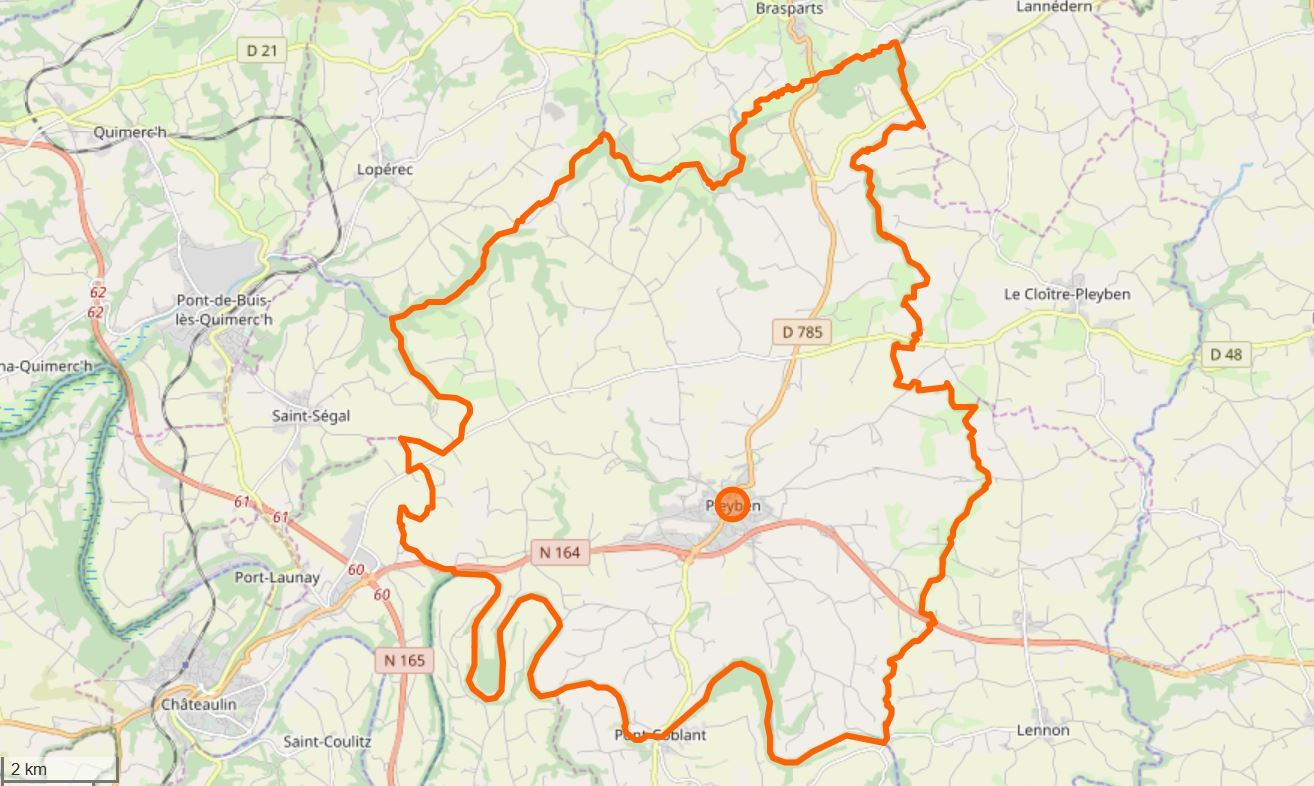
Carte de la commune de Pleyben (limite communale en orange).
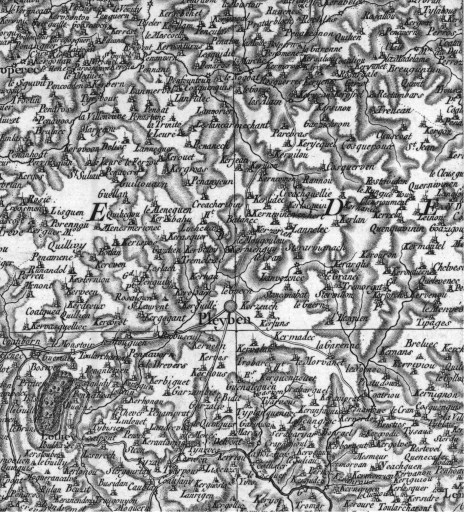
Carte de Cassini de la région de Pleyben.
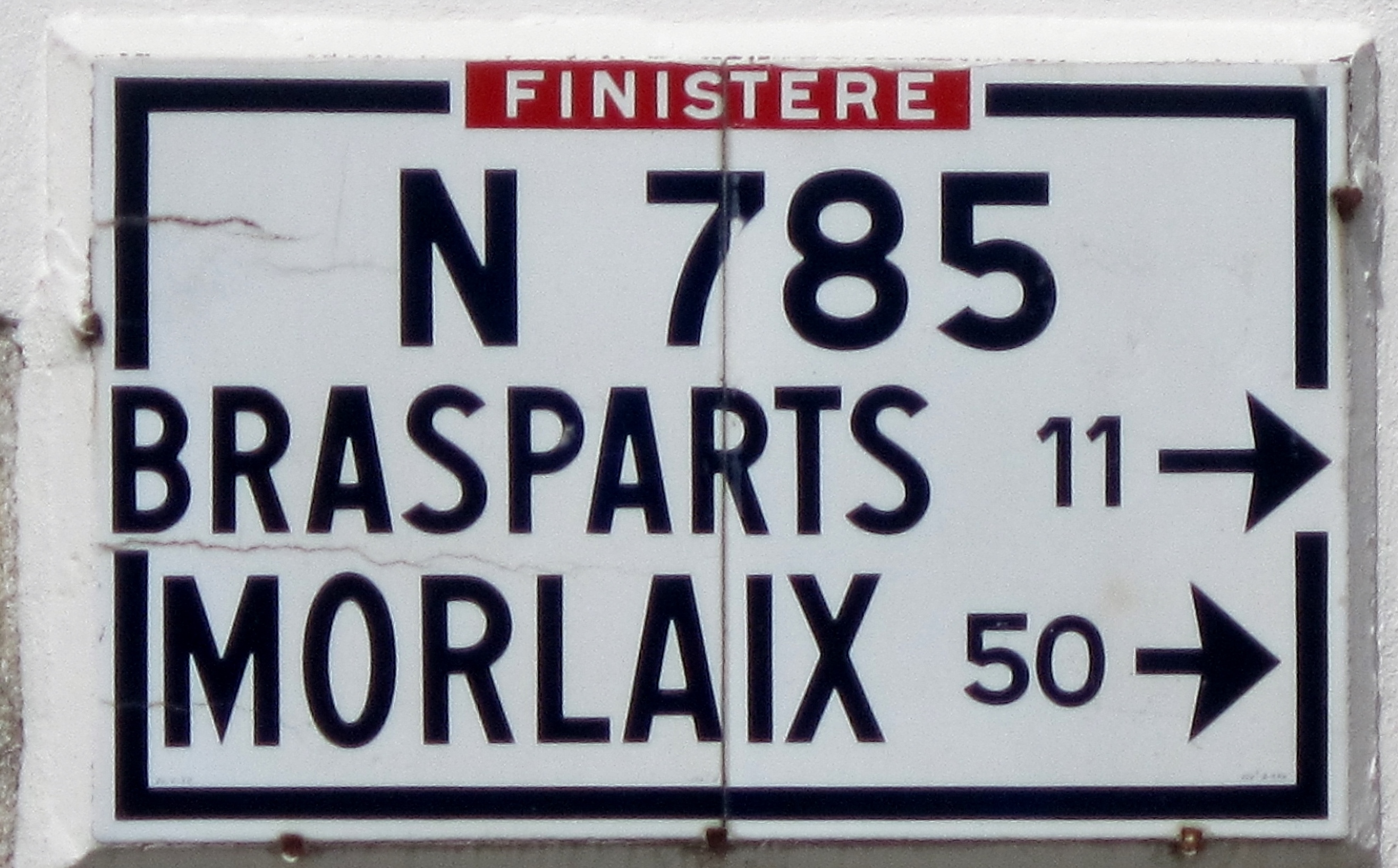
Ancien panneau routier de la route nationale 785 (actuelle route départementale 785) situé à Pleyben.

Les habitants sont les Pleybennois et les Pleybennoises. La densité de population est de 47,5 habitants par km2 en 2006.

### Hydrographie
Pour un article plus général, voir Réseau hydrographique du Finistère.
La commune est située dans le bassin Loire-Bretagne. Elle est drainée par l'Aulne, le canal de Nantes à Brest, le l'Aulne, la Douffine, le ruisseau stêr roudou, le ruisseau de Kerambellec, le Vernic et divers autres petits cours d'eau,.
L'Aulne, d'une longueur de 144 km, prend sa source dans la commune de Lohuec et se jette  dans la rade de Brest en limite de Landévennec et de Rosnoen, après avoir traversé 27 communes.  Les caractéristiques hydrologiques de l'Aulne sont données par la station hydrologique située sur la commune de Gouézec. Le débit moyen mensuel est de 27,1 m3/s. Le débit moyen journalier maximum est de 508 m3/s, atteint lors de la crue du 13 décembre 2000. Le débit instantané maximal est quant à lui de 580 m3/s, atteint le même jour.

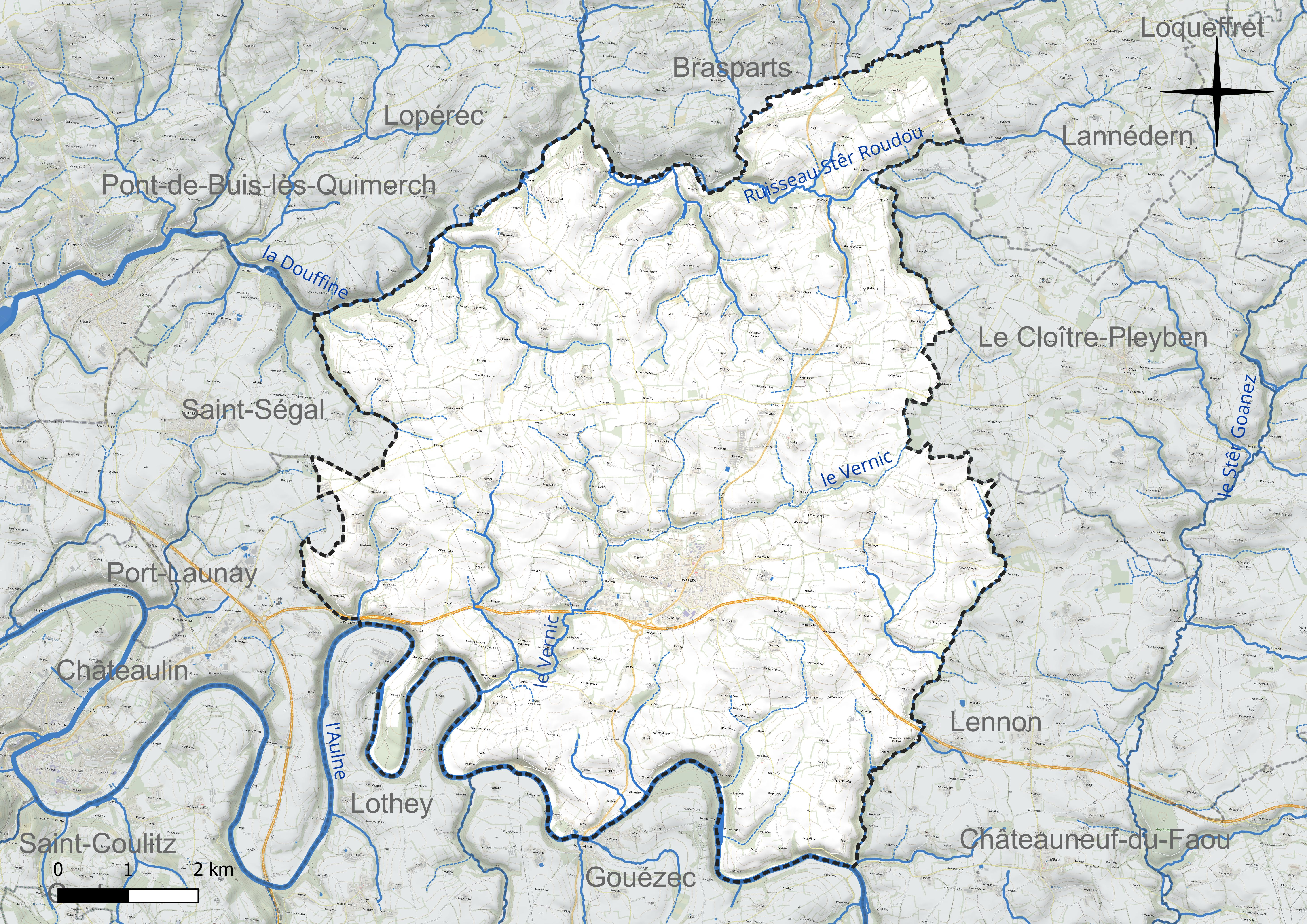
Réseau hydrographique de Pleyben.

La canalisation de l'Aulne dans le cadre de la création du canal de Nantes à Brest dans le premier tiers du XIXe siècle a entraîné la construction d'écluses : d'amont vers l'aval, les écluses du Vuzid et de Saint-Algon en amont de Pont-Coblant et de Stéreon, de Coat Pont, de Tréziguidy, du Guilliec, de Penn-ar-Pont en aval. Un port fluvial fut aménagé à Pont-Coblant, hameau développé sur les deux rives de l'Aulne, à cheval sur les communes de Pleyben et Gouézec ; son trafic fut important en raison de la proximité de carrières d'ardoise désormais fermées. L'essor de ce hameau fut arrêté aussi par la fermeture du canal à la navigation commerciale dès 1942.

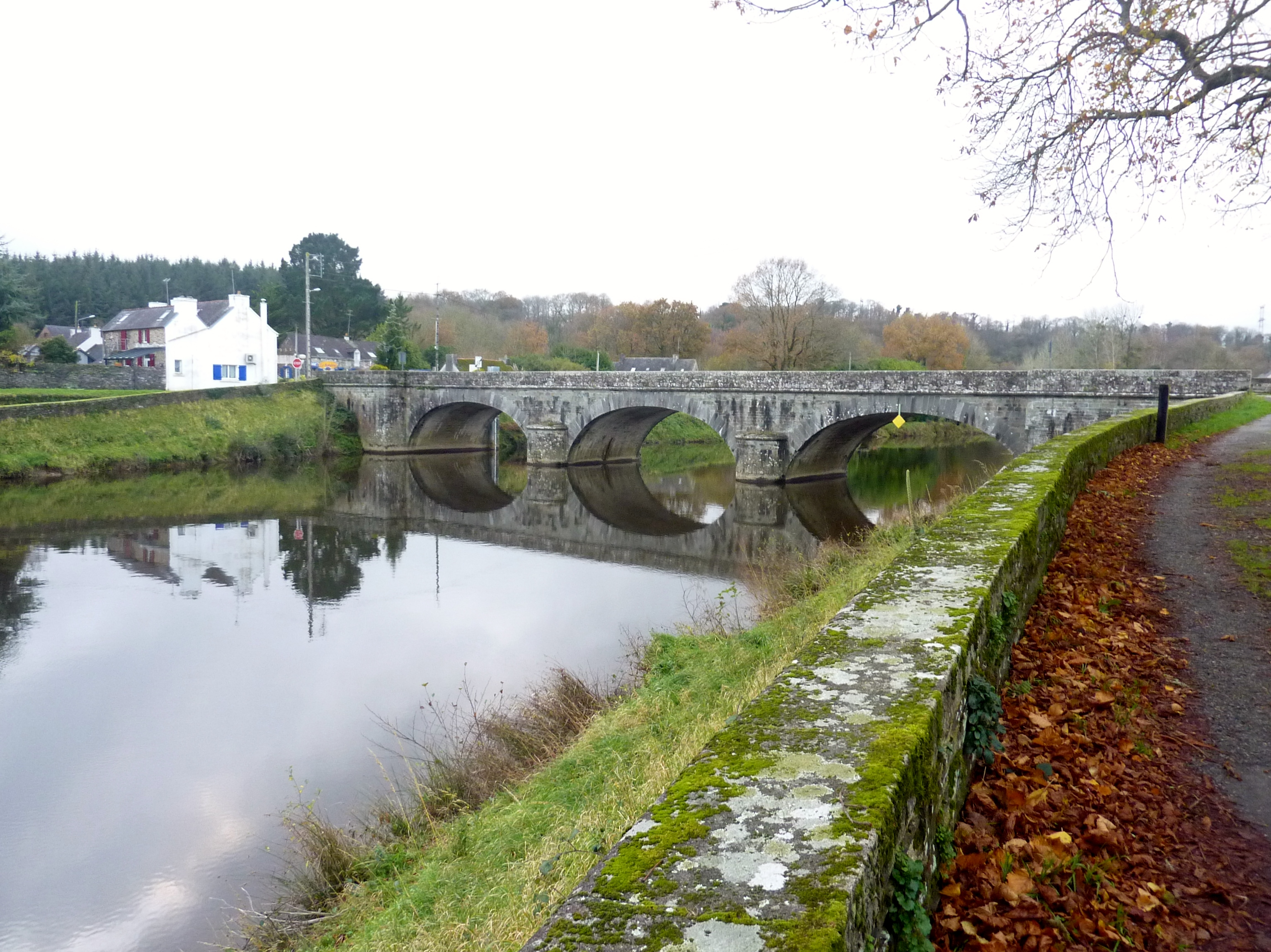
Le pont de Pont-Coblant sur l'Aulne (Canal de Nantes à Brest).
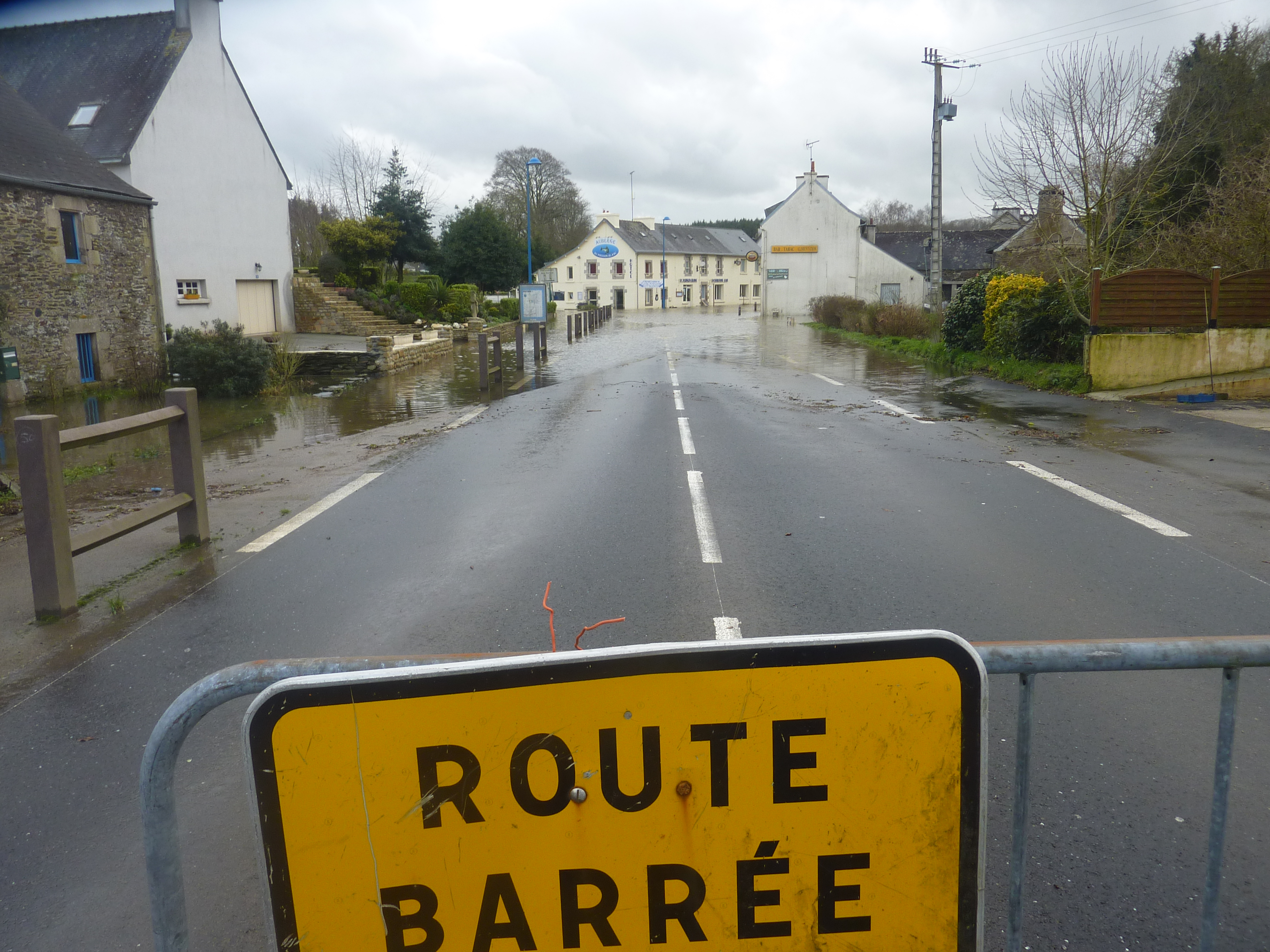
L'Aulne en crue : inondation du 7 février 2014 à Pont-Coblant 1.
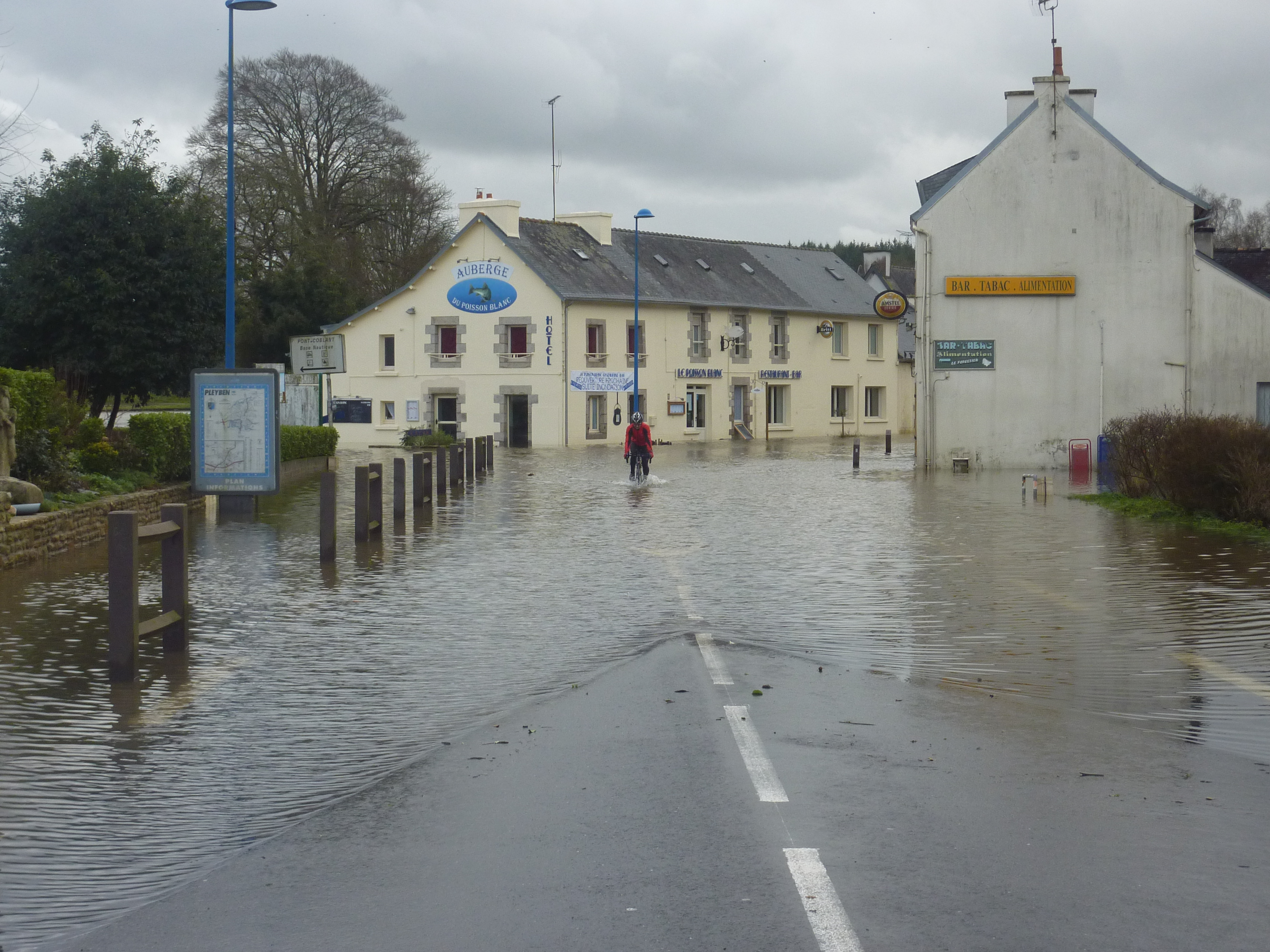
L'Aulne en crue : inondation du 7 février 2014 à Pont-Coblant 2.
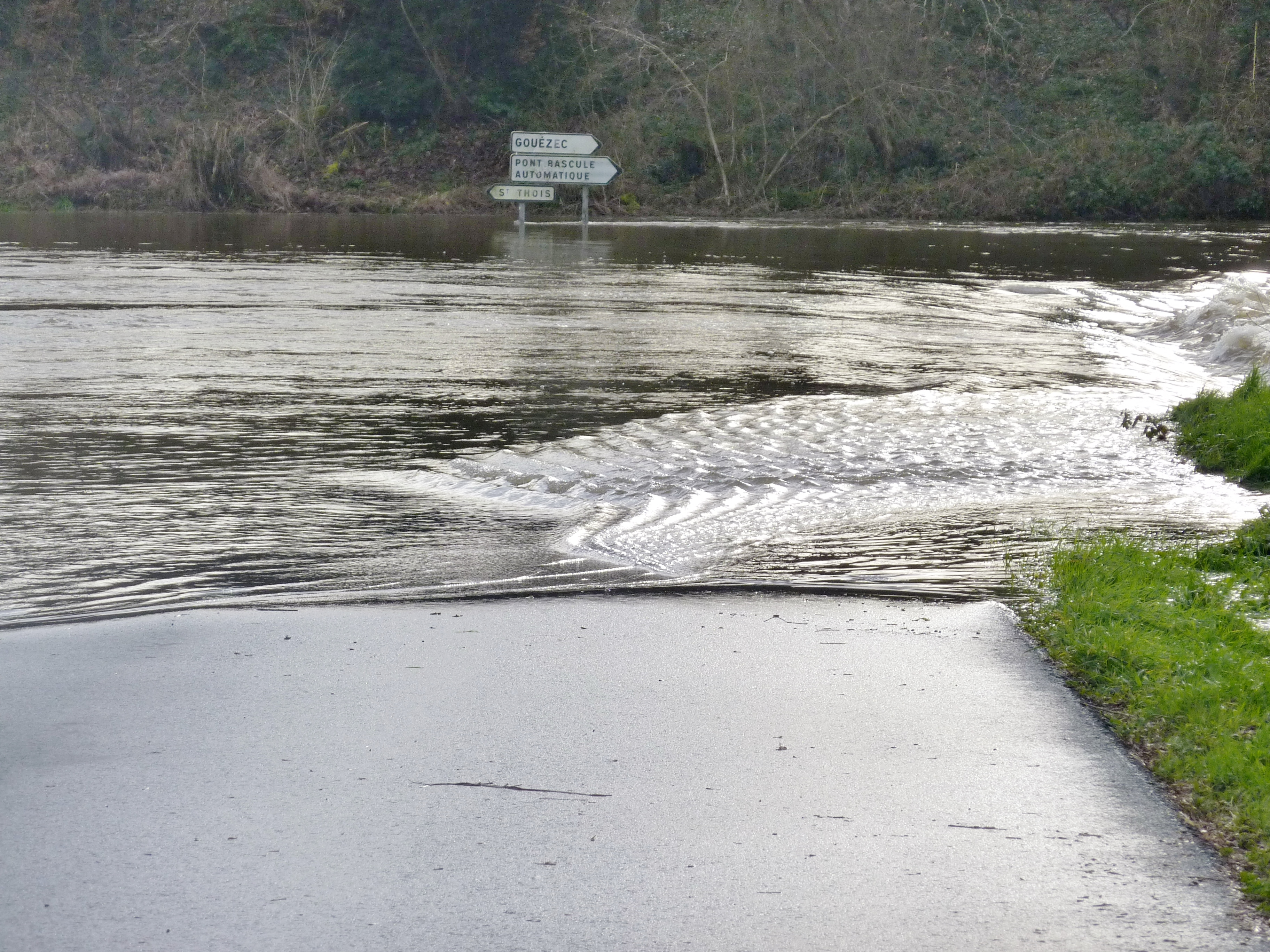
L'Aulne en crue au pont de Ti-men (7 février 2014).

Une station de surveillance des crues de l'Aulne est installée à Pont-Coblant ; la dernière crue très importante a eu lieu le 6 janvier 2001, mais des crues se produisent fréquemment, par exemple fin décembre 1925-début janvier 1926 ou le 2 mars 2010 ou encore le 7 février 2014.
Le canal de Nantes à Brest est un canal, chenal et un estuaire et un cours d'eau naturel navigable sur une grande partie de son cours, d'une longueur de 364 km. Il prend sa source dans la commune de Nort-sur-Erdre et se jette  dans la Loire à Nantes. 
La Douffine, d'une longueur de 25 km, prend sa source dans la commune de Brasparts et se jette  dans le canal de Nantes à Brest à Dinéault, après avoir traversé six communes.  Les caractéristiques hydrologiques de la Douffine sont données par la station hydrologique située sur la commune de Lopérec. Le débit moyen mensuel est de 3,4 m3/s. Le débit moyen journalier maximum est de 83 m3/s, atteint lors de la crue du 26 décembre 1999. Le débit instantané maximal est quant à lui de 108 m3/s, atteint le 12 décembre 2000.

### Climat
Pour des articles plus généraux, voir Climat de la Bretagne et Climat du Finistère.
En 2010, le climat de la commune est de type climat océanique franc, selon une étude du CNRS s'appuyant sur une série de données couvrant la période 1971-2000. En 2020, Météo-France publie une typologie des climats de la France métropolitaine dans laquelle la commune est exposée à un climat océanique et est dans la région climatique  Finistère nord, caractérisée par une pluviométrie élevée, des températures douces en hiver (6 °C), fraîches en été et des vents forts. Parallèlement l'observatoire de l'environnement en Bretagne publie en 2020 un zonage climatique de la région Bretagne, s'appuyant sur des données de Météo-France de 2009. La commune est, selon ce zonage, dans la zone « Monts d'Arrée », avec des hivers froids, peu de chaleurs et de fortes pluies.
Pour la période 1971-2000, la température annuelle moyenne est de 11,2 °C, avec  une amplitude thermique annuelle de 11 °C. Le cumul annuel moyen de précipitations est de 1 181 mm, avec 15,9 jours de précipitations en janvier et 8,6 jours en juillet. Pour la période 1991-2020, la température moyenne annuelle observée sur la station météorologique la plus proche, située sur la commune de Saint-Ségal à 7 km à vol d'oiseau, est de 11,8 °C et le cumul annuel moyen de précipitations est de 1 126,1 mm,. Pour l'avenir, les paramètres climatiques de la commune estimés pour 2050 selon différents scénarios d'émission de gaz à effet de serre sont consultables sur un site dédié publié par Météo-France en novembre 2022.

## Urbanisme

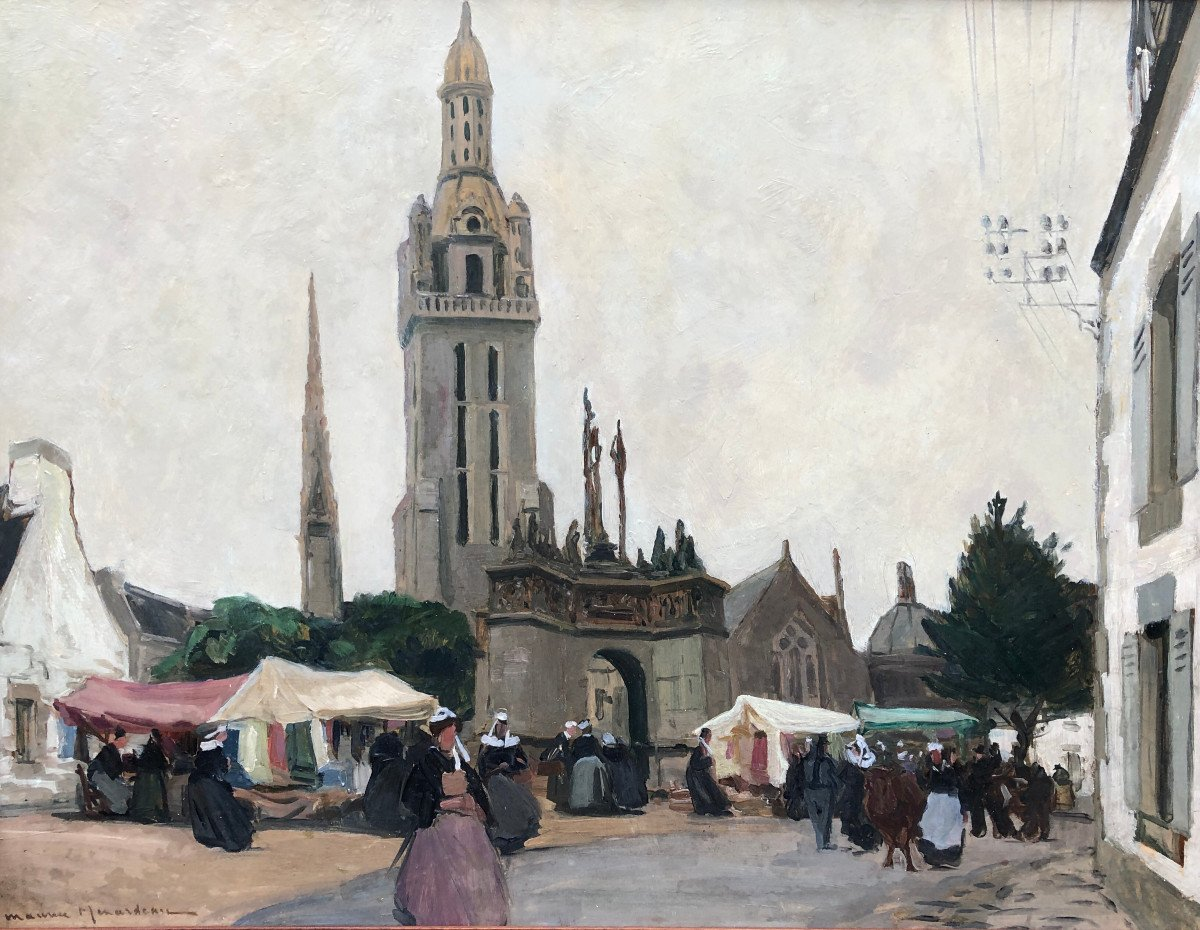
Maurice Ménardeau / La place du Marché à Pleyben / Huile sur bois / Vers 1930 / France, collection Calvé-Cantinotti.

### Typologie
Au 1er janvier 2024, Pleyben est catégorisée bourg rural, selon la nouvelle grille communale de densité à 7 niveaux définie par l'Insee en 2022.
Elle appartient à l'unité urbaine de Pleyben, une unité urbaine monocommunale constituant une ville isolée,. Par ailleurs la commune fait partie de l'aire d'attraction de Pleyben - Châteaulin, dont elle est une commune du pôle principal,. Cette aire, qui regroupe 18 communes, est catégorisée dans les aires de moins de 50 000 habitants,.

### Occupation des sols
L'occupation des sols de la commune, telle qu'elle ressort de la base de données européenne d'occupation biophysique des sols Corine Land Cover (CLC), est marquée par l'importance des territoires agricoles (86,4 % en 2018), une proportion sensiblement équivalente à celle de 1990 (87 %). La répartition détaillée en 2018 est la suivante :
terres arables (66 %), zones agricoles hétérogènes (14 %), forêts (10,4 %), prairies (6,3 %), zones urbanisées (2,9 %), zones industrielles ou commerciales et réseaux de communication (0,4 %). L'évolution de l'occupation des sols de la commune et de ses infrastructures peut être observée sur les différentes représentations cartographiques du territoire : la carte de Cassini (XVIIIe siècle), la carte d'état-major (1820-1866) et les cartes ou photos aériennes de l'IGN pour la période actuelle (1950 à aujourd'hui).

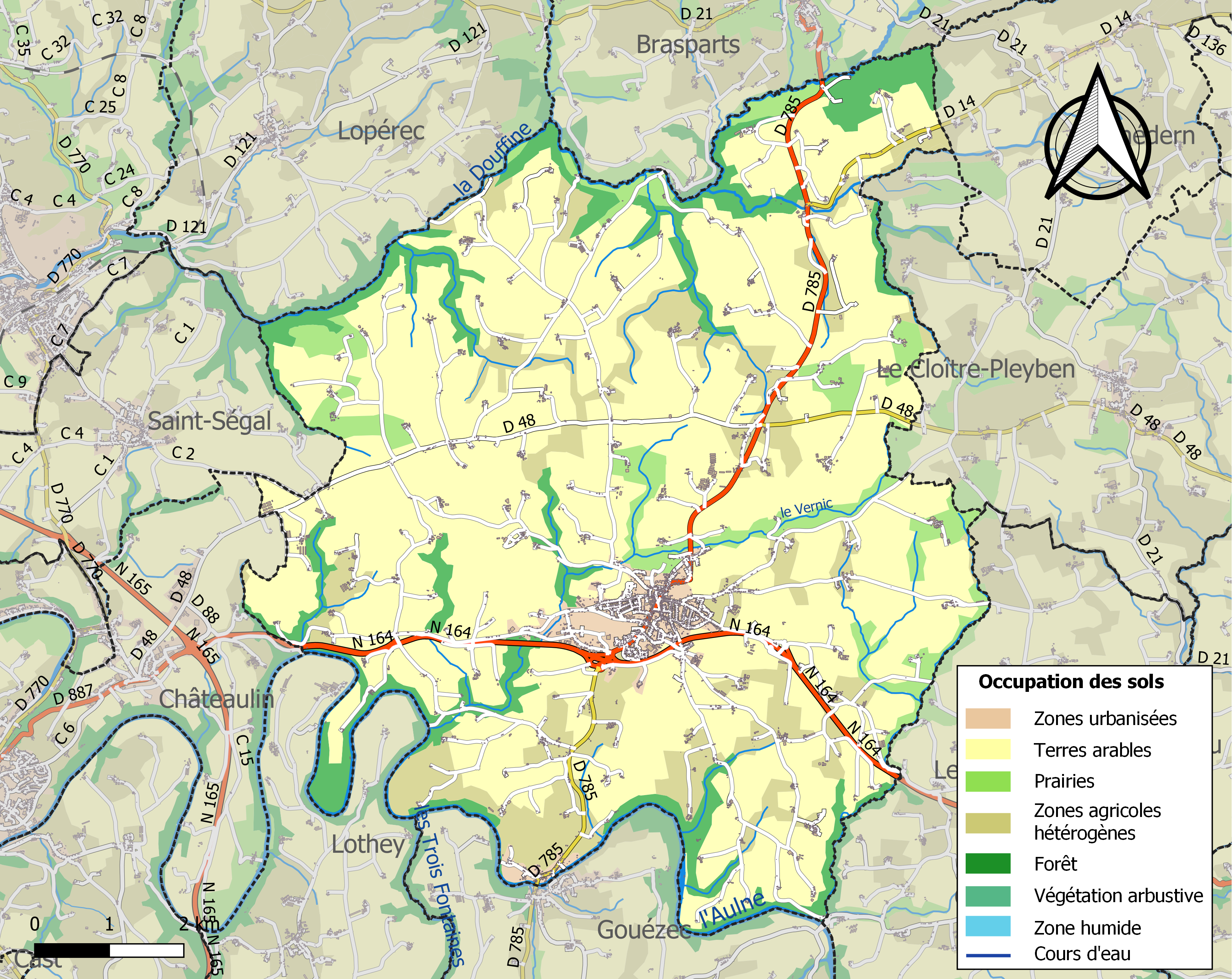
Carte des infrastructures et de l'occupation des sols de la commune en 2018 (CLC).

## Toponymie
Son nom breton est Pleiben [ˈplɛjbən].
Le nom de la localité est attesté sous les formes Pleiben au XIe siècle et Pleyben dès 1241.
Pleyben fut l'une des paroisses primitives de l'ancienne Armorique au VIe siècle et connue d'abord sous le nom de Plebs Yben (« bourg d'Yben », lequel serait un saint breton plus ou moins mythique connu sous les noms de saint Yben ou saint Ethbin) (à l'origine aussi du nom de Pleyber-Christ), le nom étant parfois transcrit au haut Moyen Âge sous les variantes Pleizben ou Pleiben.

## Histoire

### Origines
Les origines ne sont pas connues avec certitude, mais la toponymie de plusieurs lieux-dits comme « Le Moustoir » (Ar Moster, le monastère en breton), Le Cloître-Pleyben (nom actuel d'une commune voisine), Lanvézennec, Stang ar Abbat (« vallée de l'abbé »), Ster ar manac'h (« rivière du moine »), Ilisven (« église blanche ») laisse supposer une origine monastique. Selon le cartulaire de Landévennec, Idunet, They et Ethbin auraient quitté l'abbaye de Landévennec pour remonter l'Aulne, le premier s'arrêtant à Châteaulin, y fondant le prieuré de Loc-Yonet ; saint They aurait remonté l'Aulne plus en amont, installant son ermitage à l'emplacement actuel du Vieux-Bourg de Lothey et Ethbin serait allé un peu plus loin, fondant Pleyben.
Les Templiers y auraient eu une léproserie à Kerlann (à l'époque nommé Keranclanff) et l'abbaye du Relec possédait des terres dans la paroisse. La chapelle de Lannélec (anciennement Trefnescop en breton, « quartier de l'évêque » en français) correspondrait à un ancien prieuré dépendant de l'abbaye de Landévennec. Par la suite, Pleyben conserva comme trève Le Cloître-Pleyben.
C'était une des paroisses les plus vastes du diocèse de Quimper, incluant au haut Moyen Âge Brasparts et sa trève de Saint-Rivoal ainsi que Le Cloître-Pleyben et ses trèves de Lannédern et Lennon, Saint-Ségal (c'est-à-dire aussi Pont-de-Buis et Port-Launay et même la rive nord de Châteaulin). « La rogue et fière paroisse de Pleiben » aurait compté parfois jusqu'à 6 000 habitants, ce qui expliquerait entre autres sa place centrale de vaste dimension.
La devise de Pleyben est « Pleiben war'raok atao » (« Pleyben toujours en avant »).
Avec Le Cloître-Pleyben et Lennon, Pleyben formait le « pays Bidar », l'un des pays bretons ethnologiques traditionnels, les communes voisines de Châteauneuf-du-Faou, Plonévez-du-Faou et Collorec formant le « pays Dardoup ».

### Préhistoire et Antiquité
Un dolmen (datant du néolithique) existait près de Kerasquer, mais il a disparu, probablement au XIXe siècle. Quelques pièces archéologiques du mésolithique ont été trouvées sur le territoire de la commune et un coffre de l'âge du bronze à Roz ar C'hallez (disparu). Des toponymes comme Vuzit et Boixière montrent quelques implantations gallo-romaines. Un dépôt d'armes en bronze, d'origine celte, a été trouvé à La Boëssière, sur une petite colline dominant l'Aulne.

### Du Moyen Âge à 1789
À Bourgell, une enceinte quadrangulaire daterait de l'époque médiévale.

#### La seigneurie de Trésiguidy (Tréziguidy)
Le château de Tréziguidy (Maner Coz) se trouve à mi-chemin entre Pleyben et Châteaulin, sur un promontoire dominant une boucle de l'Aulne d'un abrupt de 70 mètres dans un site exceptionnel contrôlant l'Aulne, ce qui était important à une époque où les cours d'eau étaient les meilleures voies de pénétration vers l'intérieur des terres, à l'époque des invasions vikings par exemple. Cette ancienne place forte fut habitée dès le XIe siècle certainement, le IXe siècle peut-être, par la puissante famille féodale des Trésiguidy, probablement d'origine franque, le nom « Tréséguidy » pouvant sans doute se traduire par « la maison de Sigwin », Sigwin en germanique voulant dire « victorieux ». Plusieurs membres de cette illustre famille ont participé aux Croisades (Jean et Maurice de Trésiguidy ont participé à la première croisade, Thomas et un autre Maurice à la septième croisade où ce dernier aurait été fait prisonnier et aurait fait le vœu de construire à son retour une chapelle, ce serait l'origine de la chapelle de Guénily où un vitrail illustre cet évènement). Un autre Maurice de Trésiguidy est évêque de Rennes entre 1260 et 1282. Le 26 mars 1351, un autre encore Maurice de Trésiguidy, dans le cadre de la guerre de Succession de Bretagne, participe au Combat des Trente contre les Anglais (qui eut lieu entre Ploërmel et Josselin) et « fut l'un de ceux qui s'y comporta le mieux » ; il participa par la suite au siège de Rennes en 1357, puis fut ambassadeur du roi Charles VI, effectuant des missions en Espagne, et fut ensuite nommé « Capitaine de la Ville de Paris » en 1381. D'autres membres de cette famille, Yvon et Olivier de Trésiguidy, participèrent également à la guerre de Succession de Bretagne. Une Jehane (ou Jothane) de Trésiguidy épousa un vicomte du Faou ; sa tombe se trouve dans la chapelle Notre-Dame de Châteaulin.
Trésiguidy était sous l'Ancien Régime une puissante baronnie, dotée d'une juridiction seigneuriale. Les seigneurs de Trésiguidy exerçaient leur droit de haute justice ainsi que de moyenne et basse justice au manoir des Salles (disparu) en Saint-Ségal, avaient un domaine s'étendant sur 27 villages (= hameaux) de la trève de Guénily, sans compter les nombreuses autres fermes et les hameaux possédés dans les trèves et paroisses avoisinantes comme Lannédern, Saint-Ségal, Châteaulin, Quimerc'h, Lopérec, Brasparts (à Kerjean par exemple), Lothey (village de Buors par exemple) ainsi que la forêt de Guily. Le domaine disposait d'une chapelle (des vestiges subsistent), d'un moulin (en ruines).
Pillé en 1595 et victime d'un incendie attribué à Guy Eder de La Fontenelle, le « brigand de Cornouaille », ce qui a entraîné la disparition des archives, ce qui restait du château a dû être utilisé pour la construction du manoir et passe dès le début du XVIIe siècle, sinon avant, aux mains de la famille Kerlec'h : le premier connu avec certitude étant François de Kerlec'h, né vers 1590 et dont l'existence comme seigneur de Trésiguidy est attestée en 1614 et qui est probablement le constructeur du manoir. Lui succède René de Kerlec'h puis Paul de Kerlec'h qui vivait à la fin du XVIIe siècle et est décédé vers 1700 : les armoiries de Paul Kerlec'h du Chastel sont au-dessus du portail d'entrée. Décédés sans héritiers, c'est un neveu de son épouse Catherine Fouquet qui hérite du domaine et du titre : René de Kermoysan. Vers le milieu du XVIIIe siècle, le domaine passe aux mains de la famille des De Kergariou, mais ces seigneurs successifs se contentent de percevoir les revenus du domaine dont le dernier seigneur résidant a été Paul de Kerlec'h.
Démantelé au XIXe siècle et début XXe siècle, le manoir de Trésiguidy n'est plus désormais qu'une simple ferme dénommée Manez Coz, qui conserve toutefois maints éléments de sa splendeur passée.

#### La seigneurie de Quillien
Le « lieu noble » de Quillien est attesté dès 1426. Au XVIe siècle, la seigneurie inclut des vastes bois, un moulin à eau, un colombier, une chapelle et un verger clos de murs. En 1751, il englobe une vingtaine de métairies sur le seul territoire de la paroisse de Pleyben. La famille de Kerret en devient propriétaire au XVIe siècle (vers 1580). L'ancien manoir n'est plus qu'une simple métairie lors de la Révolution française) et devient par la suite les écuries du nouveau château construit entre 1851 et 1861 par Joseph Bigot pour le compte de René de Kerret. Un gisant représentant un ancien seigneur de Quillien, sans doute Jean Cabournay, subsiste dans le parc, ainsi que les vestiges d'une fontaine datant de 1640 et construite alors par Philippe de Kerret.
L'inventaire après décès de Louis-Jean-Marie de Kerret, « juveigneur des anciens princes et comtes de Léon, chevalier seigneur de Quillien, du Guernaultier et autres terres », décédé en 1782, époux de Sylvie Aléno, est retranscrit intégralement sur le site Internet du Conseil général du Finistère sous le titre Le document Quillien et donne une bonne idée de l'état de la fortune et ds biens d'une famille noble à cette époque.

#### Pleyben et les guerres de la Ligue
La construction de l'église Saint-Germain, achevée en 1583, a été interrompue pendant une vingtaine d'années du temps des guerres de la Ligue, mais achevée néanmoins avant la fin de celles-ci en Bretagne. Bien que possédant l'une des plus belles églises de la région, dont les deux clochers, avec les arcades qui les reliaient, dominaient majestueusement la grand'place et se voyaient de toute la région, les habitants de Pleyben auraient pris ombrage de la construction d'autres beaux enclos paroissiaux jusque dans le Léon comme à Berven ou Lanhouarneau, d'où la construction du clocher-porche qui débute en 1588, mais en 1590 les paroissiens de Pleyben se joignent à ceux des paroisses voisines comme Plouyé, Collorec, Landeleau et plusieurs autres pour chasser les « royaux » (= partisans du roi Henri IV), commandés par La Tremblaye, qui occupaient Carhaix. Cette « boutade » (= révolte, jacquerie) enflamme toute la région. « La rogue paroisse de Pleyben se vantait de battre l'ennemi à elle toute seule » écrit le chanoine Moreau. Mais ces paysans commandés par le sieur du Bizit, Guillaume de Kerpérennez et le prêtre Linlouët (de Pleyben tous les deux) mal organisés et mal armés, refusant d'attendre ceux des paroisses voisines de Lennon, Gouézec, Briec, Châteauneuf, etc., qui s'étaient également soulevés, furent mis en déroute au pont du Moulin du Duc près de Carhaix.
La châtelaine de Roscanou en Gouézec, veuve, était lors des guerres de la Ligue une farouche partisane des « royaux » (partisans du roi Henri IV) et n'hésitait pas à le faire savoir, menaçant de ruiner le pays et elle était très haïe par les paysans de la région qui soutenaient la Ligue. En septembre 1590, elle reçut de nombreux hôtes en son château, « 60 à 80 chevaux » dit le chanoine Moreau qui poursuit : « Le bruit couru incontinent qu'il y avait grande troupe de royaux à Roscanou et croyant que c'était pour les perdre, ils firent sonner le tocsin par toutes les paroisses. » Les paysans de la région, parmi eux de nombreux paysans de Pleyben, allèrent faire le siège du château de Roscanou qu'ils pillèrent et incendièrent; plus de quatre-vingt-dix personnes périrent soit par le fer, soit par le feu « dont soixante gentilshommes et chefs de maisons » dont Claude Du Chastel, baron de Kerlec'h ; Robert De Kerlec'h, seigneur du Plessis en Ploumoguer ; Pierre de Vieux-Châtel, abbé de l'abbaye Saint-Maurice de Carnoët, le sieur de Kerlouet, le sieur du Hirgars en Crozon, etc. Le chanoine Moreau poursuit : « Tout ce que l'on put sauver du feu fut pillé par toutes les communes, qui ne laissèrent rien que ce grand nombre de corps tout nus d'un côté et de l'autre ».
En punition, les principaux notables de la paroisse furent conduits en prison, les uns à Quimper, d'autres à Douarnenez dans le repaire de La Fontenelle, comme otages jusqu'à ce que la paroisse s'acquitte de ses charges et on infligea à Pleyben l'entretien d'une garnison de soldats dans le bourg, de s'acquitter de fouages et les paroissiens durent vendre calices et croix d'argent dont ils étaient si fiers pour régler leurs rançons et amendes. Il fallut interrompre les travaux de la tour-porche de l'église ; qui furent terminés seulement en 1654. Une dizaine d'années plus tard, l'aisance étant revenue, les deux retables du maître-autel, puis du Rosaire furent successivement commandés et le calvaire complètement transformé afin de devenir l'un des plus beaux de Bretagne.

#### Pleyben et le prédicateur Julien Maunoir
Le célèbre prédicateur Julien Maunoir prêcha des Missions à Pleyben en 1665 et en 1676. Mort en 1683, quelques années plus tard des miracles lui sont attribués à Pleyben : en 1686, Jean Pezron, de Pleyben, qui avait été treize ans sans marcher fut guéri et il en fut de même en 1687 pour Jeanne Le Joncour, originaire de la paroisse également.
Claude et Hervé Guéguen, deux horlogers originaires de Pleyben, comptent vers la fin du règne de Louis XIV, dans leur clientèle de nombreuses fabriques, comme celles de Pont-Croix, Rumengol, Berven, Plouzévédé, Saint-Jean-du-Doigt, Ploumilliau, Saint-Thégonnec, Lochrist, etc..

### Le drame de Trésiguidy (26 juillet 1693)
Le 26 juillet 1693, se déroule à Lothey, village situé sur l'autre rive de l'Aulne par rapport à Pleyben, la clôture solennelle d'une mission prêchée par des Jésuites. Une grande procession, ponctuée de représentations de diverses scènes de la vie du Christ qui requièrent un grand nombre d'acteurs, a lieu, accompagnée de nombreux cantiques nécessitant là aussi nombre de choristes. Les paroisses voisines devaient donc, assez souvent, fournir une partie des acteurs, d'autant que les rôles étaient plus particulièrement tenus par les jeunes gens, les jeunes filles et les enfants.
Cette procession s'était déroulée avec le succès habituel. Tous les témoins reprirent le chemin de leurs foyers. Les paroissiens de Pleyben descendirent vers le passage de Trésiguidy, proche du vieux bourg de Lothey, et empruntèrent le bac, qui coula.

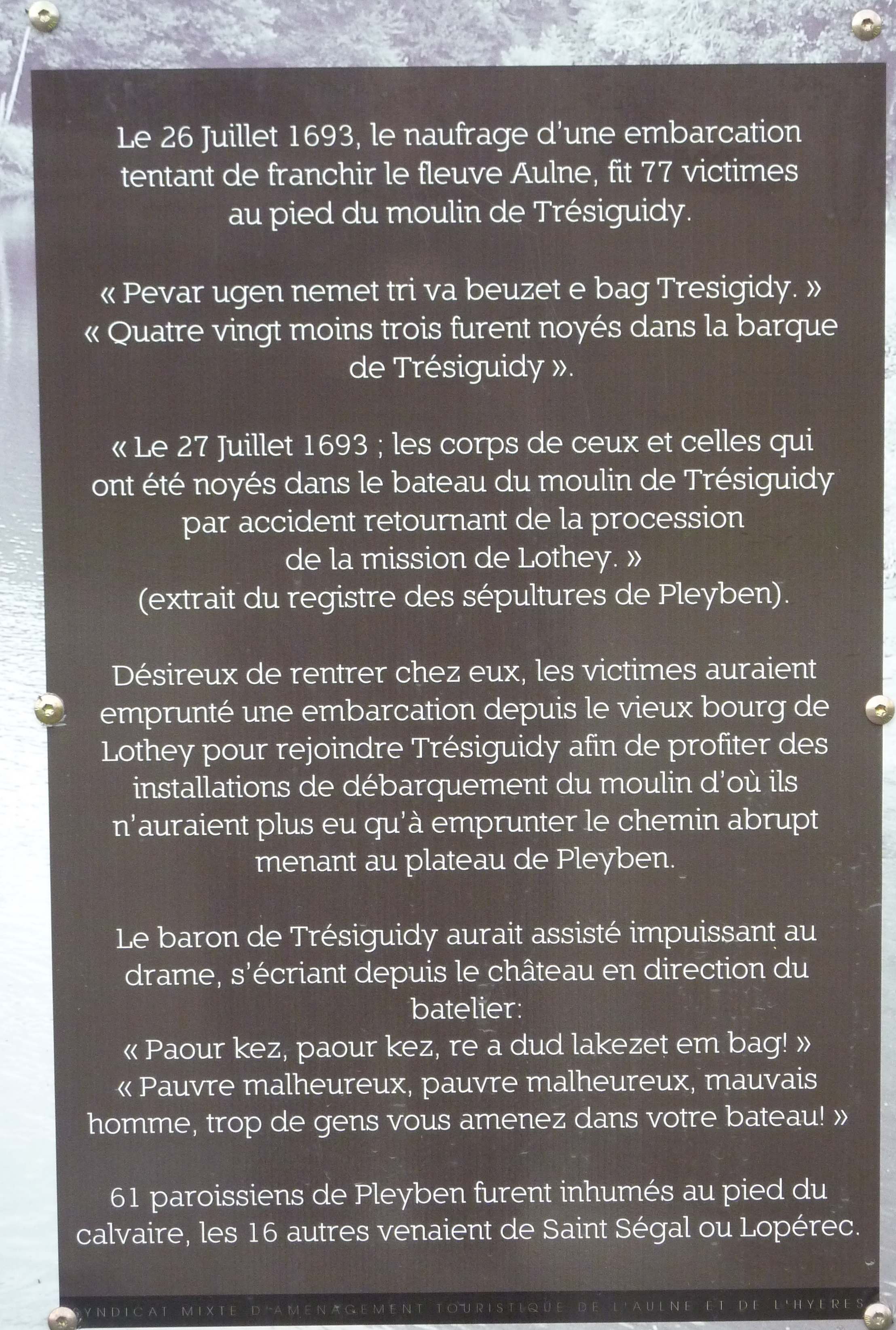
Stèle commémorative du drame de Trésiguidy.

La tradition recueillie par une « gwerz » rend le passageur responsable de la catastrophe. Ce batelier aurait manqué de prudence en embarquant à la fois trop de passagers. Messire Paul de Kerlec'h du Chastel, seigneur baron de Trésiguidy, dont le château dominait l'Aulne (Maner-Koz) aurait prévu le malheur et aurait crié au passeur :
« Paour kez, paour kez, den fall,

Re adud lakeez em bag ! »

« Pauvre malheureux, mauvais homme,

Trop de gens vous amenez dans votre bateau. »
Ce serait donc le poids trop fort des passagers qui aurait fait couler l'embarcation. Dans le naufrage, 61 personnes de Pleyben périrent. Mais, d'après la complainte, le nombre total des victimes s'élevait à 77.
« Pevar-ugent nemet tri

Oa beuet a bak Treguidi »

« Quatre-vingt moins trois

Furent noyés dans la barque de Trésiguidy. »
Sans doute 16 des victimes appartenaient à des paroisses voisines. D'autre part, on a tout lieu de croire que trois personnes au moins furent sauvées, ce qui laisse supposer que 80 personnes au moins avaient embarqué dans le bac.
Le journal Le Courrier du Finistère décrivit l'incident ainsi : « Quelles scènes déchirantes se passèrent alors ! quelle désolation pour certaines familles qui perdaient, en même temps, deux ou trois membres ! La pensée que le Seigneur avait reçu dans le ciel ces âmes, qui venaient de chanter ses louanges, pouvait seule adoucir leur grande douleur ».
Pour commémorer la traversée, une croix de bois, peinte en rouge, fut érigée à l'entrée du château de Trésiguidy, sur le bord de la route de Pleyben à Châteaulin (l'ancienne route qui passait à Guénily). La croix n'existe plus, mais l'agglomération de maisons construites dans son voisinage s'appelle encore aujourd'hui Ar Groaz-Ru.
Une complainte, colportée dans les foires et marchés par les chanteurs ambulants, fit connaître l'événement à plusieurs lieues à la ronde. Selon la « gwerz », tous les passagers n'auraient pas été noyés : en effet, le chien de Verouri, ferme voisine du lieu tragique, aurait sauvé trois des naufragés. Accouru à la rencontre de son maître, ce chien l'avait vu disparaître dans l'abîme. Immédiatement, il se jeta à l'eau pour le secourir. Deux autres personnes furent d'abord ramenées par lui à la berge. La troisième fois l'animal trouva et sauva celui qu'il cherchait. Mais il fut impossible de lui faire continuer le sauvetage.
Les registres paroissiaux ont conservé les noms et âges des victimes enterrées dans le cimetière de Pleyben. Presque toutes étaient des enfants ou des jeunes gens. Soixante et une victimes ont été enterrées dans le cimetière de Pleyben dans une grande fosse creusée au pied du calvaire qui se trouvait à l'époque près du porche sud, au pied de la grande tour, les 16 autres probablement dans les paroisses voisines dont ils étaient issus.

### LeXVIIIesiècle
Au début du XVIIIe siècle, le « corps politique » (conseil de fabrique) de Pleyben demande la création d'une foire : « Le bourg de Pleyben est considérable et est habité par des bourgeois et par une grande quantité d'artisans de toutes professions et de tous métiers » écrit-il.
En 1743 le corps politique de la paroisse de Pleyben demande « de faire les réparations qu'il faut sur les murs autour du symittière [cimetière] de façon que ny chevaux ny cochons ny autres animaux n'y puissent entrer ».
En 1771, des archives prouvent que le marquis de La Fayette possédait les terres du Lun et de Kerguillé à Pleyben.
Vers 1780, selon Jean-Baptiste Ogée, « le pays est très désagréable pour les voyageurs à cause des montagnes et des vallons dont il est plein ». Par contre « les terres sont bien cultivées, les pâturages abondants, les prairies très-bonnes; mais les landes sont malheureusement très-étendues ».

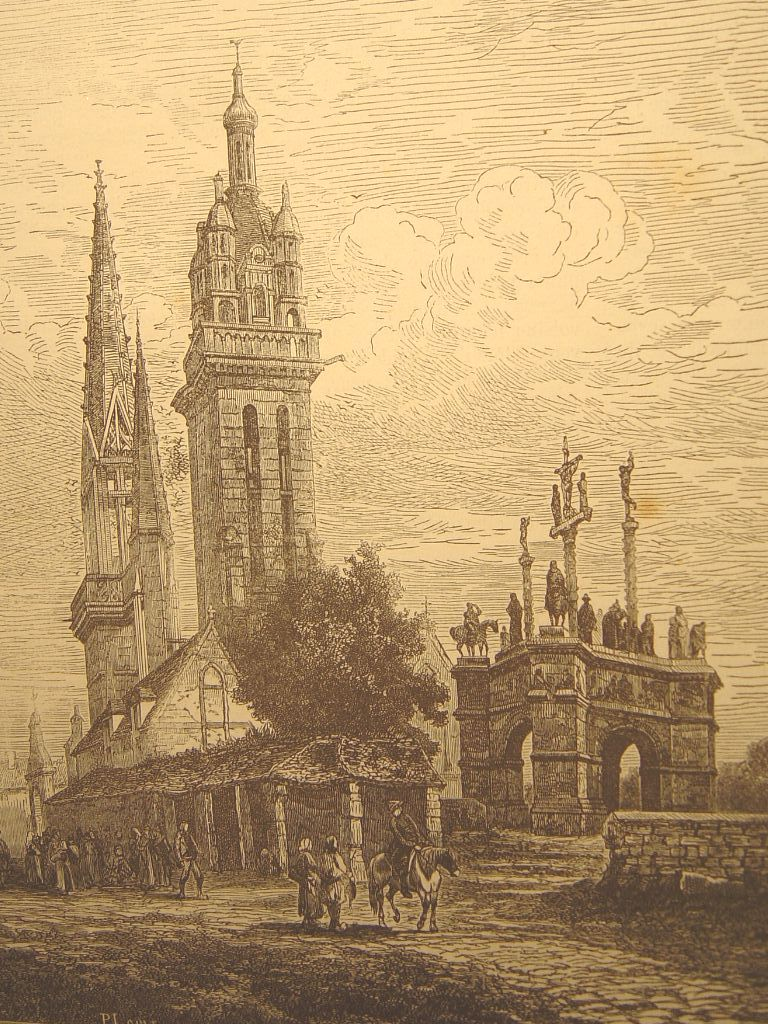
L'église et le calvaire de Pleyben en 1872.

En 1780, une cinquantaine de carriers originaires des Ardennes arrivèrent dans la région de Châteaulin et commencèrent à ouvrir des ardoisières, par exemple à Pont-Coblant. Selon Louis Charpentier, dans une monographie intitulée "De Funnay à Ty Mur. Mémorable aventure d'Escailleurs ardennais qui s'en furent au pays d'Armor, exploiter les pierres d'ardoises", vers 1777 des Ardennais, venant principalement de la région de Fumay, vinrent trouver du travail dans les ardoisières de la vallée de l'Aulne, apportant avec eux l'art de mieux tailler l'ardoise. Dans l'impossibilité de trouver leur lieu réel d'origine, P.-A. Limon les surnomme "Parisiens" dans son livre "Usages et règlements locaux en vigueur dans le Finistère" publié en 1857, et les ardoises bretonnes furent surnommées "parisiennes". Cette immigration concerna principalement les communes de Port-Launay, Châteaulin, Lopérec, Saint-Coulitz, Pleyben, Lothey, Gouézec, Lennon, Spézet, Motreff, Châteauneuf-du-Faou et Saint-Goazec. Les noms de famille se sont transformés au fil du temps : les Waslet sont devenus Voachelet, Les Lefèvre sont devenus Lefeuvre, les Bouchy Bouché, etc.

### LeXIXesiècle

#### Une vie souvent miséreuse
Le recteur de Pleyben écrit en 1817 à propos de la misère dans sa paroisse :

« Les pauvres y fourmillent parce que les ouvriers n'y trouvent plus d'ouvrage. Le nombre des pauvres cette année est double de l'année dernière, parce que ceux qui ne voulaient pas aller à l'aumône avaient vendu meubles, hardes pour vivre et n'ont rien aujourd'hui et, malgré tout cela, bien des gens n'ont vécu, une bonne partie de l'année, que de légumes, d'oseille, de feuilles de pommes de terre. Les pauvres gens courent tout le jour par la glace, les pluies pour avoir une dizaine de pommes de terre, quelquefois moins. »

Le 2 mai 1818 le curé provisoire de Pleyben (le recteur est décédé) écrit que « la maladie continue toujours (...). Nous n'en pouvons plus (...). Depuis la mort de notre Pasteur, nous avons fait plus de 30 grands enterrements, mais plusieurs ont été faits sans prêtre, car il est rare de nous trouver à la maison ».

#### Le canal et ses conséquences; les ardoisières
La construction, commencée en 1806 et achevée en 1833, puis la mise en service du canal de Nantes à Brest ont entraîné un essor économique sensible, facilitant par exemple les exportations d'ardoises par péniches : en 1852 on recense dix-neuf carrières d'ardoises sur les quatre communes de Pleyben, Lothey, Gouézec et Lennon. La carrière de Stéréon, proche de l'écluse de Stéréon, est la plus importante, ses propriétaires s'étant munis d'appareils d'extraction des ardoises et de pompage de l'eau perfectionnés. En 1876, est créée la Société des Ardoisières de l'Ouest qui a son siège social à Nantes et exploite des carrières d'ardoises à Pont-Coblant ainsi qu'à Noyant-la-Gravoyère près de Segré. Mais le déclin survient avant même la fin du XIXe siècle, L. Gallouédec écrit en 1893 : « Les ardoisières (...) traversent aussi une période de décadence : on les exploite encore presque partout le long du canal, à Port-Launay, à Saint-Coulitz, à Lothey, à Châteauneuf et jusqu'à Spézet ; mais le travail s'est bien ralenti. Mille ou 1 200 ouvriers s'y employaient autrefois. Les ardoises, amenées par le canal à Port-Launay, s'exportaient non seulement en Bretagne, mais sur toutes les côtes de la Manche et jusqu'à Dunkerque. Par malheur, le mode d'extraction était primitif, on manquait même de treuils pour monter du fond de la mine les blocs de schistes qu'il fallait aller chercher à dos d'homme. (...) Au lieu de 1 200 ouvriers, les ardoisières aujourd'hui en comptent à peine 500 ». Selon la même source, en 1892, l'on dénombre toutefois encore vingt-huit carrières d'ardoise à ciel ouvert et sept exploitées souterrainement dans l'arrondissement de Châteaulin. En 1911 les carrières d'ardoise font encore vivre huit cents ouvriers en Centre-Bretagne dans les cantons de Pleyben, Huelgoat, Gourin, Malestroit, Ploërmel et Maël-Carhaix.
Une grève dure éclate en avril 1892 aux ardoisières de Pont-Coblant : « Une grève a éclaté il y a quelques jours aux ardoisières de Pont-Caublanc (sic); comme elle continue, on commence à s'émouvoir ; c'est d'ailleurs la première fois qu'un fait pareil se produit dans le pays. (...) Jusqu'à présent, les grévistes, au nombre de 350, sont très calmes ; mais si le travail, interrompu depuis huit jours, ne reprend pas bientôt, on ne sait ce qu'il adviendra, car tous les ouvriers sont dans une misère affreuse. Ceux qui travaillent au fond, soit de jour, soit de nuit, touchent un franc et cinq centimes à un franc et trente centimes, les autres, les fendeurs, de un franc trente-cinq à un franc quarante par jour. Tous sont chargés de famille. On souhaite ardemment dans la contrée qu'une petite augmentation leur soit accordée. D'ailleurs, les ouvriers sont raisonnables, leur ambition est d'arriver à gagner un franc cinquante. (...) ».
Une description datant de 1889 raconte : « (...) Nous prîmes la route de Pleyben. Des hauteurs où s'ouvre le grand chemin, les carrières offrent au regard un paysage étrange. Le rayonnement du soleil sur les ardoises bleues avait des miroitements singuliers, avec des alternatives de reflets et de pâleur. (...) Tout ce coin est couvert de bruyères, de landes et de bois. (...) Dans les champs, le blé noir est encore debout. (...) Voici un char-à-bancs et une douzaine de gens endimanchés pèle-mêle là-dedans se dirigeant vers Châteaulin ».
L'ardoisière de Stéréon employait encore 70 ouvriers en 1926 ; elle ferma en 1955. Deux autres ardoisières existaient à Stergourtay et Park ar Pont, employant chacune une cinquantaine de personnes.

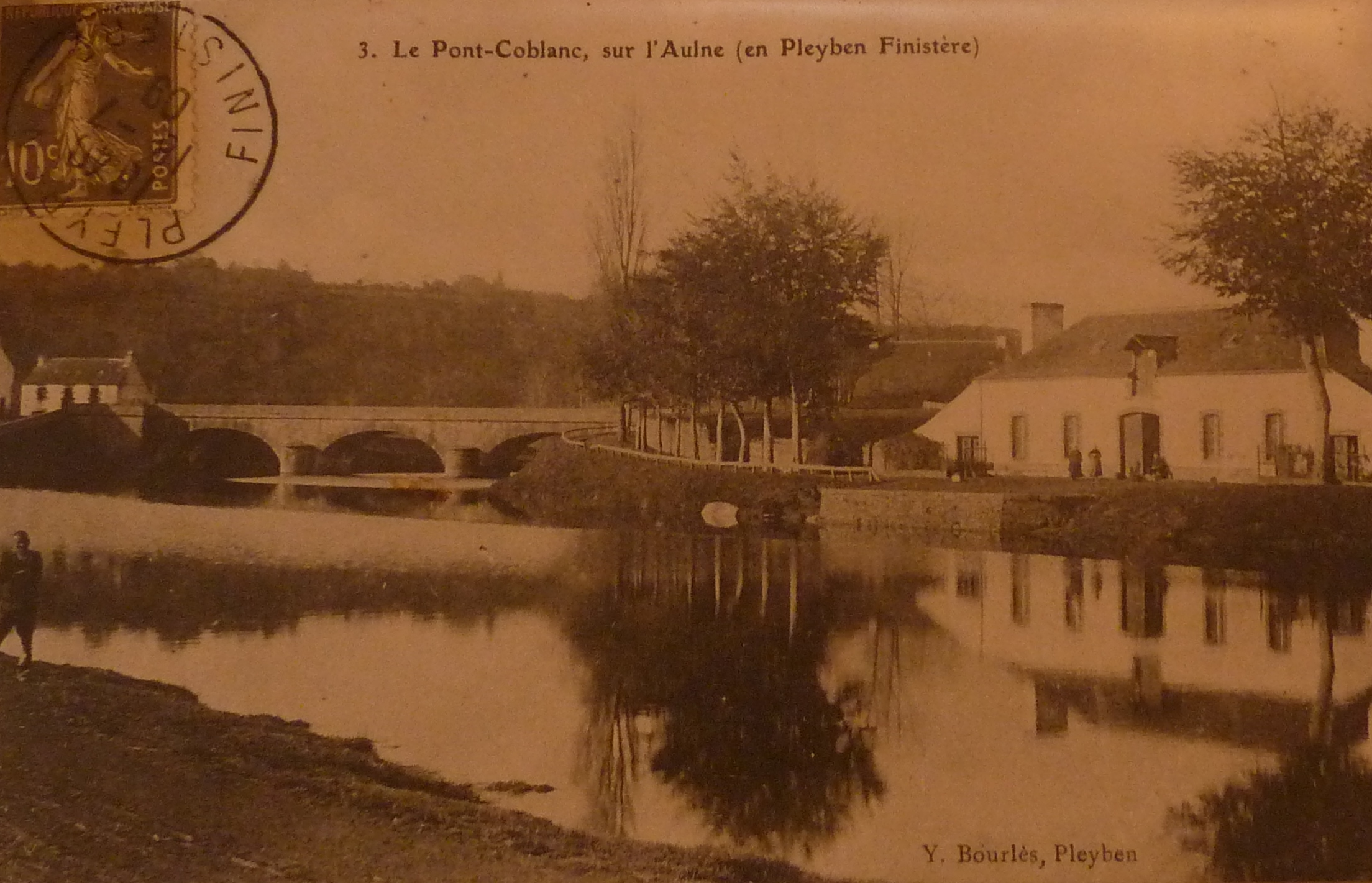
Pont-Coblant au début du XXe siècle.
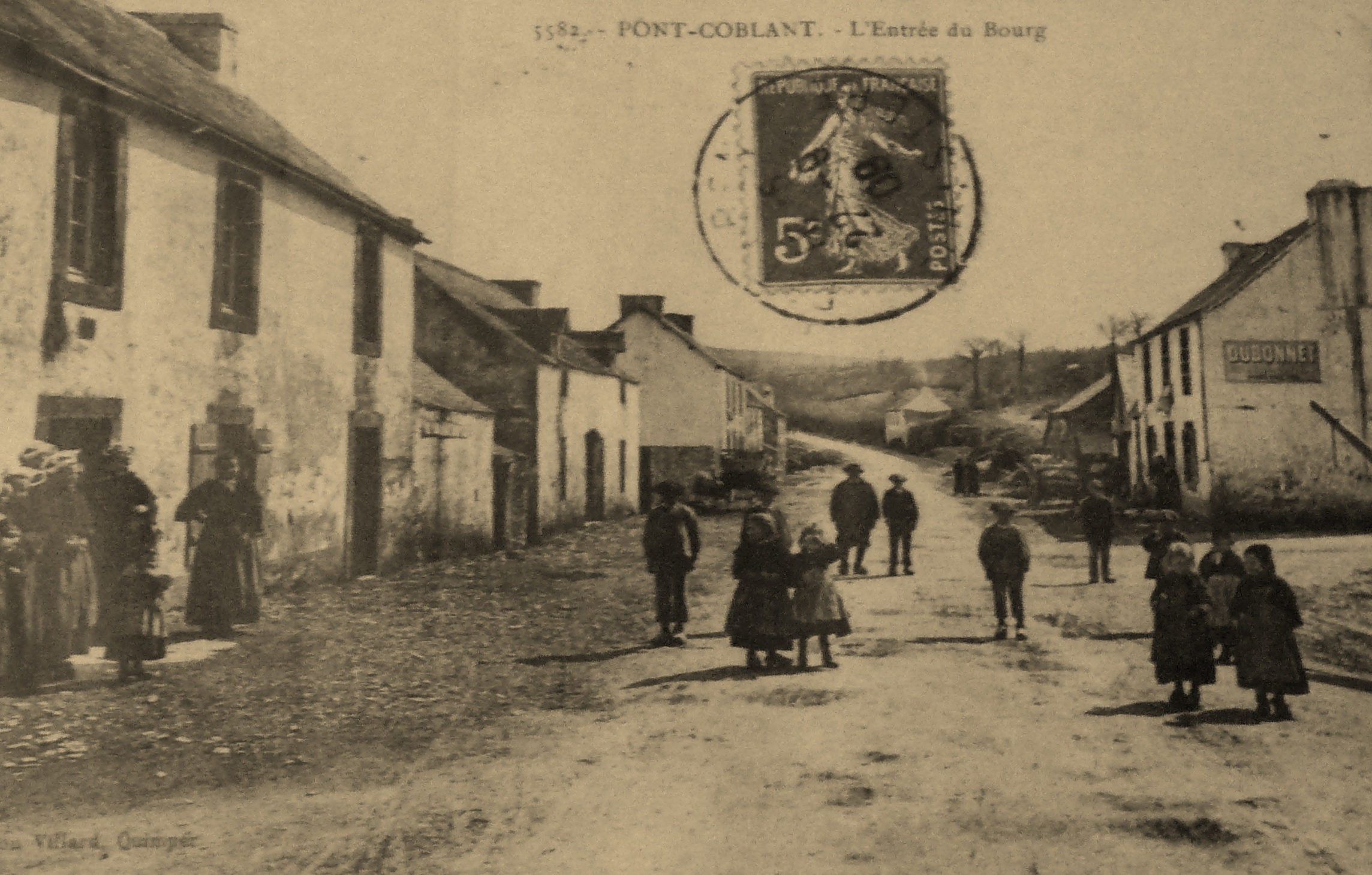
Pont-Coblant au début du XXe siècle.

#### La vie traditionnelle

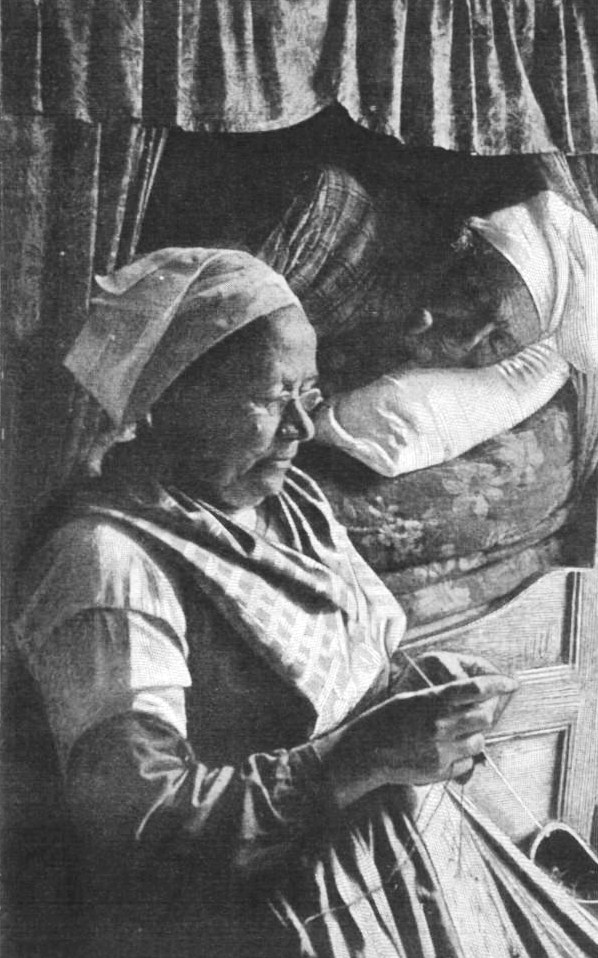
Un ménage de Pleyben devant son lit clos en 1905.

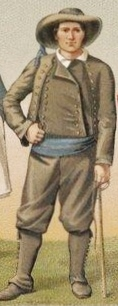
Homme de Pleyben (dessin d'Albert Racinet publié en 1888).

Selon Marteville et Varin en 1843, la répartition de l'espace communal est partagée ainsi: pour une superficie totale de 7 553 ha, les terres labourables occupent 3 723 ha (49,3 % de la superficie totale), les prés et pâturages 480 ha, les bois 299 ha, les vergers et jardins 75 ha et les landes et incultes 2 553 ha (33,8 % de la superficie totale). La commune disposait alors de 13 moulins dont ceux de Tréfléau, moulin Neuf, Quilien, Pennault, de Coatpont, de Timen, de Kerlan et du Chantre. Marteville et Varin ajoutent « La partie de la commune où le sol est cultivé présente de 40 à 45 cm de terre végétale. Cependant on y cultive peu de blé. En revanche, la pomme de terre a pris dans cette localité une grande faveur, et les prairies artificielles commencent à y pénétrer ; l'industrie locale ne consiste guère qu'en la fabrication du berlinge, étoffe moitié fil et moitié laine, que beaucoup de petits tisserands préparent dans les journées d'hiver, et qui est, pour la plus grande partie, employée dans le pays. »
À la fin du XIXe siècle, la région reste pauvre ; L. Gallouedec écrit en 1893 : « Il vous semblera aussi que le pays de l'Aulne est par endroits un peu désert, que trop de fermes ont encore le toit de chaume sur des murs de pierre cimentés seulement de boue. Si vous y passez enfin vers la fin du mois d'août, vous y verrez avec étonnement battre le blé au fléau, un instrument que vous croyiez banni du monde civilisé depuis la découverte des machines à battre. C'est surtout en tirant sur la montagne, vers Plounévez-du-Faou, Saint-Herbot, Plouyé, Scrignac, que vous serez frappé de ces traces d'ignorance et de misère. Au contraire vers le canal, par lequel arrivent les engrais calcaires ainsi que les instruments aratoires modernes, l'aspect est très florissant. (...) L'avoine, le sarrasin et le seigle occupent encore plus de place que le froment, mais celui-ci, qui s'étend chaque année, est déjà cultivé suffisamment pour que le pain blanc ait presque partout remplacé le pain noir dans l'alimentation quotidienne ». Le même auteur évoque « les bœufs gras », les « moutons renommés », les « chevaux de trait léger très recherchés par l'artillerie » élevés dans la région. Il poursuit : « Ici les maisons ont bonne apparence : les murs sont enduits d'une couche riante de chaux blanche, les toits sont d'ardoise, les fenêtres s'ouvrent largement ; un étage surmonte souvent le rez-de-chaussée ; à l'intérieur enfin, les vieux meubles bretons, l'armoire patriarcale, le lit clos, l'horloge, la huche, les bancs qui servent de siège, tout lui sous l'entretien incessant des ménagères. On est bien loin du taudis de la montagne. » Le même auteur ne décrit qu'en une seule phrase le bourg de Pleyben : « Pleyben n'est point trop déparée par sa place trop grande et mal aplanie. »

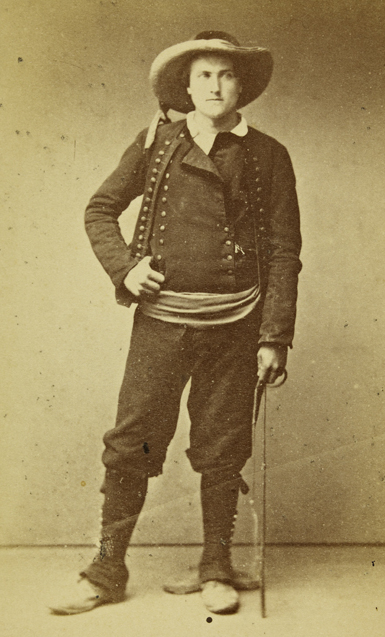
Portrait d'un homme de Pleyben vers 1870 (photographie de Joseph Villard).
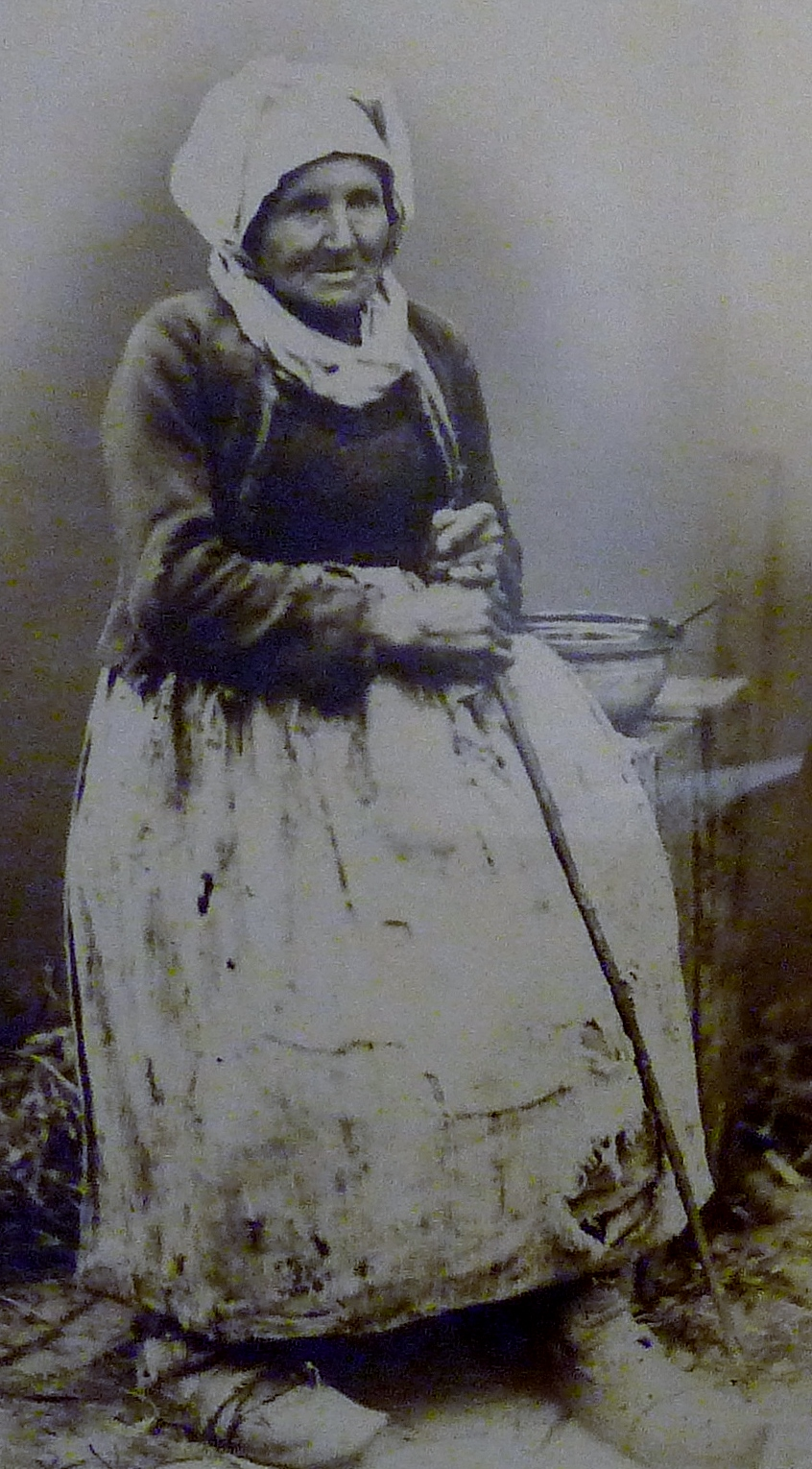
Mendiante de Pleyben à la fin du XIXe siècle (photographie de Joseph Villard, musée départemental breton).
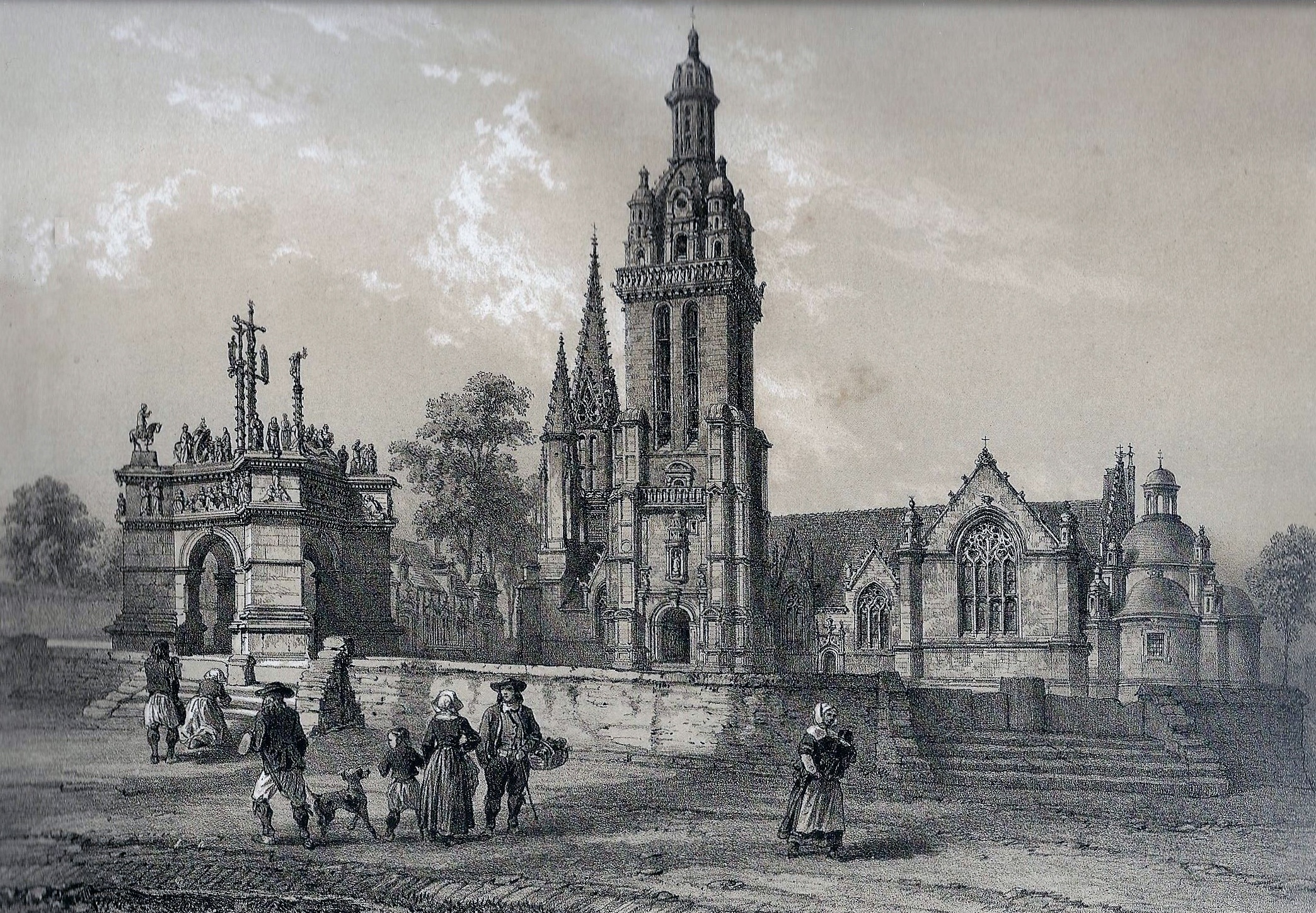
Église et calvaire de Pleyben près Châteaulin (dessin publié dans Félix Benoist, La Bretagne contemporaine, tome Finistère, 1867).

En 1843, des foires se déroulent le troisième mardi de chaque mois ainsi que les 25 février, 29 mai, 1er août et 29 octobre.
Frank Davies, dans le dernier chapitre intitulé Lutte bretonne et fête populaire à Pleyben" de son livre "Chasse aux loups et autres chasses en Bretagne décrit un tournoi de gouren organisé à Pleyben vers le milieu du XIXe siècle :

« Sur une prairie propice et à l'ombre des châtaigniers, les spectateurs étaient réunis en grand cercle (...). [Les] juges faisaient tourner leurs fouets et leurs bâtons à la figure des assistants, et en plus de leur fonction de maintenir le cercle, surveillaient le jeu des combattants (...) [L]es paysans [étaient] habillés, hommes et femmes, dans leurs costumes de fêtes différents. (...) Ceux des hommes (...) ressemblaient à ceux portés au XVIe siècle. (...) Il y avait le haut de chausses, la veste et le gilet rond bleu clair ou rouge, ornés de boutons ; la large ceinture de cuir entourant la taille et fermée par une boucle de métal (...) de grande dimension, et puis le chapeau à larges bords et les cheveux flottants pour achever le tableau (...). »

#### L'irruption progressive de la modernité

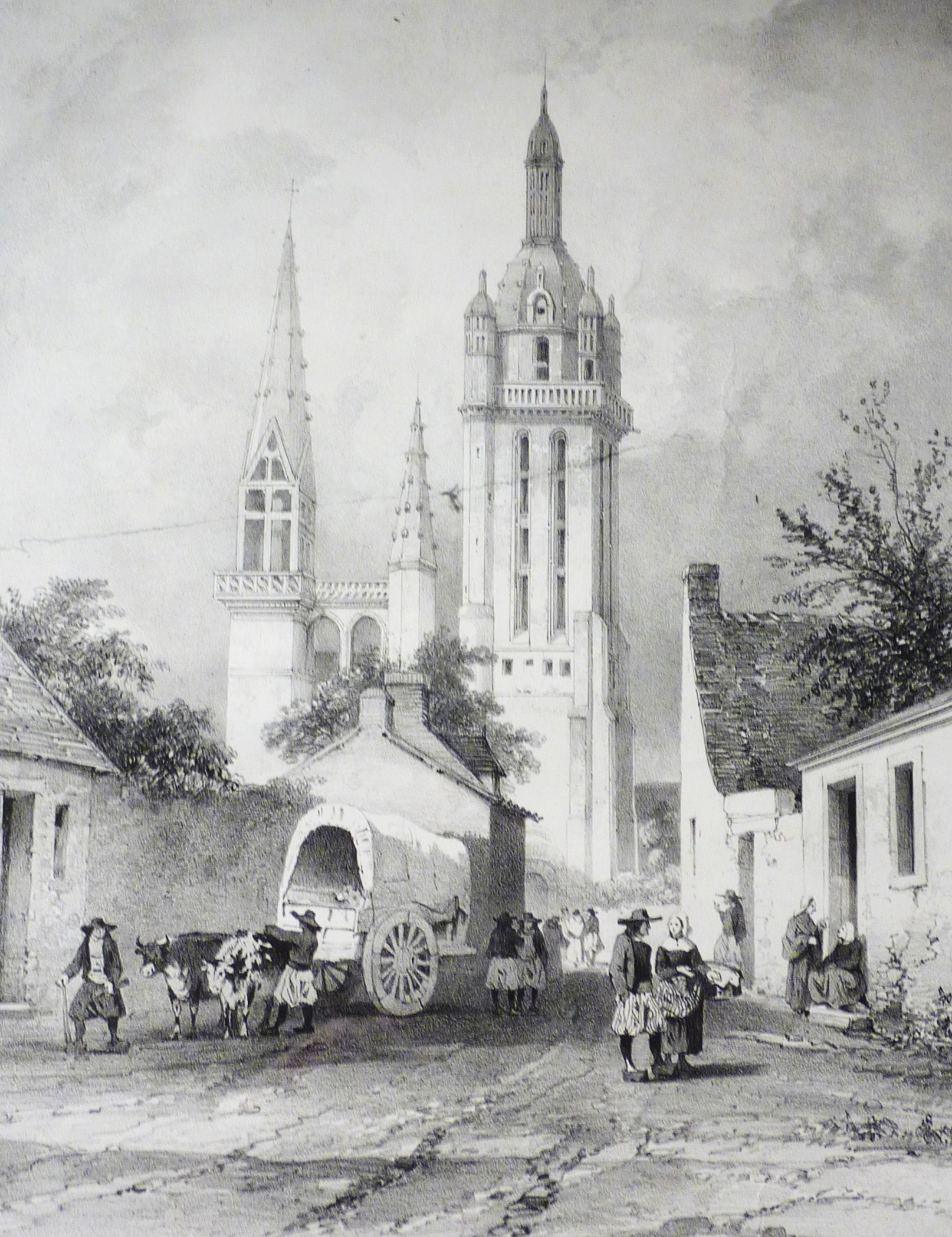
Pleyben vers 1900 (gravure, auteur inconnu).

Une brigade de gendarmerie à pied est créée à Pleyben en 1873 ; elle remplace apparemment une brigade à cheval qui existait antérieurement. Cette brigade est dispersée en 1913, mais la décision est annulée en 1914.
L'ossuaire de Pleyben servit un temps d'école. En 1879, le même conseil général vote une subvention en faveur de la construction d'une école de filles qui est en cours à Pleyben. En 1886 est créée la « Société anonyme de l'école chrétienne de Pleyben » pour ouvrir une école avec internat de garçons. En 1902, une école privée de filles ouvre à Pleyben en remplacement de celle de Plonévez-du-Faou, tenue par les sœurs du Saint-Esprit, fermée par décision gouvernementale.
La compagnie de sapeurs-pompiers est créée en 1898 même si la commune disposait d'une pompe à bras dès 1880.

#### Les écoles de hameaux de Pont-Coblant, Pont-Keryau et Quilliégou
Fin XIXe la construction de 67 écoles de hameaux a été autorisée dans le Finistère par deux décrets :
- le décret du 25 octobre 1881 qui a délégué une subvention pour dix-huit écoles de hameaux sur l'arrondissement de Quimperlé ; toutes ont été bâties ;
- le décret du 14 mars 1882 qui a délégué une subvention pour cinquante écoles de hameaux sur les quatre autres arrondissements du département (Brest, Châteaulin, Morlaix, Quimper) à choisir dans les communes « dont le territoire est le plus étendu et les ressources les plus restreintes » ; 49 ont été bâties dont trois à Pleyben (Pont-Coblant, Pont-Keryau et Quilliégou)[80].

#### Les autres évènements duXIXesiècleà Pleyben
En 1848, la nuit du 24 au 25 décembre, pendant l'ouragan qui sévit cette nuit-là, la foudre tombe sur le clocher de l'église, heureusement protégé par un paratonnerre, ce qui évite une catastrophe comme celle qui survient cette nuit-là à Loqueffret pendant la messe de Noël.
En 1887 un terrible et curieux accident survient à Pleyben: un garçon d'une dizaine d'années, Joseph Goïc, était monté dans l'une des tours de l'église pour sonner les cloches à l'occasion d'un baptême. À un moment donné, voulant arrêter subitement la grosse cloche, il se suspendit à son cordage. Mais celle-ci, continuant son mouvement de sonnerie, enleva le sonner par delà la chambre des cloches et, à l'oscillation suivante, le heurta avec violence contre cette galerie. L'enfant lâcha prise et fut précipité, broyé, 25 mètres plus bas, mourant instantanément.
En 1891, la commune bénéficie d'un legs de 100 000 francs dû à la générosité de Corentin Le Bas, originaire de Quimperlé et ancien propriétaire de l'hôtel de Lille et d'Albion à Paris, qui vient de mourir, laissant une fortune de deux millions de francs.

#### Le voyage du président de la République Félix Faure (1896)

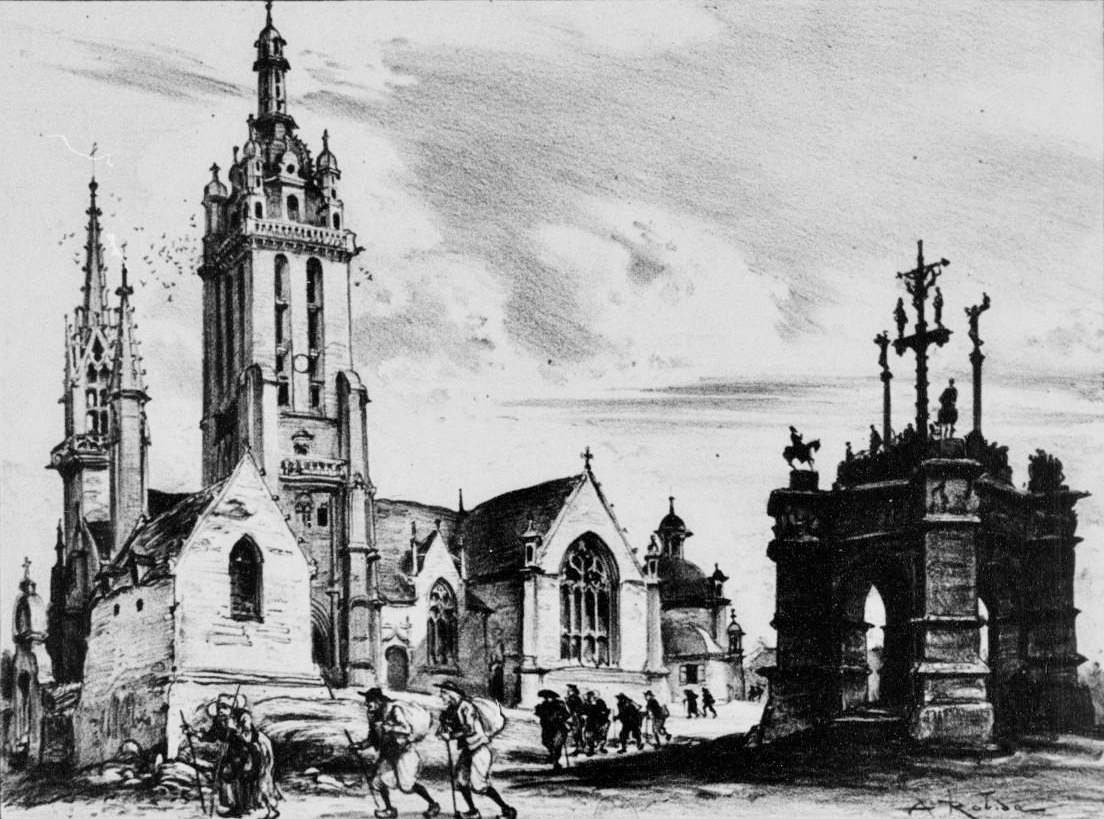
L'église et le calvaire de Pleyben vers 1900 (lithographie d'Albert Robida)

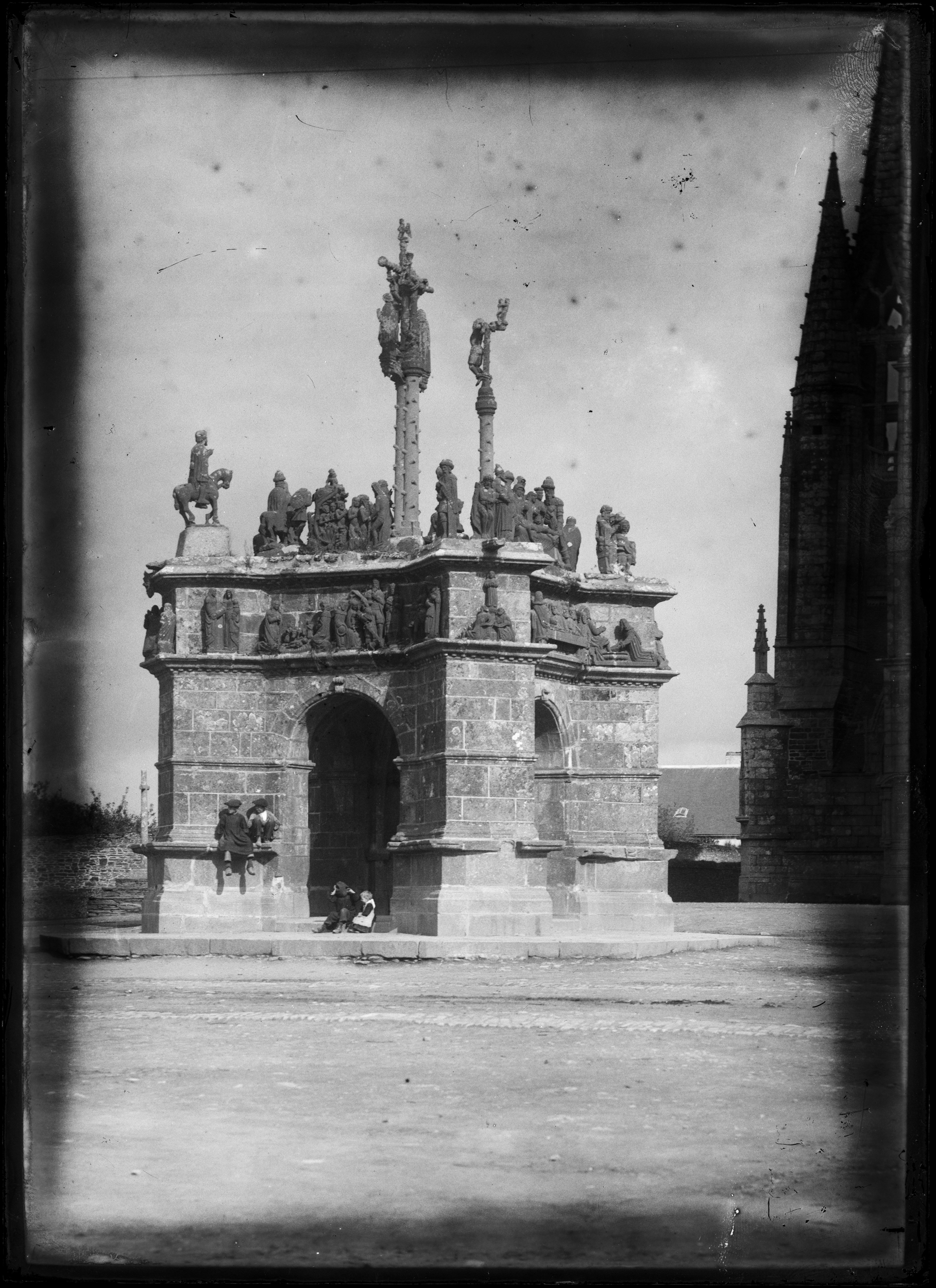
Le calvaire de Pleyben photographié par Paul Gruyer avant 1905

Le 8 août 1896, le président de la République Félix Faure venant de Carhaix où il était arrivé par le train, prend une voiture escortée par « la cavalcade des gars en veste bleue ocellées de broderies naïves. (...) Sur le bord des chemins (...) des hommes recueillis, tête nue, muets, des femmes agenouillées, le chapelet à la main, priant comme à l'église pour cet homme qui passe, rapide, qu'ils ne reverront jamais plus, et qui représente la France ».« De quatre kilomètres en quatre kilomètres, les fils des cultivateurs des environs se réunissaient, en selle ou montant à cru sur leurs chevaux les plus fringants, se chargeaient d'escorter la voiture du président de la République » qui, après un bref arrêt à Châteauneuf-du-Faou, fait une courte halte de vingt minutes à Pleyben avant de continuer vers Châteaulin où il reprend le train en direction de Quimper dans le cadre d'un voyage en Bretagne,.
Le journal Le Temps, après avoir évoqué la pluie battante tout le long du trajet entre Carhaix et Châteaulin écrit : « les paysans ne s'étaient pas laissés troublés par le jeu des grandes eaux célestes et, à tous les carrefours, sur les rocs au milieu des ajoncs, dans les fleurs violacées des bruyères, on apercevait des groupes pittoresques de Bretons et de Bretonnes venus parfois de fort loin pour voir ce qu'ils n'avaient jamais vus : le chef de l'État. Dans leur attitude se révélait toute l'âme bretonne ; fiers, silencieux, recueillis, ils semblaient presque en prière, les hommes découverts, tenant dans leurs bras croisés leur chapeau de feutre aux larges rubans de velours, les femmes pour la plupart agenouillées, les plus vieilles appuyant leur menton sur le bout de leur solide bâton ».
Ce fut la seule visite d'un chef d'État français dans l'histoire de Pleyben.

### LeXXesiècle

#### La Belle Époque

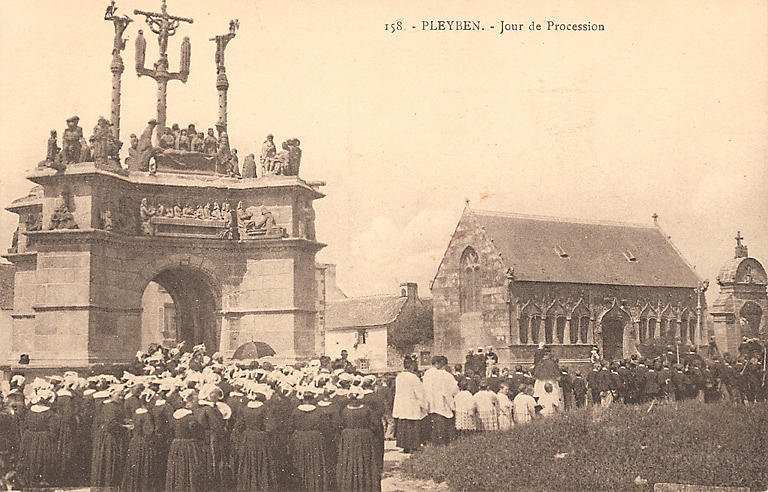
Jour de procession à Pleyben entre 1903 et 1920 (photo auteur inconnu).

En réponse à une enquête épiscopale organisée en 1902 par Mgr Dubillard, évêque de Quimper et de Léon en raison de la politique alors menée par le gouvernement d'Émile Combes contre l'utilisation du breton par les membres du clergé, le recteur de Pleyben écrit que dans sa paroisse la seconde messe, à prédication française est « fréquentée presque exclusivement par les fonctionnaires et les personnes du bourg », les autres préférant la messe en breton.
Camille Vallaux écrit en 1905 que Pleyben, « avec ses carrières en décadence du Pont de Coblant [Pont-Coblant] » semble être le cœur de l'émigration :  « 70 ouvriers quittent tous les ans la commune de Pleyben sans esprit de retour, et c'est vers Angers que la plupart se dirigent.
Un bureau téléphonique fut mis en service à Pleyben le 1er janvier 1914.

#### La voie ferrée du réseau breton

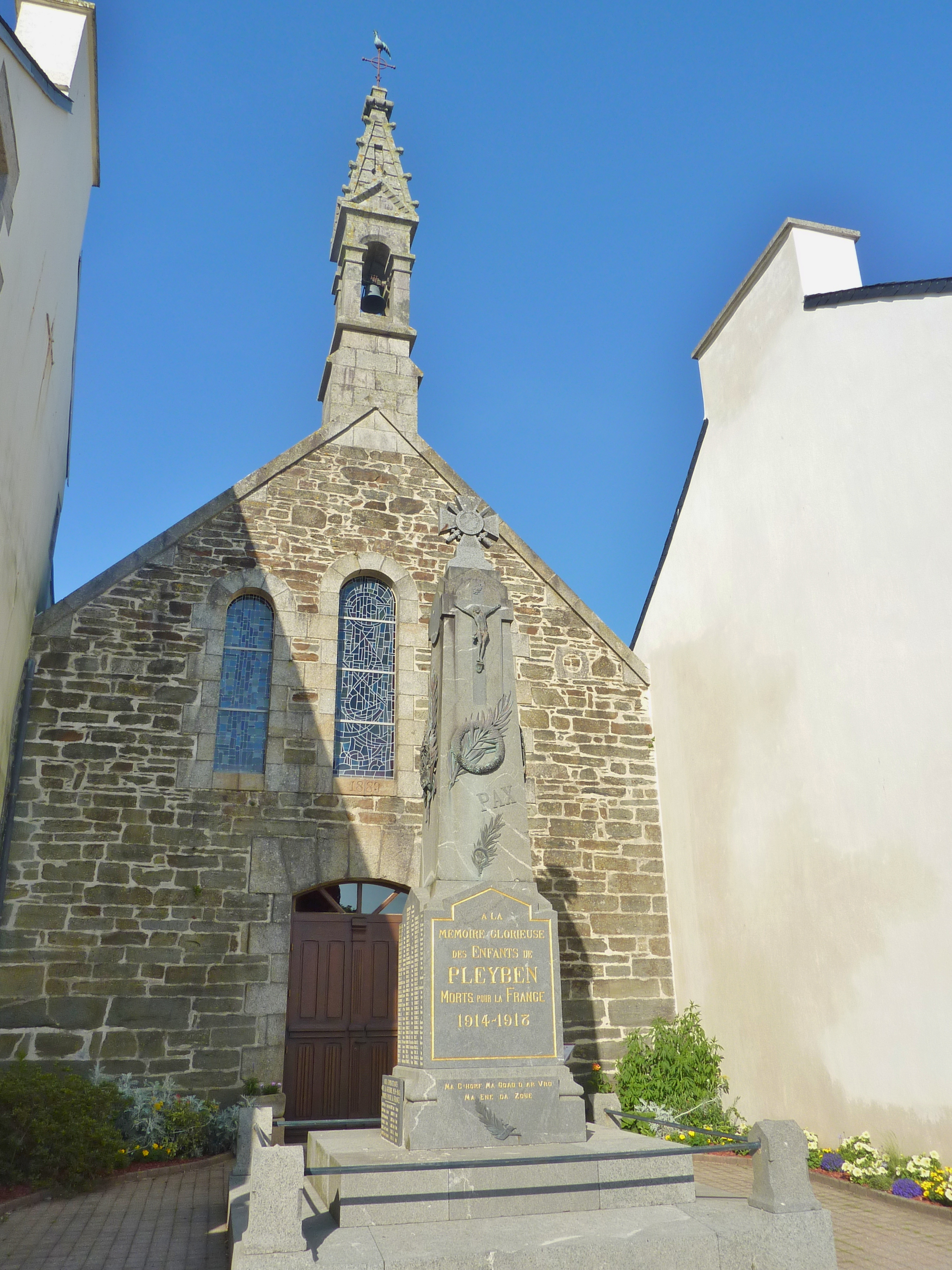
Le monument aux morts de Pleyben.

Le 30 mars 1904 ouvre le tronçon ferroviaire du réseau breton allant de Carhaix à Pleyben, inauguré par le sous-secrétaire d'état aux postes et télégraphes Bérard par un temps détestable: un vin d'honneur est servi par la municipalité et des binious jouent la Marseillaise. Cette ligne ferroviaire à voie métrique a huit stations à Port-de-Carhaix, Saint-Hernin-Cléden, Spézet-Landeleau, Châteauneuf-du-Faou, Langale, Lennon et Pleyben. C'est un tronçon de la future ligne longue de 41 km Carhaix-Châteaulin dont le reste, la section entre Pleyben et Châteaulin ouvre en 1907 (inauguration le 15 décembre 1907) avec des arrêts intermédiaires à Saint-Segal et Port-Launay.

#### L'Entre-deux-guerres
Des jeunes paysans finistériens, notamment huit familles de Pleyben, émigrent pendant la décennie 1920 en direction du Périgord et du sud-ouest de la France ; certains s'installèrent dans le Périgord, notamment dans le canton de Seyches et dans la région de Monflanquin.
Le 29 mai 1927, le maire de Pleyben prenait un arrêté interdisant au curé de la commune, l'abbé Kervendal, la vente, l'exposition ou la distribution de tous imprimés, journaux, sous le porche ainsi que dans le square de l'église, incluant le calvaire et l'ossuaire. Le curé fit un recours en Conseil d'état et cet organisme annula l'arrêté du maire.
En 1935, le XXVe congrès des Bleun-Brug se déroule pendant quatre jours à Pleyben du 1er au 4 septembre. En 1937, une manifestation de la Fédération républicaine (droite nationaliste) rassemble 15 000 personnes en présence de Xavier Vallat.

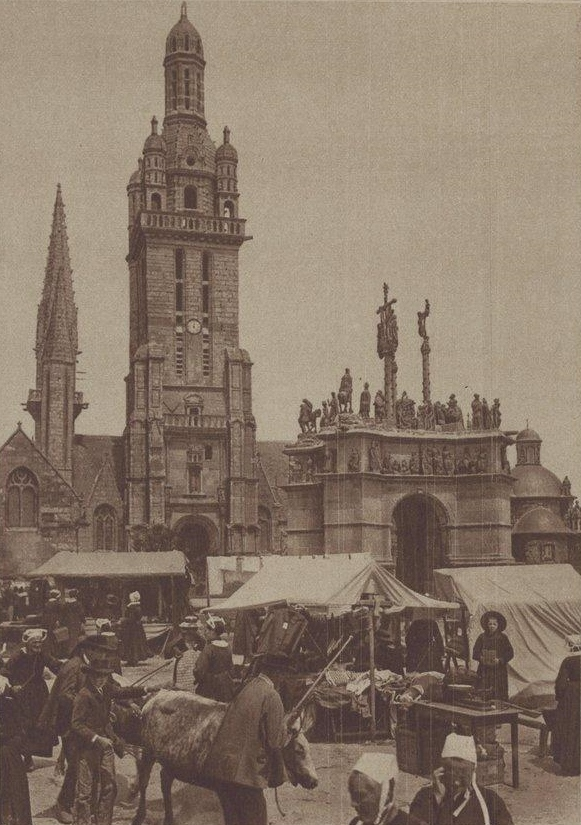
L'église et le calvaire en 1936 (Revue du Touring-club de France).

#### Les guerres duXXesiècle
Le monument aux morts de Pleyben porte les noms de 318 habitants de la commune morts pour la France pendant les guerres du XXe siècle : 290 pendant la Première Guerre mondiale, 21 pendant la Seconde Guerre mondiale, cinq pendant la Guerre d'Indochine et 2 pendant la Guerre d'Algérie.
Un soldat originaire de Pleyben, Bernard Guillaume, soldat du 64e régiment d'infanterie, fit partie des soldats fusillés pour l'exemple le 5 juin 1916 à Sainte-Menehould (Marne), accusé de « rébellion ».
En septembre 1941, des commerçants de Pleyben, lors du départ du contingent de troupes allemandes d'occupation, demandèrent aux autorités allemandes d'en envoyer un autre.

##### Le maquis de Penarpont (Pen-ar-Pont) - Beuzit- Keralliou

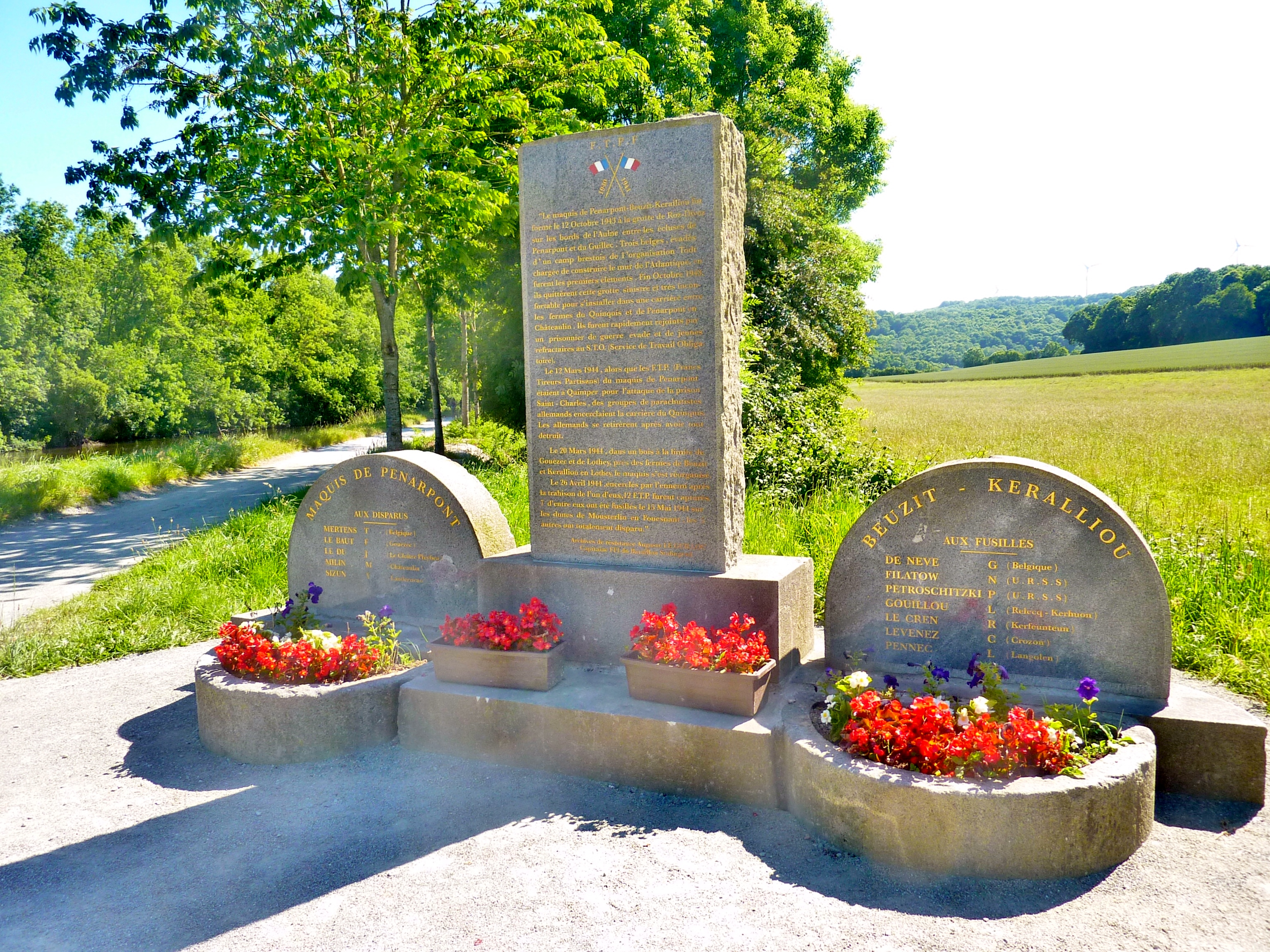
La stèle commémorative du maquis de Penarpont

Entre le 12 octobre 1943 et le 25 octobre 1944, un maquis FTP se mit en place entre les écluses du Guillec et de Penarpont (l'écluse de Penarpont se situe sur l'Aulne, à la limite des communes de Pleyben et Lothey), les résistants (parmi eux, Auguste Le Guillou, Jean Charles, Jacques Poquet, Jean Baugion) se cachant dans une grotte, puis dans l'ardoisière de Roz-Divez, située entre les écluses de Penarpont et du Guilliec. Ils furent rejoints par d'autres, en particulier des réfractaires du STO, trois Belges et deux déserteurs russes de la Wehrmacht basée à Brest, Nicolas Filatov et Philippe Petroschitzki.
En novembre 1943, un agent du groupe de Guy Vissault de Coëtlogon, Joseph Le Ruyet, qui était parvenu à infiltrer ce groupe de résistants provoqua l'arrestation de trois d'entre eux (Jean L'Hours, Le Doaré et Flaud). Le 12 mars 1944, alors que les maquisards de Pen-ar-Pont étaient à Quimper pour y attaquer la prison Saint-Charles, des parachutistes allemands encerclaient la carrière du Quinquis et y détruisirent tout. Le maquis se réorganise alors dans un bois situé à la limite de Gouézec et de Lothey, près des fermes de Keralliou et Beuzit en Lothey. Parmi les autres actions de ces maquisards, le déraillement d'un train chargé de granulats (destinés à la construction du Mur de l'Atlantique) à la carrière du Hinguer en Cast, le déraillement d'un train de munitions allemandes sur la voie ferrée de Quimper à Brest à Quimerc'h et l'attaque de la prison Saint-Charles à Quimper. En représailles, le 6 août 1944, quinze personnes sont fusillées dans le bourg de Quimerc'h. Trahis par l'un d'entre eux, des résistants sont arrêtés par la Feldgendarmerie allemande le 26 avril 1944. Sept d'entre eux furent fusillés le 15 mai 1944 sur les dunes de Mousterlin en Fouesnant (un Belge, G de Neve ; les deux déserteurs russes ; L. Gouillou, du Relecq-Kerhuon ; Robert Le Cren, de Kerfeunteun ; Charles Levenez, de Crozon ; Laurent Pennec, de Langolen) et 5 disparurent (un Belge, Théophile Mertens ; F. Le Baut, de Gouézec ; J. Le Du, de Le Cloître-Pleyben ; Marcel Milin, de Châteaulin ; Yves Sizun, de Landerneau). Un monument commémoratif, inauguré le 27 mai 2009, se trouve à l'écluse de Penarpont.

## Politique et administration
Par décret du 8 brumaire an X est créé le canton de Pleyben regroupant les communes de Brasparts, le Cloître-Pleyben, Edern, Gouezec, Lannedern, Lennon, Loqueffret, Lothey et Pleyben.
En 2010, la commune de Pleyben a été récompensée par le label « Ville Internet @@ ».
En 2024, la commune reçoit le label Ville solidaire lors des premières Assises de l'Heure Civique.

### Héraldique
| Blason de Pleyben | Blason  | Parti: au 1er de sable au rencontre de vache d'or, au 2e d'azur à l'épi de blé d'or posé en pal ; à la barre d'argent brochante, chargée de trois mouchetures d'hermine de sable. DevisePleiben war raok atao |
| Blason de Pleyben | Détails | Les armoiries rappellent la spécialisation de la commune dans une agriculture reposant sur la polyculture autour des céréales et de l'élevage des bovins. Présenté sur le site officiel de la commune.        |

## Démographie
Pleyben avait 6 000 « communiants » vers 1780, mais la paroisse incluait alors Saint-Ségal et Le Cloître.
L'évolution du nombre d'habitants est connue à travers les recensements de la population effectués dans la commune depuis 1793. Pour les communes de moins de 10 000 habitants, une enquête de recensement portant sur toute la population est réalisée tous les cinq ans, les populations de référence des années intermédiaires étant quant à elles estimées par interpolation ou extrapolation. Pour la commune, le premier recensement exhaustif entrant dans le cadre du nouveau dispositif a été réalisé en 2007.

En 2022, la commune comptait 3 649 habitants, en évolution de −0,98 % par rapport à 2016 (Finistère : +2,16 %, France hors Mayotte : +2,11 %).
| 1793  | 1800  | 1806  | 1821  | 1831  | 1836  | 1841  | 1846  | 1851  |
| ----- | ----- | ----- | ----- | ----- | ----- | ----- | ----- | ----- |
| 3 676 | 4 014 | 4 019 | 4 040 | 4 508 | 4 635 | 4 672 | 5 010 | 4 901 |

| 1856  | 1861  | 1866  | 1872  | 1876  | 1881  | 1886  | 1891  | 1896  |
| ----- | ----- | ----- | ----- | ----- | ----- | ----- | ----- | ----- |
| 4 897 | 5 164 | 5 289 | 4 908 | 5 227 | 5 327 | 5 324 | 5 683 | 5 617 |

| 1901  | 1906  | 1911  | 1921  | 1926  | 1931  | 1936  | 1946  | 1954  |
| ----- | ----- | ----- | ----- | ----- | ----- | ----- | ----- | ----- |
| 5 579 | 5 643 | 5 541 | 4 955 | 5 012 | 4 579 | 4 562 | 4 575 | 3 998 |

| 1962  | 1968  | 1975  | 1982  | 1990  | 1999  | 2006  | 2007  | 2012  |
| ----- | ----- | ----- | ----- | ----- | ----- | ----- | ----- | ----- |
| 3 840 | 3 713 | 3 477 | 3 491 | 3 446 | 3 397 | 3 611 | 3 630 | 3 684 |

| 2017  | 2022  | - | - | - | - | - | - | - |
| ----- | ----- | - | - | - | - | - | - | - |
| 3 627 | 3 649 | - | - | - | - | - | - | - |

L'essor démographique de la commune dans la première moitié du XIXe siècle est lié à la construction du canal de Nantes à Brest qui facilita ensuite les transports, entre autres celui des ardoises provenant des ardoisières de Pont-Coblant. L'apogée de la population date de la fin du XIXe siècle : 5 683 habitants en 1891, soit un gain de 2 007 habitants (+54,6 %) en 98 ans entre 1793 et 1891. La population stagne ensuite jusqu'à la Première Guerre mondiale. La majeure partie du XXe siècle se caractérise par un déclin presque continu, Pleyben perdant 2 144 habitants (-38,7 %) en 88 ans entre 1921 et 1999. À la fin du XXe siècle, la commune est moins peuplée qu'en 1793 et le reste encore aujourd'hui, même si la première décennie du XXIe siècle montre un certain regain démographique, la commune ayant regagné 214 habitants en dix ans entre 1999 et 2009. Pleyben bénéficie du désenclavement routier, de l'implantation d'entreprises dans sa zone d'activités et de la proximité de Châteaulin.
Le solde naturel reste légèrement négatif (-0,2 % l'an en moyenne entre 1998 et 2007 (43 naissances pour 60 décès par exemple en 2007). Par contre, le solde migratoire, longtemps négatif, est redevenu positif depuis 1975 (+1,1 % l'an en moyenne entre 1998 et 2007). La structure par âges de la population montre toutefois une population relativement vieillie: les 65 ans et plus forment 21,3 % de la population et les moins de 15 ans 19,0 % seulement en 2006 ; cette année-là, par tranches d'âges de 15 ans, c'est toutefois la tranche d'âge des 30-44 ans qui était la plus nombreuse (20,4 % de la population totale).

## Langue bretonne
- L'adhésion à la charte Ya d'ar brezhoneg a été votée par le Conseil municipal le 8 janvier 2021.

## Enseignement
- Le collège Louis-Hémon ;
- La MFR de Pleyben ;
- Le collège privé Saint-Germain ;
- Pleyben possède aussi un lycée professionnel des métiers du bâtiment[124].

## Économie
L'agriculture se caractérisait traditionnellement par une polyculture, principalement de céréales, associée à l'élevage bovin. Les dernières décennies ont vu se développer un important élevage hors-sol de porcs et de volailles.
Des entreprises agro-alimentaires valorisant des spécialités régionales se sont développées, la plus connue étant les « galettes de Pleyben » (biscuiterie), d'autres fabriquant crêpes, chocolat et tripes.
Une zone d'activités, dénommée « la Croix du Dreverz », a été aménagée à proximité de l'échangeur de la voie express, au sud de la commune.

## Monuments et sites

### Monuments historiques
- L'enclos paroissial de Pleyben réunit l'église Saint-Germain, le calvaire monumental, l'ossuaire et l'arc de triomphe. Il a été classé Monument historique par liste de 1846 et de 1875 et par arrête du 21 décembre 1914[126].

### Autres monuments et sites

#### Chapelles et calvaires
Pleyben possède sur son territoire communal sept chapelles.
- La chapelle Notre-Dame-de-Lannélec[128], ancienne chapelle de la trève de Trefnescop, date du XVe siècle (une inscription porte la date de 1490). En forme de Tau, sa nef a quatre travées et des bas-côtés et deux chapelles la complètent. Les panneaux sculptés du retable du maître-autel représentent l'Annonciation, la Dormition (Mort de la Vierge) et l'Assomption. La chapelle abrite des statues de la Vierge-Mère allaitant, sainte Barbe, saint Corentin, saint Germain, saint André, Notre-Dame du Rosaire, Notre-Dame des Douleurs, etc. La sacristie date de 1741 et la flèche du clocher de 1883[30]. Sa maîtresse-vitre a fait l'objet d'une description détaillée[129].

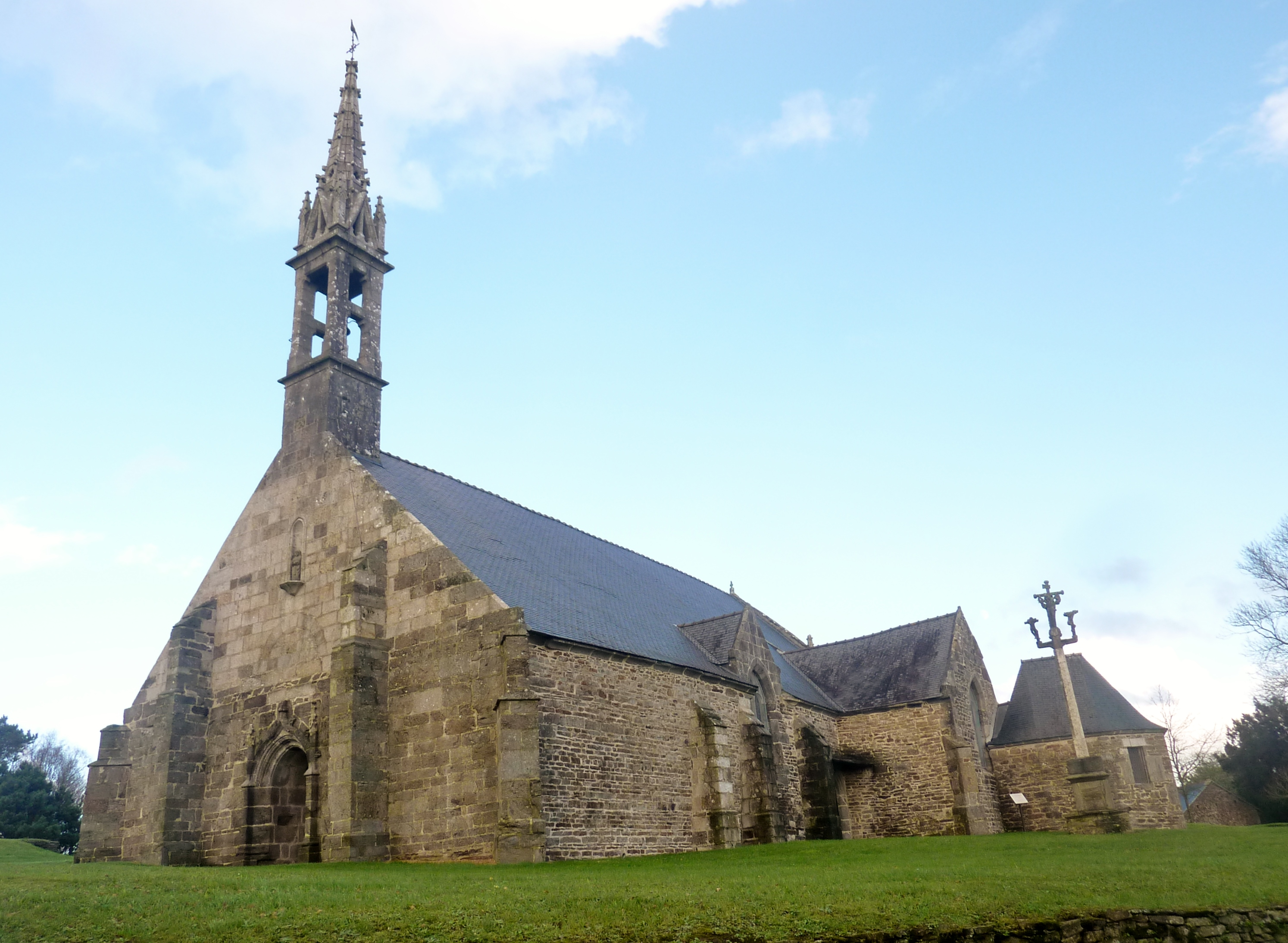
La chapelle Notre-Dame de Lannélec, vue du sud-ouest.
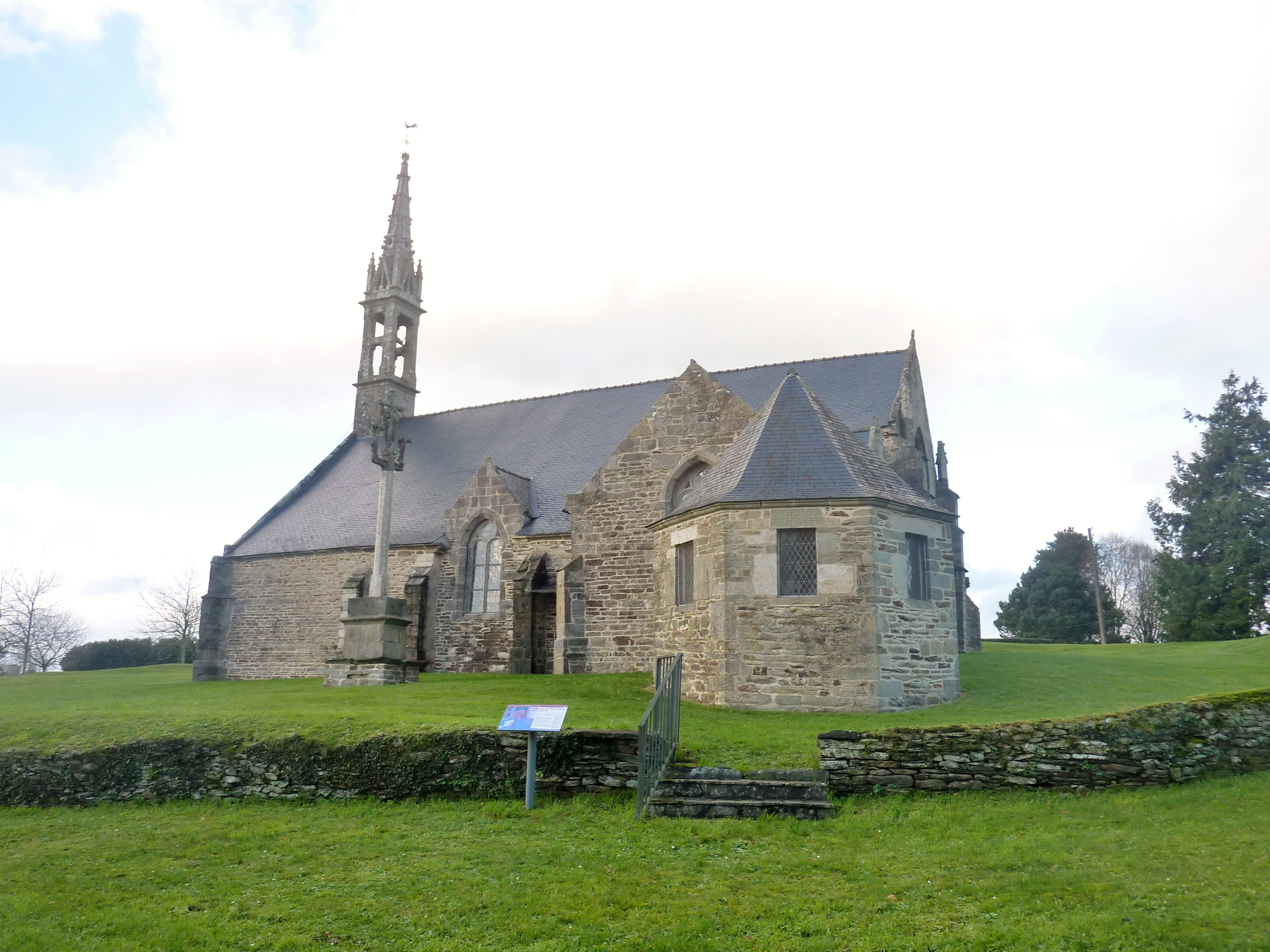
La chapelle Notre-Dame de Lannélec, vue du sud-est.
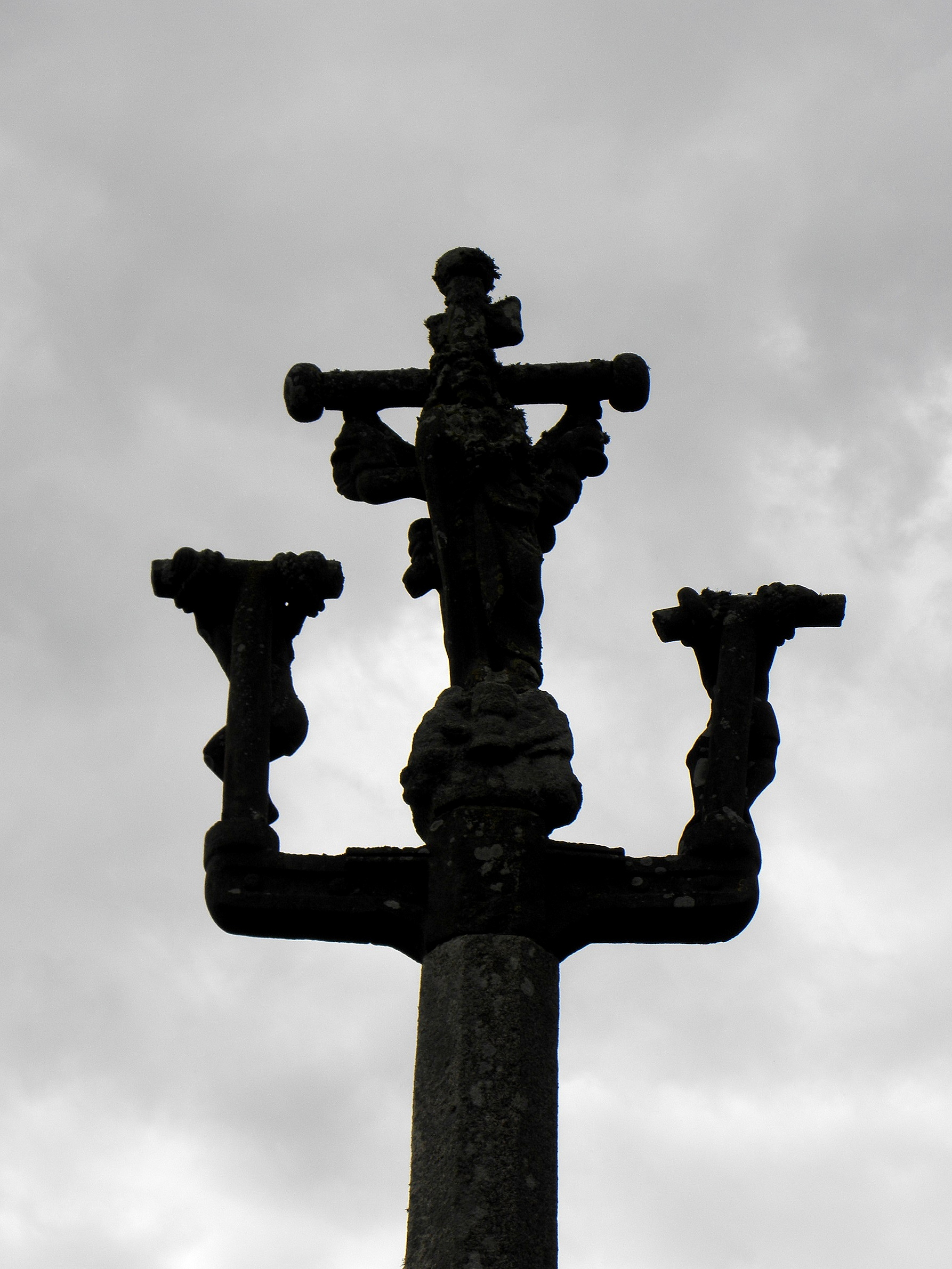
Pleyben : calvaire de Lannélec, Ecce Homo, Christ en croix avec les deux larrons.

- La chapelle Notre-Dame de Bonne-Nouvelle à Garz-Maria, datée initialement du XVIe siècle mais, détruite par la foudre en 1746, elle a été reconstruite au XVIIIe siècle[130]. Elle aurait, selon la tradition, été initialement construite par une demoiselle de la Boissière qui aurait promis de construire une chapelle en l'honneur de Notre-Dame si la peste qui avait envahi la paroisse venait à cesser[131].
- La chapelle de Guénily[132], anciennement Guern-Ilis-Pénity, date de 1689 mais une chapelle plus ancienne existait précédemment, qui aurait été fondée à la suite d'un vœu fait par un seigneur de Trézéguidy pendant les Croisades. Ses trois autels et une vitre portent les armes des seigneurs de Trésiguidy, Paul de Kerlec'h et son épouse Catherine Françoise Fouquet. Elle abrite aussi de nombreuses statues (saint Joseph, saint Éloy, saint Barthélemy, saint Paul, saint Nicodème, saint Philibert, Notre-Dame du Vrai Secours (une Vierge à l'Enfant dénommée aussi Notre-Dame de Guénily)[133].

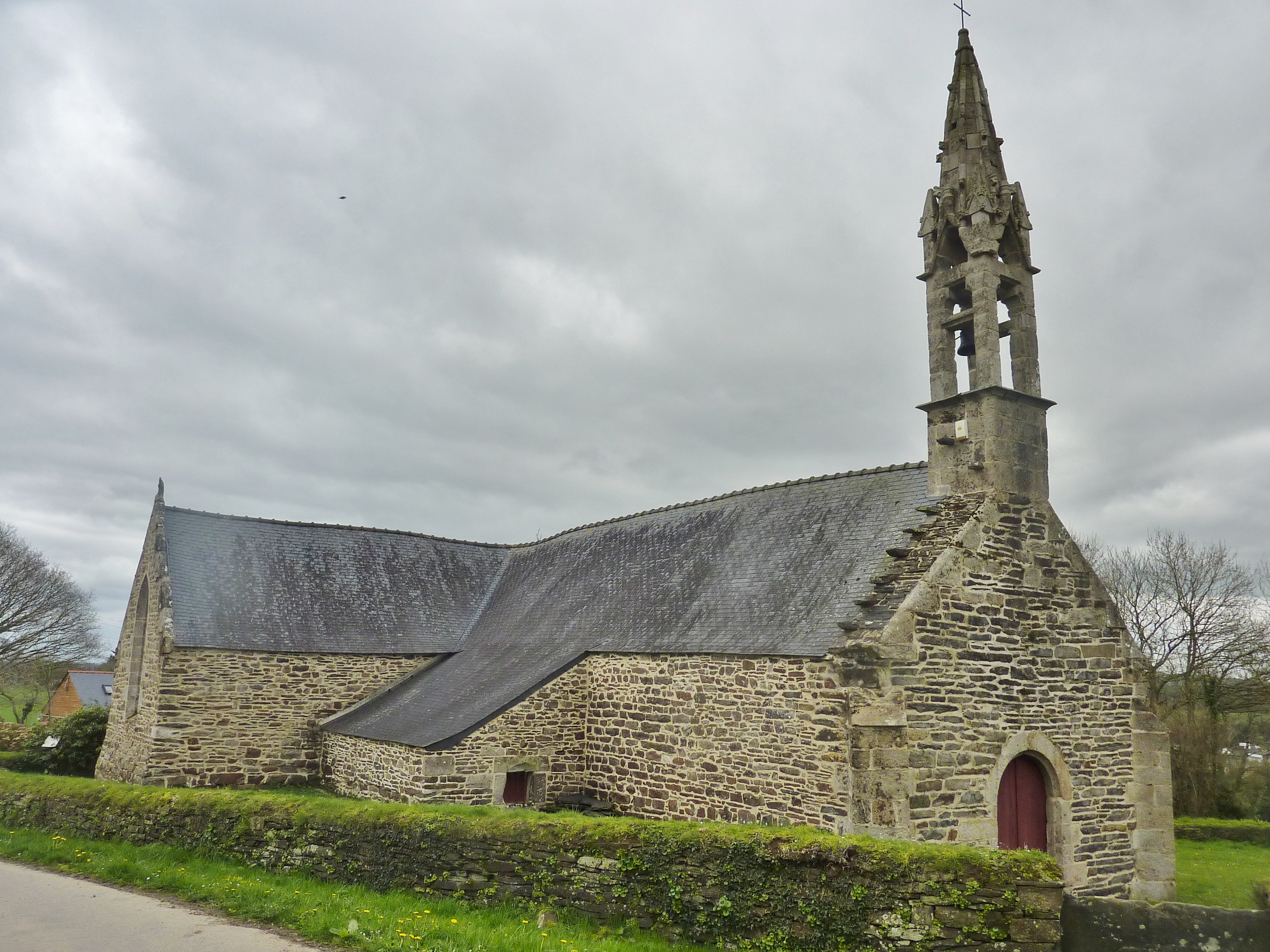
Pleyben : la chapelle de Guénily 1.
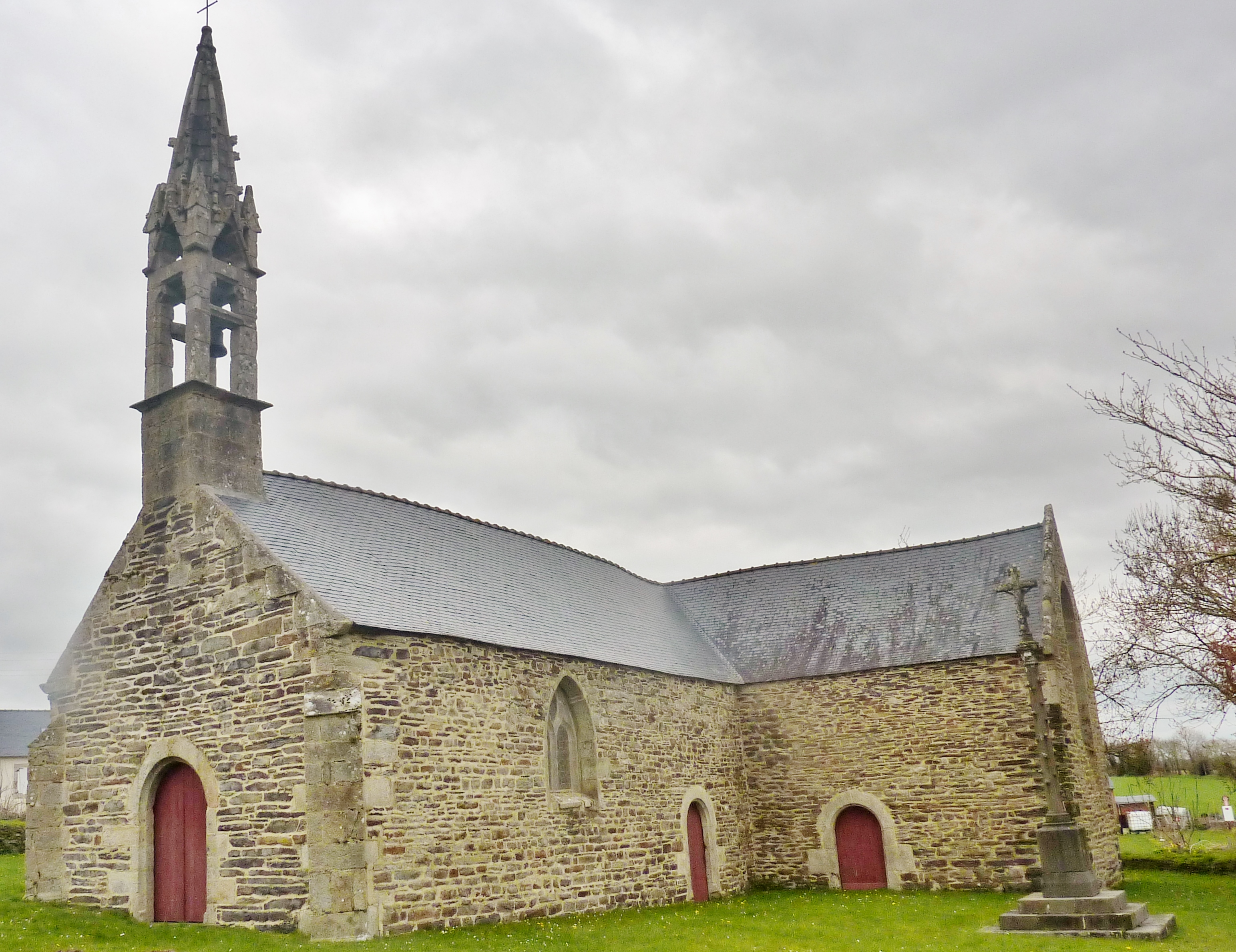
Pleyben : la chapelle de Guénily 2.

- La chapelle Saint-Laurent[134], dite aussi « chapelle Saint-Pabu » ou Tugdual, existait déjà au XVIe siècle, mais la chapelle actuelle date de 1731[135]. Elle abrite des statues de saint Laurent (datant du XVIIe siècle), saint Pierre, saint Suliau, saint Cado, saint Pabu et de la Vierge-Mère, ainsi qu'un groupe statuaire représentant saint Marc et son lion, datant du XVIe siècle.
- La chapelle de la Trinité (XVIIe siècle) : en forme de croix latine, construite initialement au XVIe siècle pour les seigneurs de Pennault (Penaot), mais restaurée en 1675 et 1726, elle possède un vaisseau unique éclairé au sud par une porte en plein cintre, ainsi que par une fenêtre[136]. Elle possède plusieurs statues dont une de saint Michel, une de sainte Catherine d'Alexandrie, une de saint Charles Borromée, une de sainte Anne lisant un rouleau des Saintes Écritures, et un groupe statuaire en kersantite représentant la Sainte Trinité[137]. Dans son placître ne subsiste que le fût de son calvaire, avec à son pied une pietà[138].

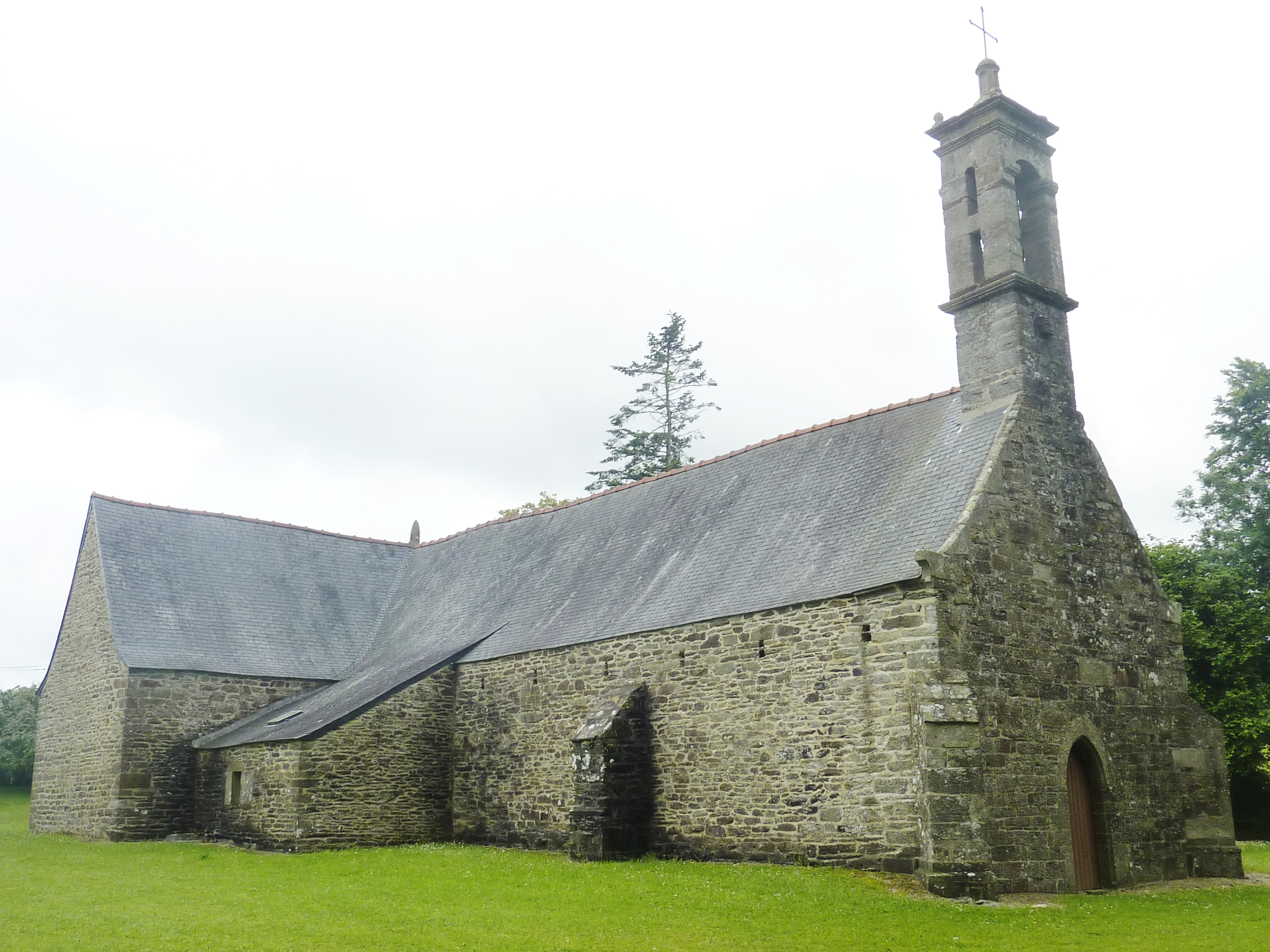
Pleyben : la chapelle de la Trinité, vue extérieure 1.
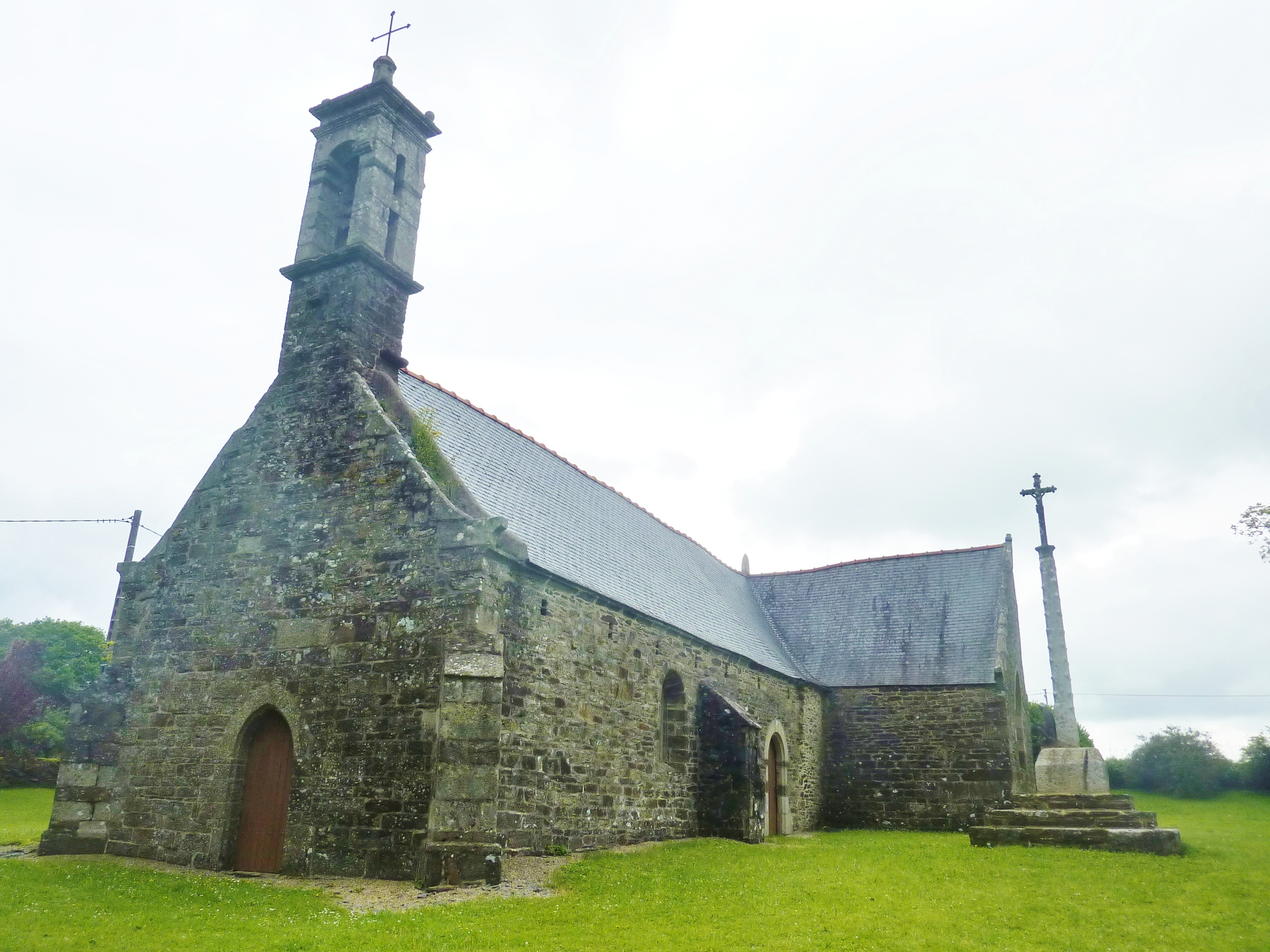
Pleyben : la chapelle de la Trinité, vue extérieure 2.
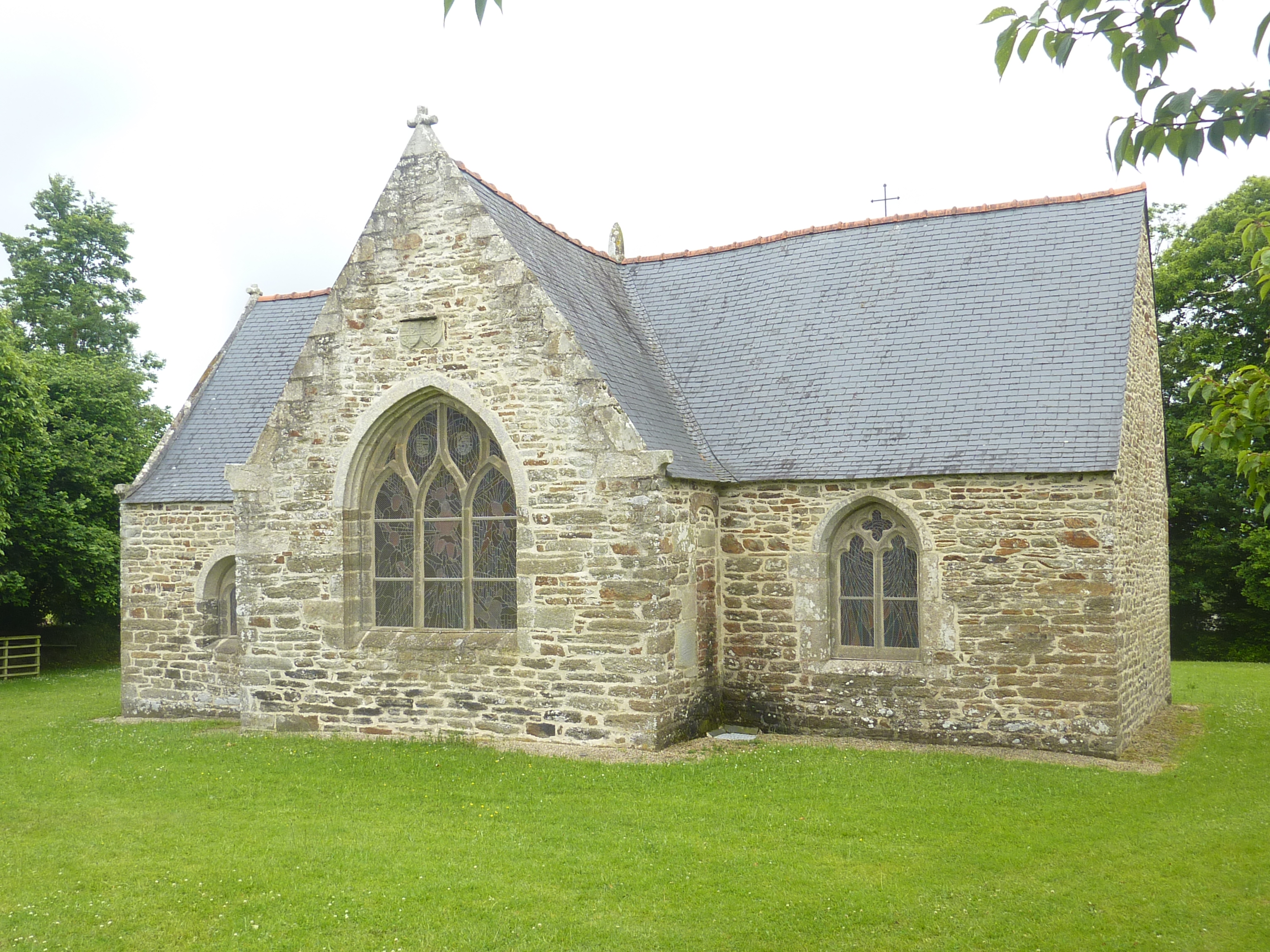
Pleyben : la chapelle de la Trinité, vue extérieure 3.
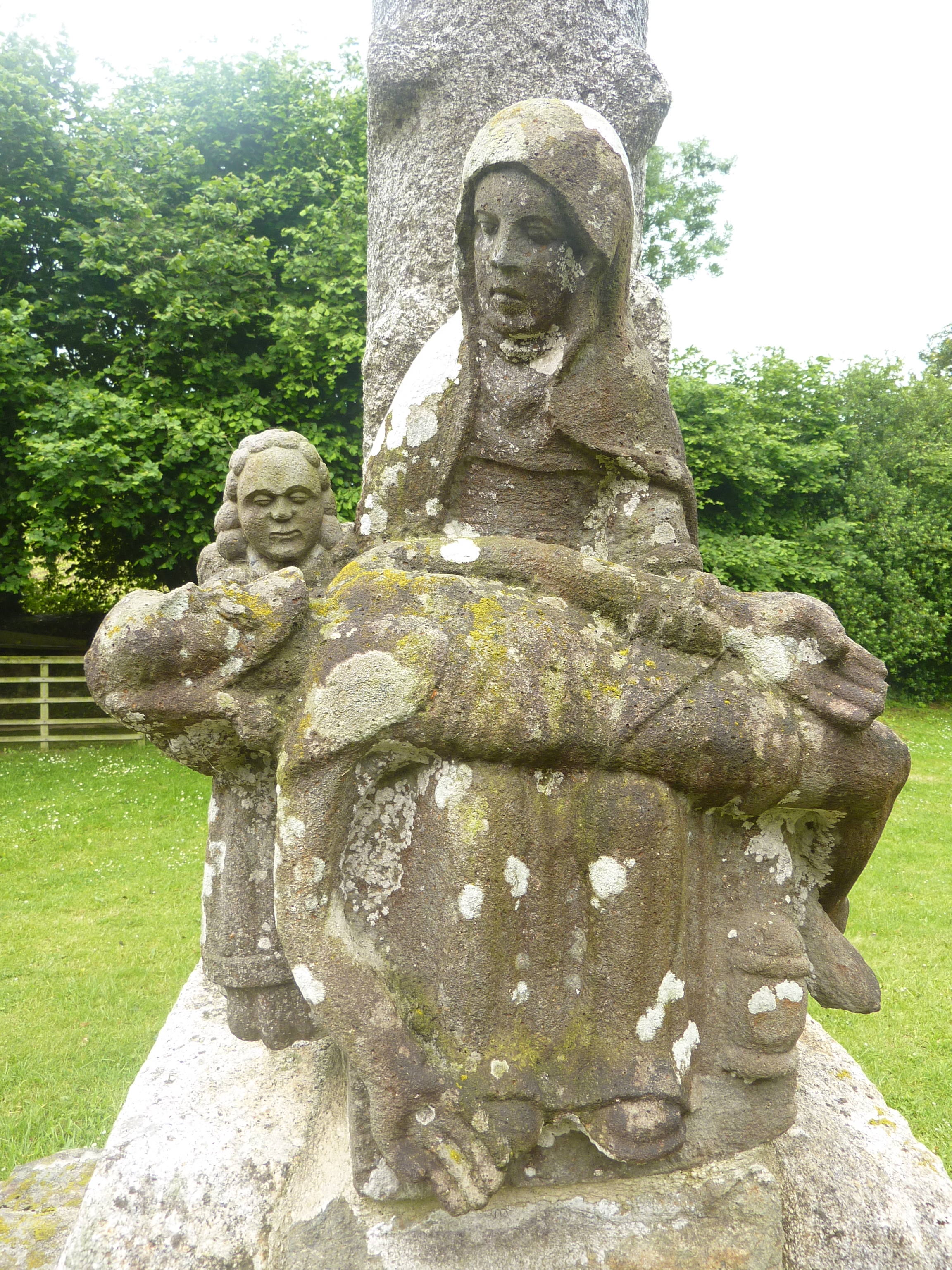
Pleyben, calvaire de la chapelle de la Trinité, partie inférieure (pietà).

- La chapelle de la Madeleine (fin XVIe siècle) : déjà mentionnée en 1500 et dépendant alors de la seigneurie de Quillien (dénommée aussi Treffléau), la chapelle, en forme de croix latine, a connu depuis plusieurs restaurations, en particulier en 1731 et 1858[139]. Son calvaire date de la fin du XIXe siècle. Son sol est couvert de très grandes dalles de schiste[140]. Une fontaine est encastrée dans sa façade[141]. Elle possède une statue, ainsi qu'un vitrail, représentant sainte Marie-Madeleine. Les armes ds seigneurs de Quillien sont représentées sur une vitre, ainsi que leur devise en breton : Tevel ha gober (« Se taire et agir »).

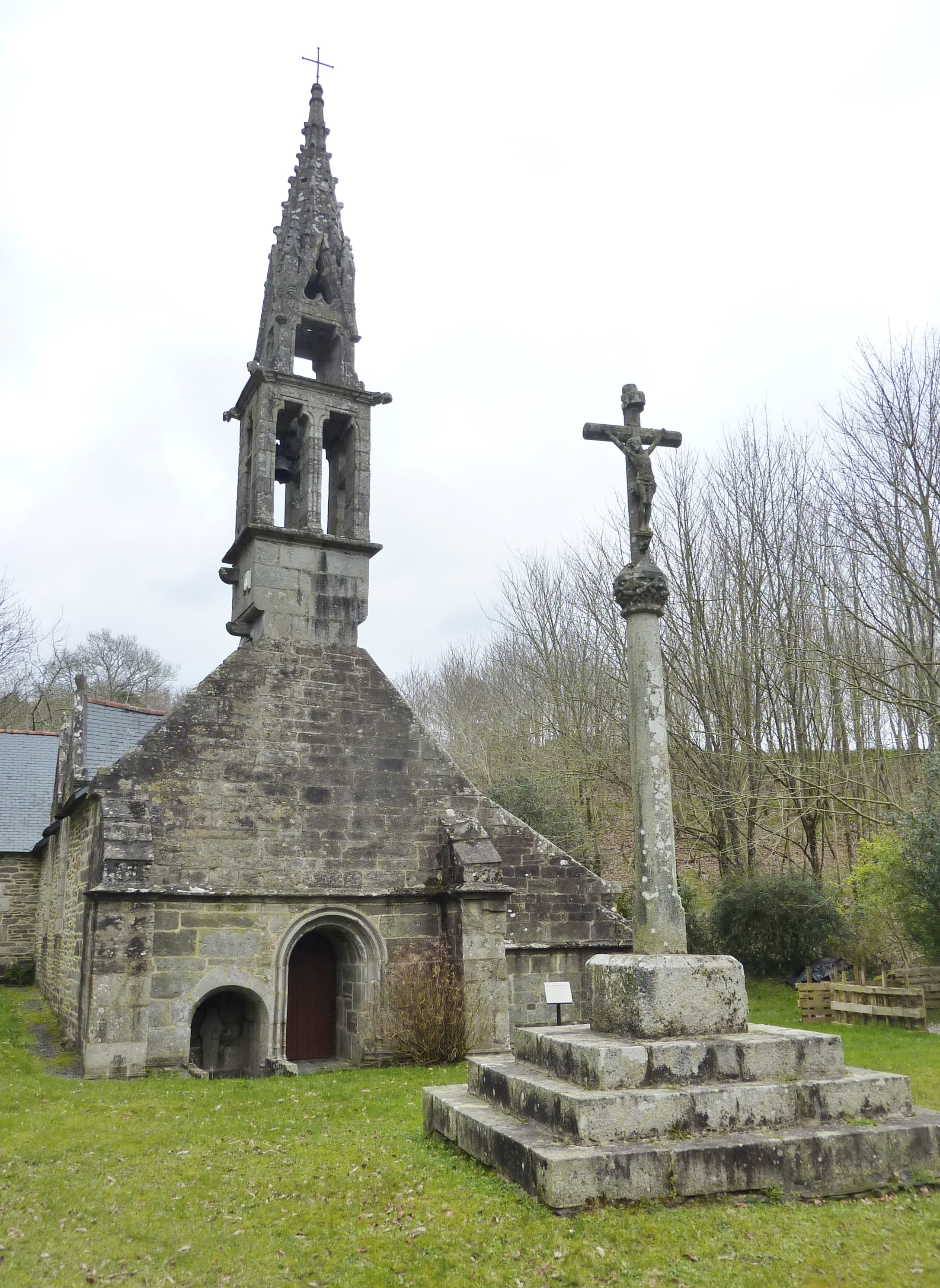
Pleyben : la chapelle de la Madeleine et son calvaire (vue de face).
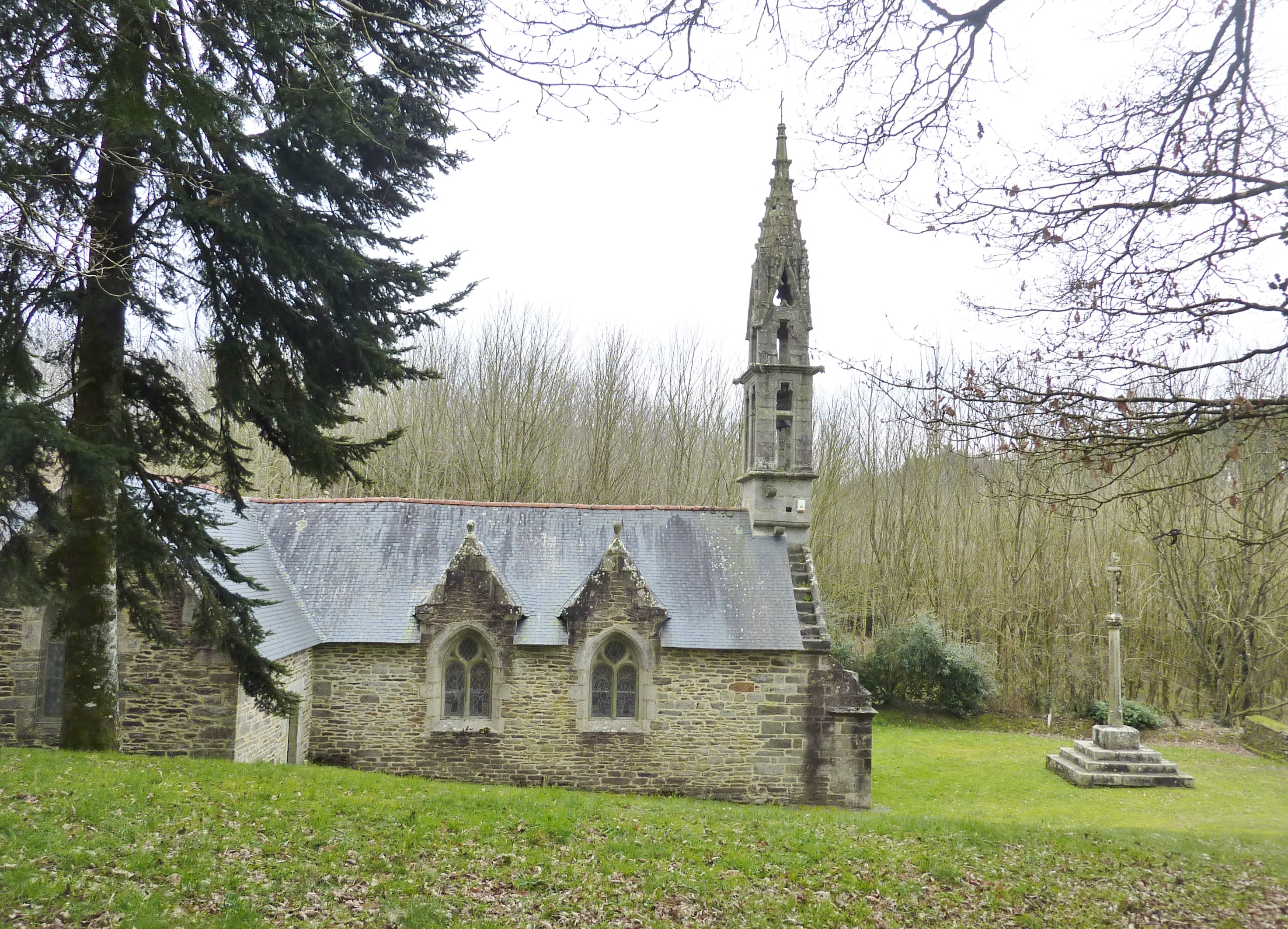
Pleyben : la chapelle de la Madeleine et son calvaire (vue de côté).
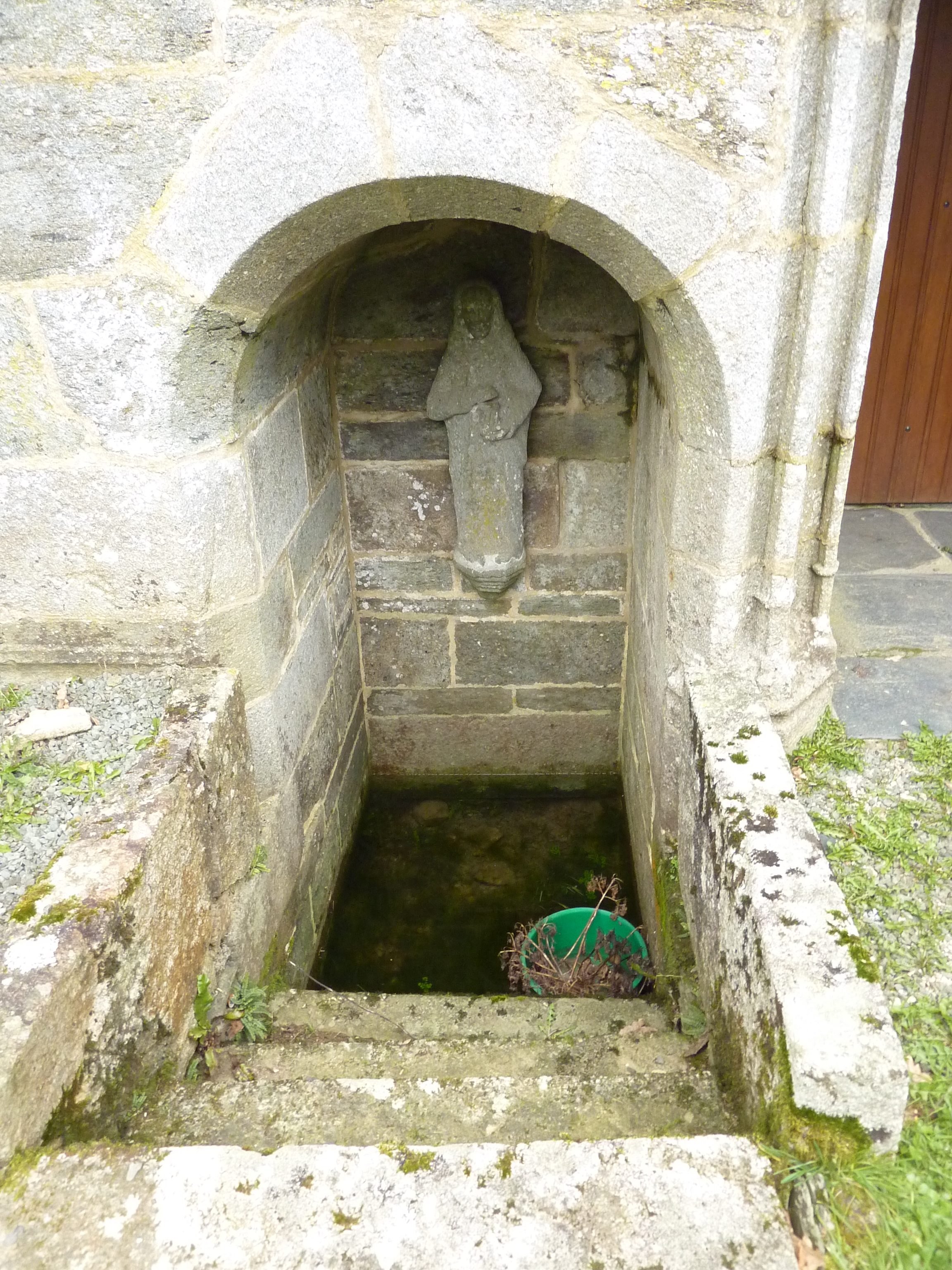
Pleyben : la fontaine de la chapelle de la Madeleine (encastrée dans sa façade).

- La chapelle Neuve[142] (ou « chapelle de la Congrégation ») : sa première mention remonte à l'an 1700, mais la chapelle actuelle date de 1889 ; elle est située en plein bourg de Pleyben[143]. Elle a été récemment enrichie d'une remarquable fresque dite « de l'apocalypse ».
- Des croix et calvaires à Croas-Nu (datant du XVe siècle), Ar-Dreinden (XVIe siècle), Le Drevers (XVIe siècle), La Garenne (1890), Garsaliou (XVIe siècle), Garsmaria (datant du XVIe siècle), Le Grand-Pont (XIXe siècle), Guénily (1577), Keranfouis (XVIIe siècle), Kerouel (XVIIe siècle), Keryekel (XVIe siècle), Keryunet (1633), Lannélec (XVIe siècle), La Madeleine (fin XIXe siècle), Pont-Coblant (deux, l'un du XVe siècle, l'autre de 1945), Restavidan (XVe siècle), Saint-Algon (XVIe siècle), Saint-laurent (XVIe siècle) et ceux du bourg : outre ceux de l'enclos paroissial déjà décrits, celui du cimetière (1869, édifié par Larhantec), celui de Croas-an-Holen sur la place du bourg construit en 1920 en l'honneur des soldats morts pour la France pendant la Première Guerre mondiale, et celui de Croas-ar-Gorré, au sud-est du bourg, datant du XVe siècle[144].

#### Patrimoine civil
- La maison du patrimoine : datant de 1709, elle servit de « petit collège » (= école) pour les jeunes filles, créée par « Messire Nouël Favennec, escholier, maître d'école » jusqu'à sa fermeture en 1791 ; elle servit ensuite de commerce. C'est un témoignage du patrimoine bâti de la grand'place au XVIIIe siècle, les autres maisons de l'époque ayant disparu. Restaurée par la Communauté de communes, elle abrite désormais l'office du tourisme.
- Le manoir de Trésiguidy n'est plus qu'une simple ferme, mais il subsiste des éléments de l'ancienne chapelle domestique du XVIIe siècle, le logis principal et un logis secondaire du XVIIe également, des dépendances de la fin du XIXe siècle ainsi que les armoiries au-dessus du portail d'entrée[38].
- L'écluse de Trésiguidy, sur l'Aulne, à la limite entre Pleyben et Lothey, date de 1822 et est munie d'une passe à poissons depuis 1908. Les vestiges d'un moulin se voient encore sur la rive gauche[145]. La maison éclusière a été construite entre 1822 et 1828[146].

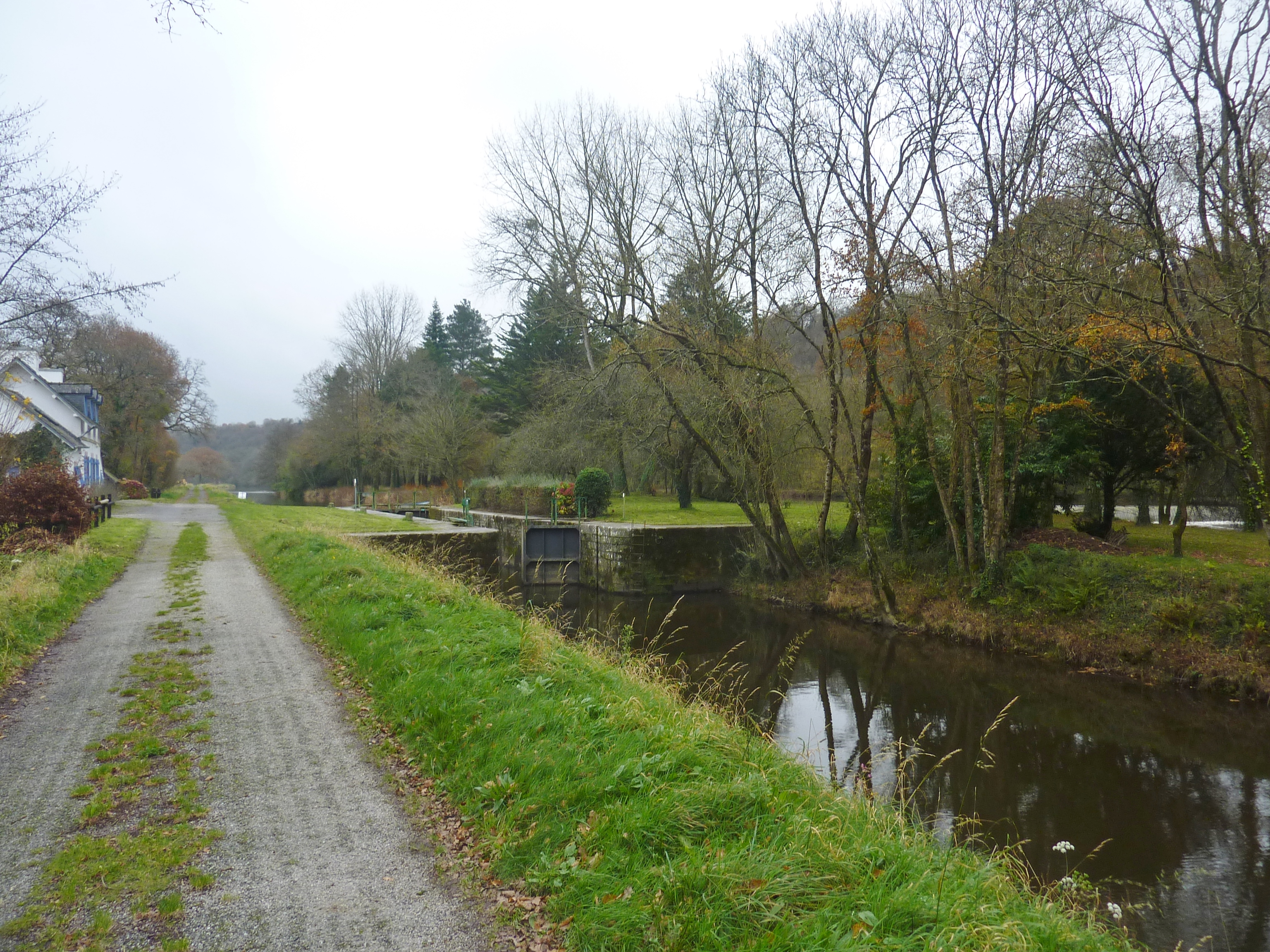
L'écluse de Buzit (Vusid), écluse no 225 du Canal de Nantes à Brest.
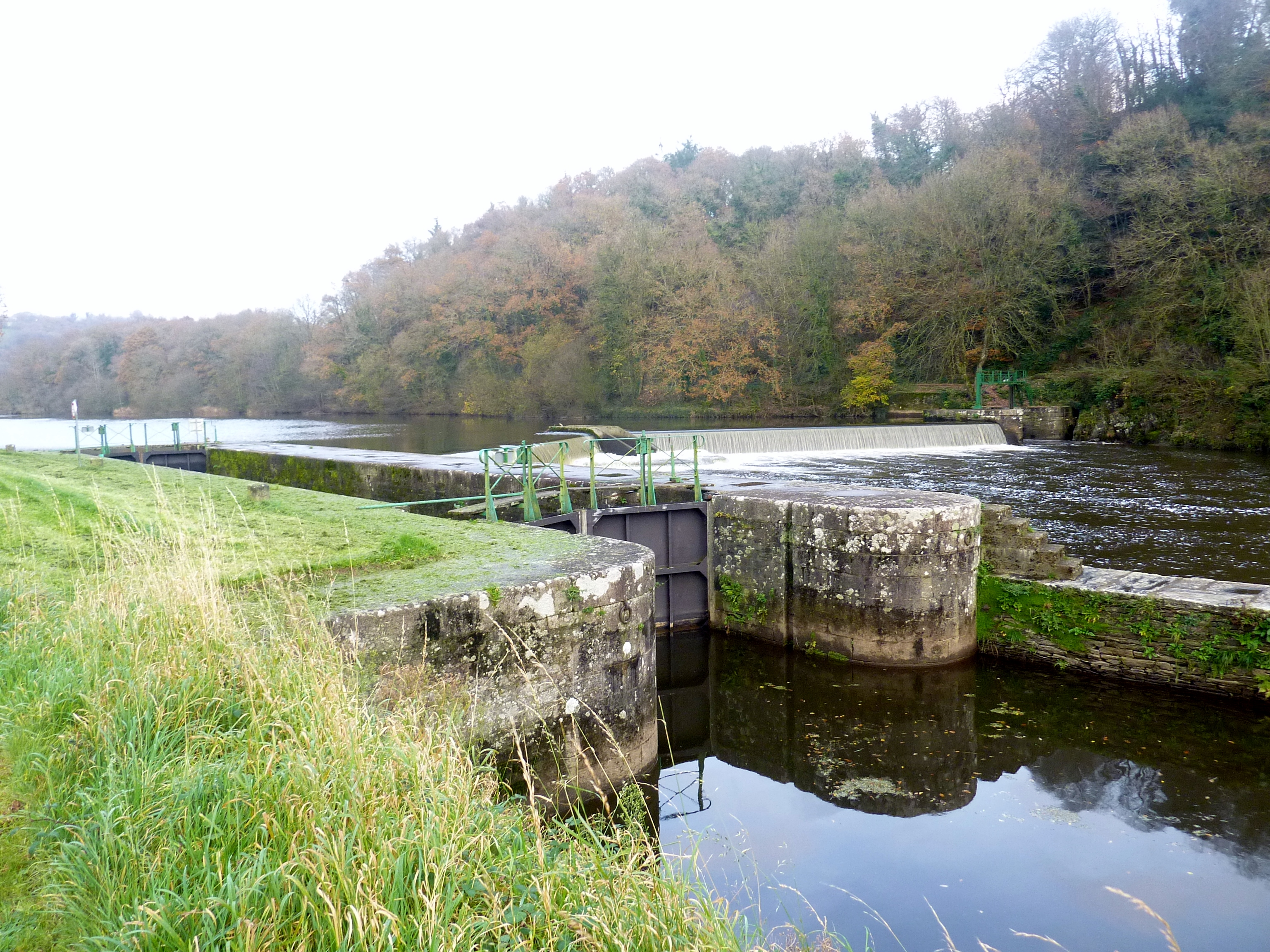
L'écluse de Saint-Algon, écluse no 226 du Canal de Nantes à Brest.
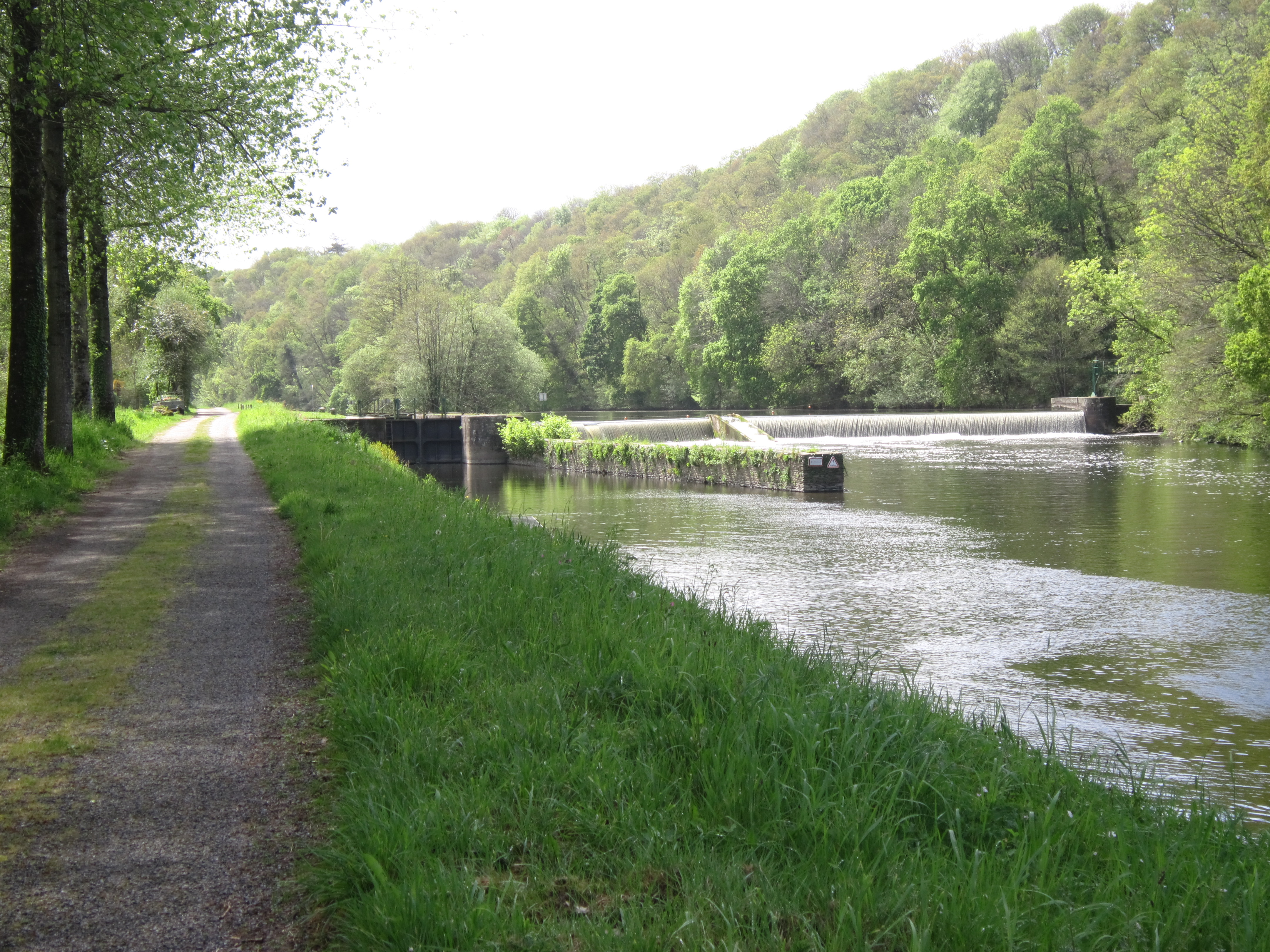
L'écluse de Koad Pont (écluse n° 228) sur le Canal de Nantes à Brest (Aulne canalisée ; limite entre les communes de Pleyben et Lothey).
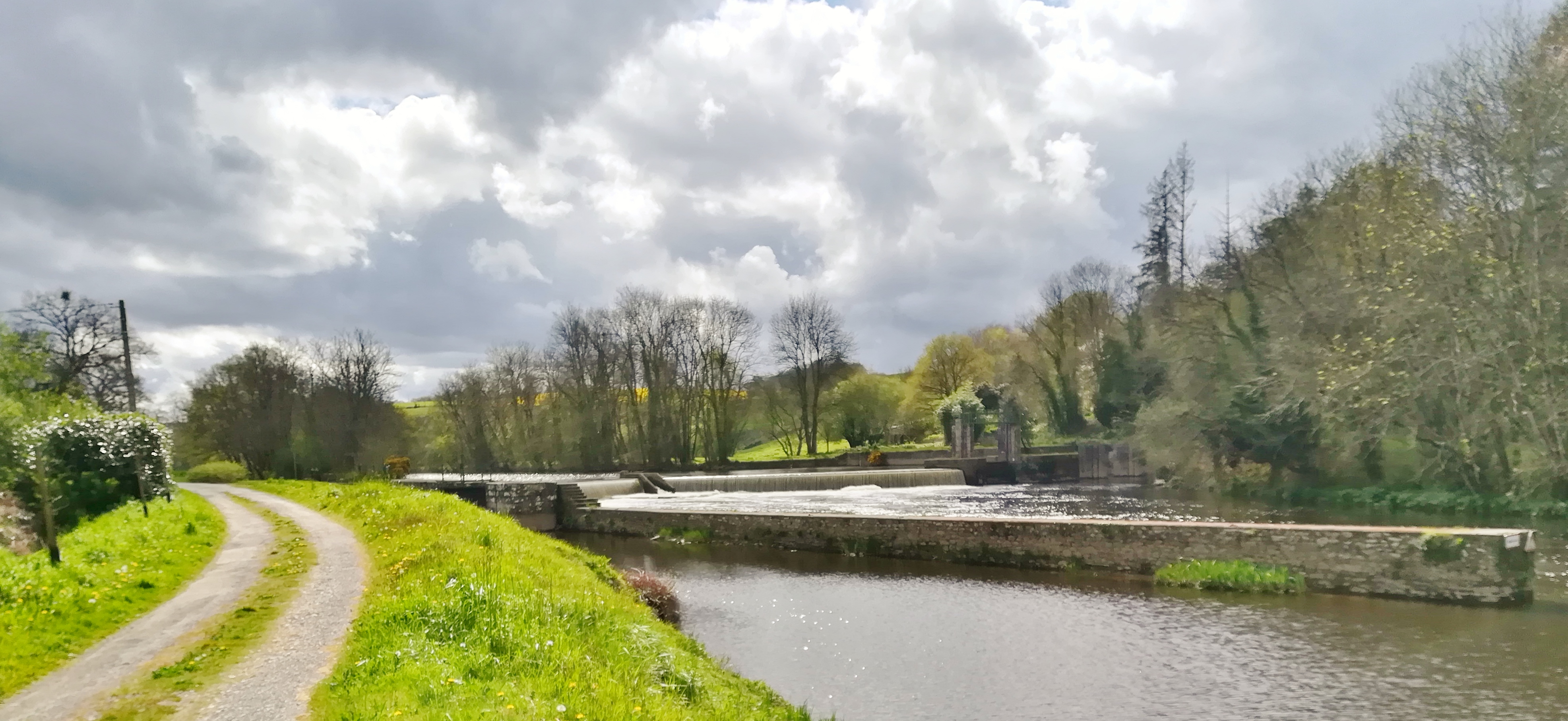
L'écluse de Trésiguidi [Trésiguidy] (écluse n° 230 du Canal de Nantes à Brest).
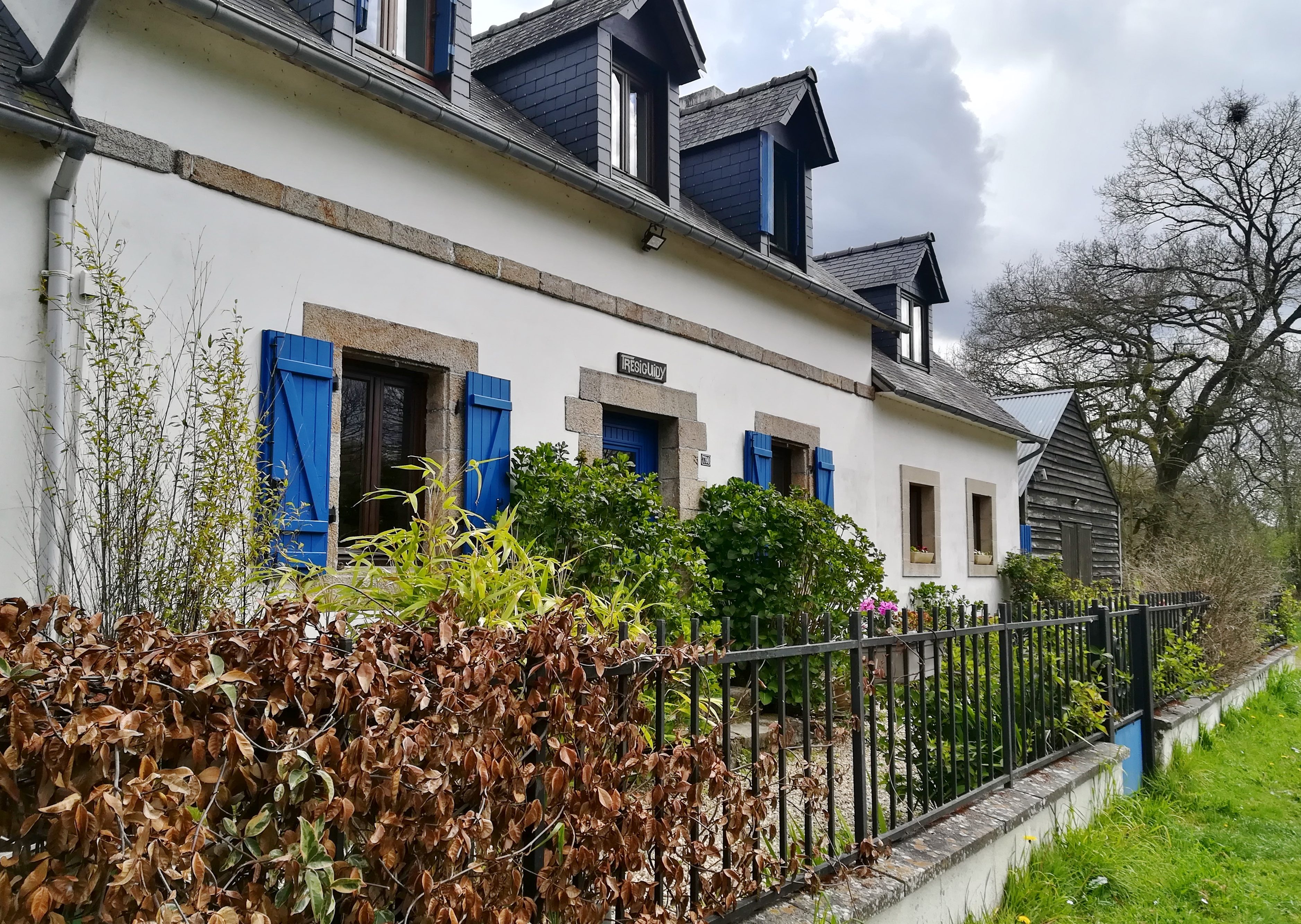
La maison éclusière de Trésiguidy (écluse n° 230 du Canal de Nantes à Brest).

- Pont-Coblant : ce site pittoresque, au bord de la vallée de l'Aulne canalisée, est idéal pour une balade le long du chemin de halage ou pour une partie de pêche à la ligne. Un club nautique propose en outre d'y pratiquer le canoë. Le camping municipal de Pleyben est implanté en bordure de l'Aulne[147].
- Des moulins dont celui de Pennaud[148].
- Le château de Quillien[39].
- Le chaland Victor, dernier vestige de la batellerie ayant navigué sur le canal de Nantes à Brest, visible au pont de Ti-Men, à la limite des communes de Pleyben, Gouézec et Lennon.

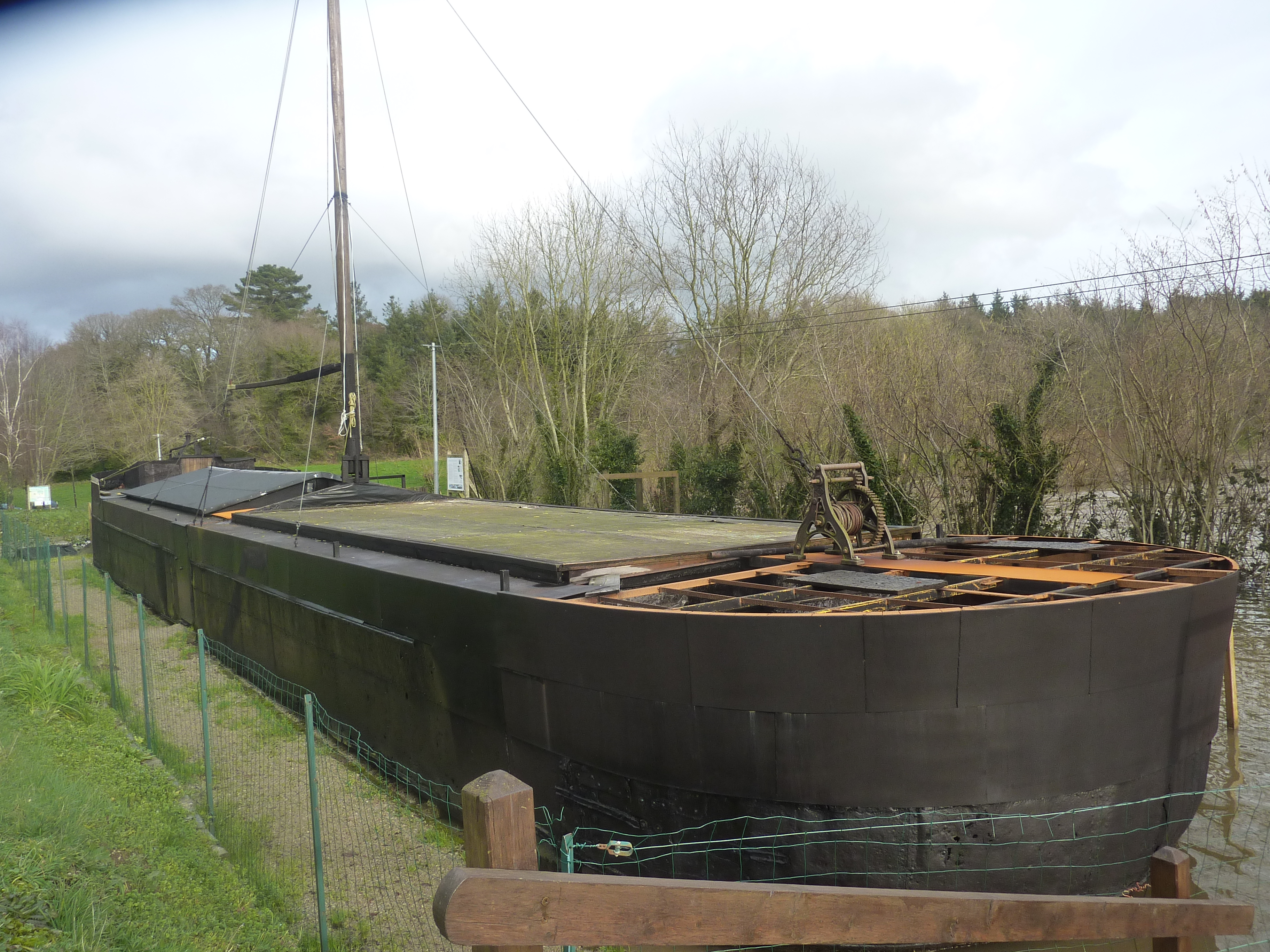
Le chaland « Victor », dernier vestige de la batellerie sur le canal de Nantes à Brest, visitable au pont de Ti-Men).

## Personnalités liées à Pleyben
- Joseph Le Prédour, né à Pleyben en 1758, notaire à Quimper, puis juge à Châteaulin, fit partie des 26 administrateurs du Finistère guillotinés à Brest le 3 prairial an II (24 mai 1794). Le Prédour laissait une femme et six enfants, dont l'aîné avait à peine six ans. « On procéda », dit sa veuve, « à la vente de tous les meubles qui composaient notre ménage. » Des trois fils de Le Prédour, l'un devint médecin-chef de la Marine à Brest, un autre vice-amiral[149].
- Jeanne Marie le Guillou dite Jenny, née à Pleyben le 22 octobre 1800 d'un père couvreur. Elle s'installe à Paris dans les années 1816. Elle deviendra la gouvernante, l'amie et la confidente du peintre Eugène Delacroix, qui lui offrira son portrait, exposé au musée du Louvre. Jenny décède à Paris le 13 novembre 1869.
- Charles-Louis-Baptiste Lebreton , né le 15 décembre 1800 à Ploërmel, fils d'un percepteur de Pleyben, devint chirurgien de marine (il assista au bombardement puis à la prise d'Alger par la marine française le 5 juillet 1830) puis fut médecin à Pleyben en 1834 : il y propagea les idées démocratiques. D'opinion libérale et républicain, il lutta contre la monarchie de Juillet et élu le 23 avril 1848 représentant du Finistère à l'Assemblée constituante où il soutint le général Cavaignac et s'opposa à Louis-Napoléon Bonaparte, désapprouvant par exemple l'expédition de Rome[150]. Il ne fut pas réélu lors des élections à l'Assemblée législative la même année. Après d'autres échecs électoraux, il est à nouveau élu député en juillet 1871, s'inscrivant à la gauche républicaine, mais ne fut pas député longtemps en raison de la dissolution de la chambre. Il fut aussi conseiller général en 1871[151]. Il refusa la Légion d'honneur. Il meurt en octobre 1896 à Pleyben[152].
- Corentin Halléguen, né à Pleyben le 10 décembre 1832, avoué à Châteaulin, fut maire de cette ville à partir de 1881. Conseiller général de Châteaulin depuis 1882, il fut sénateur, s'inscrivant à la gauche républicaine entre 1894 et sa mort le 8 juillet 1899 à Châteaulin[153]. Son fils, Théodore Halleguen fut député du Finistère de 1906 à 1910.
- Louis Gargam, né le 20 mars 1838 à Pleyben, élève au grand séminaire de Quimper, fut volontaire pontifical en 1831, combattant dans les rangs de l'armée papale contre les partisans de l'unité italienne en particulier lors de combats à Ceprano. Ordonné prêtre en 1865, il fut nommé à Landerneau puis fut recteur de Plomodiern de 1883 à 1891. Il mourut le 25 novembre 1903 à la maison Saint-Joseph de Saint-Pol-de-Léon[154].
- Gabriel Miossec, né le 20 juillet 1867 à Dinéault (Finistère), fils de Yves-Gabriel Miossec (1839-1900), qui fut également député, fit ses études à l'École d'agriculture de Grignon, puis s'occupa d'agriculture et du commerce des vins. Maire de Pleyben, il succède le 18 juin 1900 à son père comme député de la première circonscription de Châteaulin, combattant la loi sur les associations, la loi sur les retraites ouvrières et la loi sur les boissons, est réélu en 1902 mais fut battu aux élections législatives de 1906. Il s'installa alors comme industriel à Audierne. Il décéda le 27 septembre 1954 à Rueil-Malmaison (Seine-et-Oise). Son fils Gabriel Miossec (1901-1983) fut également député entre 1962 et 1973.
- Germain Cozien, né le 5 juillet 1878 à Pleyben, ordonné prêtre du diocèse de Quimper le 25 juillet 1901, docteur en théologie à Rome en 1903, fut professeur à l'abbaye de Quarr dans l'île de Wight (où se sont exilés les moines de l'abbaye de Solesmes à la suite de la loi sur les congrégations) à partir de 1911, puis abbé de ladite abbaye de 1921 à 1960. Il restaure l'abbaye de Fontgombault en 1948. Il meurt le 18 mai 1960 à Solesmes
- Pierre Cloarec né à Pleyben le 14 mars 1909. Coureur cycliste il participe à son premier tour de France en 1933. Lors de l'épreuve de 1939 il gagne 2 étapes. La guerre va interrompre sa carrière. Directeur de l'équipe de l'Ouest en 1947 il verra son leader Jean Robic remporter l'épreuve. Il décède le 7 décembre 1994 à Pont-l'Abbé.
- Yves Le Foll, né à Pleyben le 7 février 1912. Ancien élève de l'École Normale Supérieure de l'Enseignement Technique (ENSET, aujourd'hui ENS Cachan). Maire PSU de Saint-Brieuc de 1965 à 1983. Député des Côtes-du-Nord, aujourd'hui Côtes-d'Armor (1967,1973). Décédé à Saint-Brieuc le 1er septembre 1998.
- Yeun ar Gow (ou ar Go), à l'état-civil Yves Le Goff, écrivain breton, né à Pleyben, au lieu-dit Kernevez, le 7 octobre 1897, mort à Gouézec le 22 février 1966.
- André Quelen (1921-2010), officier de la 1re DFL, Compagnon de la Libération[155].

## Quelques traditions locales d'antan
- Quand un jeune homme avait une jeune fille en vue, il allait couper une branche de hêtre qu'il mettait en travers de la porte de sa belle qui devinait très bien de qui et de quoi il s'agissait.
- Quand certains mariés ne s'entendaient pas, on les hissait dans une charrette et on les promenait autour du village pour leur faire honte. Après de semblables promenades, plusieurs, déjà séparés, revenaient paisiblement et pour de bon au logis familial.
- Le soir de la noce, on servait chez les nouveaux mariés un repas plantureux. Le mets le plus répugnant à prendre était le chocolat mélangé au vin blanc dans un vase de nuit qui n'avait jamais servi, heureusement d'ailleurs. Le fou rire éclatait lorsque l'un ou l'autre pêchait dans le plat des grains de chapelet faits de pain et d'ail. Quand les nouveaux mariés refusaient un plat ou faisaient grise-mine devant le plat offert, on leur passait sur le visage le torch listel noir de suie.
- La préparation des aires neuves en terre battue exigeait un malaxage sérieux. Pour y parvenir, des concours de danses étaient organisés. Les garçons entraînaient les filles du voisinage dans la glaise où elles s'enfonçaient jusqu'aux genoux. Pour évoluer gracieusement dans un tel milieu, les jeunes gens devaient faire preuve d'une virtuosité étonnante. Le soir, la fermière distribuait six mouchoirs de poche faits de sa main aux meilleurs danseurs de la journée[156].

## Légendes
La légende du diable de Pont-Coblant : Quand on voulut transporter les ardoises de Pont-Coblant vers le Léon, on s'aperçut que le pont de bois de Pont-Coblant ne serait pas assez solide. Le diable Polig fit alors des offres au maître-carrier pour construire un solide pont de pierre, contre l'âme du premier vivant qui le traverserait. L'accord fut conclu. Au lever du jour, le pont était terminé. Le maître-carrier siffla alors son chien qui était sur l'autre rive. L'animal bondit et traversa le pont, au grand désappointement du diable berné une fois de plus (transcrit par René Trellu).[réf. nécessaire]

## Romans se déroulant à Pleyben
- La soif de l'or, Charles de La Paquerie, éditions Ardent, Limoges, 1898 (la totalité du roman se déroule à Pleyben)[157].
- Au lit de mort, Marie Alexandre Dumas, éditions Michel Lévy, Paris, 1867 (l'un des héros du roman se nomme Monsieur de Pleyben)[158].

## Tableaux représentant Pleyben et sa région
- Émile Dezaunay
  - La petite mendiante de Pleyben (eau-forte et aquatinte en couleurs, collection du musée des Beaux-Arts de Pont-Aven)
  - Noces à Pleyben (dessin aquarelle)